# Cronologia da invasão da Ucrânia pela Rússia (julho–setembro de 2023)
Os eventos que acontecem no segundo semestre de 2023 são uma consequência direta de importantes desdobramentos da primeira metade de 2023, no contexto da cronologia da invasão da Ucrânia pela Rússia.

## Eventos

### Julho

#### 1–17 de Julho

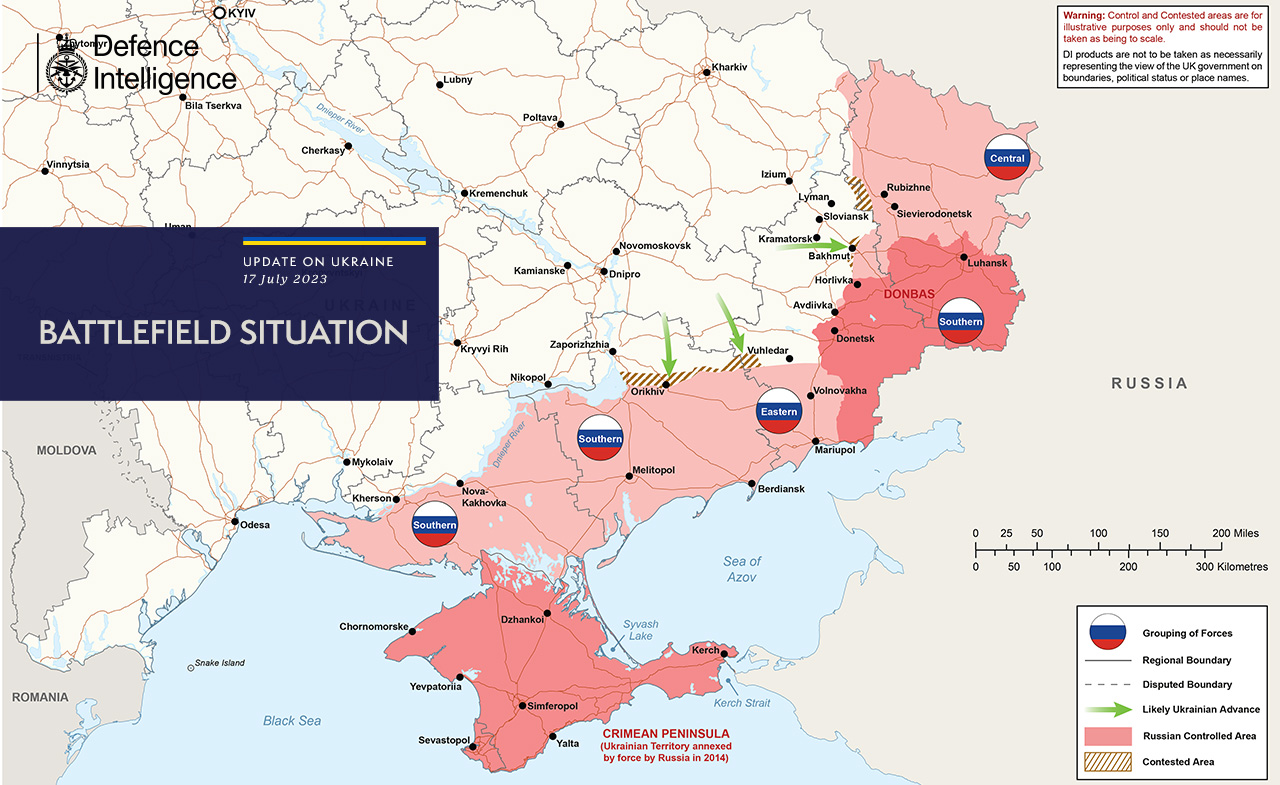
Mapa demonstrando a situação nas linhas de frente em meados de julho de 2023. Ênfase nas ofensivas ucranianas (indicadas por setes verdes) no sul, na região de Zaporíjia.

Em 1 de julho uma pessoa foi morta por um bombardeio russo em Mala Tokmachka, no Oblast de Zaporíjia. A Ucrânia anunciou sanções contra 189 cidadãos russos, incluindo Pavel Shatskikh, diretor da Elektropribor , uma importante empresa de aviação, em Cazã. Sanções também foram impostas a cerca de 300 empresas ligadas à invasão russa da Ucrânia, incluindo a Energia, maior empresa da indústria espacial. Dois bielorrussos, incluindo Aleksei Shkadarevich, diretor do LEMT Scientific and Technical Centre em Minsk, e o empresário georgiano Tamaz Gaiashvili, fundador da Georgian Airways, também foram sancionados, este último por abrir voos diretos para a Rússia e oferecer voos de trânsito para contornar as proibições do espaço aéreo por países ocidentais em aeronaves russas. As sanções foram sancionadas pelo presidente Volodymyr Zelensky e deveriam vigorar por dez anos.
No dia 2, a Rússia lançou um ataque noturno de drones em Kiev pela primeira vez em 12 dias, ferindo uma pessoa. Os militares ucranianos disseram que derrubaram todos os drones. Nesse mesio dia, combates ferozes eclodiram no Olast de Kherson, quando o Instituto para o Estudo da Guerra avaliou que 70 soldados ucranianos haviam desembarcado sob a extremidade controlada pelos russos da ponte Antonivskyi, na margem esquerda do rio Dnipro, no primeiro incidente desse tipo desde o alteração do curso do rio na área após a destruição da Barragem de Kakhovka, em junho. Enquanto isso, o Ministério da Defesa ucraniano disse que suas forças estavam avançando em direção a Berdyansk e Melitopol na frente de Zaporíjia, mas reconheceu os avanços russos em Lyman , Avdiivka e Marinka na frente de Donetsk. A Rússia também lançou uma ofensiva em torno de Svatove, Oblast de Lugansk, atacando as cidades de Bilohorivka e Serebryanka. O prefeito de Enerhodar afirmou que 100 funcionários da empresa nuclear estatal russa, Rosatom, deixaram a Usina Nuclear de Zaporíjia. Na Rússia, um ataque com míssil foi relatado na base aérea Primorsko-Akhtarsk em Krai de Krasnodar.
Os organizadores anunciaram o cancelamento do MAKS Air Show bianual fora de Moscou, agendado para o final de julho, que serviu como uma vitrine para a tecnologia aeroespacial russa. A inteligência britânica acredita que o cancelamento foi devido a temores de baixa participação de delegações internacionais e ameaças de ataques de drones ucranianos. O Grupo Wagner suspendeu o funcionamento de suas centrais físicas de recrutamento por um mês, mantendo seus call centers abertos para inscrições. A Polônia anunciou que estava enviando 500 policiais e forças antiterroristas para reforçar sua fronteira com a Bielorrússia após a redistribuição do Grupo Wagner para lá e para impedir que migrantes cruzassem ilegalmente a fronteira.
No dia 3, um ataque de drone em Sume matou três pessoas e feriu dezenove. Duas propriedades privadas e um prédio do governo também foram danificados. Os militares ucranianos afirmaram ter abatido treze dos dezessete drones Shahed lançados contra o país. Três outros morreram em bombardeios em Oblast de Sume, enquanto outro foi morto em Donetsk Oblast. A vice-ministra da Defesa ucraniana, Hanna Maliar, disse que as forças ucranianas haviam recapturado 9 quilômetros quadrados de território no leste e 28,4 quilômetros quadrados no sul durante a semana anterior. Também afirmou que as forças ucranianas afundaram dois navios militares russos que transportavam 66 soldados no Oblast de Mykolaiv. Em contraste, o governador instalado pela Rússia de Kherson Oblast, Vladimir Saldo, afirmou que as forças ucranianas foram desalojadas de sua cabeça de ponte na Ponte Antonivskyi.
A Agência Internacional de Energia Atómica (AIEA) anunciou que a Usina Nuclear de Zaporíjia foi reconectada à sua única linha de energia de backup disponível depois que uma seção dela na margem oposta do rio Dnipro foi danificada em 1 de março. A agência de notícias russa Interfax informou que o FSB frustrou uma tentativa de assassinato de Sergey Aksyonov, chefe da Crimeia instalado pela Rússia, acrescentando que havia detido um cidadão russo que teria sido recrutado pelo Serviço de Segurança da Ucrânia (SBU) para matar Aksyonov usando um carro-bomba. A Agência Nacional de Prevenção da Corrupção da Ucrânia colocou a Unilever em sua lista de patrocinadores da guerra da Rússia contra o país por continuar investindo na Rússia, apesar das promessas de retirada. O Centro Internacional para a Acusação do Crime de Agressão contra a Ucrânia, órgão encarregado de investigar os crimes de guerra russos no país, foi inaugurado na sede da agência de cooperação judiciária da União Europeia, o Eurojust, em Haia, nos Países Baixos. O líder checheno Apta Alaudinov anunciou que o comandante da Unidade Akhmat, Yevgeny Pisarenko, foi morto enquanto lutava na linha de frente do Donbas.
No dia 4, duas pessoas foram mortas por bombardeios russos em Kherson, enquanto outra foi morta em Dalnie, no Oblast de Donetsk. Pelo menos 43 pessoas, incluindo 12 crianças, ficaram feridas em um ataque a uma área residencial em Pervomaiskyi, no Oblast de Carcóvia, com um ex-comandante do Batalhão Azov alegando que o ataque tinha como alvo um funeral militar. Com o Oblast de Donetsk ocupado, a Rússia afirmou que uma pessoa foi morta e outras 36 ficaram feridas em um ataque ucraniano em Makeevka. Os militares ucranianos disseram que destruíram uma formação militar russa no local. A Rússia também alegou ter derrubado quatro drones fora de Moscou enquanto bloqueava eletronicamente, forçando-o a cair no distrito de Odintsovo, no Oblast de Moscou, cerca de 30 quilômetros a sudoeste da capital. Nenhuma vítima foi relatada. Os voos do Aeroporto Internacional Vnukovo foram temporariamente suspensos naquele período.
Em 5 de julho, uma pessoa foi morta quando os russos bombardearam a cidade de Bilozerka, no Oblast de Kherson. Já a mídia russa afirmou que um ataque de artilharia ucraniana causou um incêndio em um depósito de petróleo em Makiivka, no Oblast de Donetsk, citando o prefeito da cidade.
A Ucrânia impôs sanções a 18 empresas holding ligados à Rússia e seu esforço de guerra. O almirante Tony Radakin, chefe do estado-maior britânico, disse à Câmara dos Comuns que a Rússia havia perdido quase metade da eficácia de combate de seu exército.

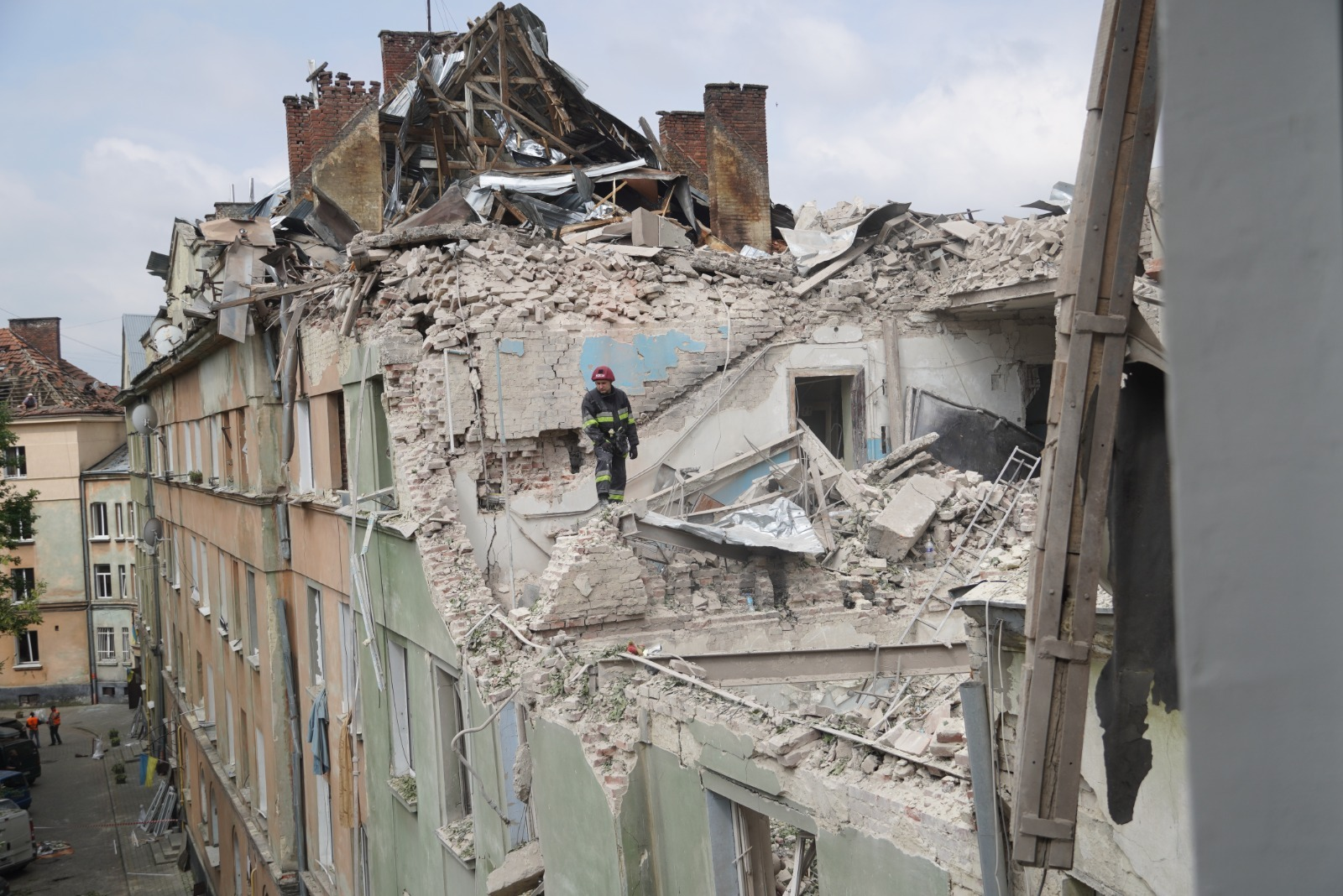
Um prédio residencial destruído em Lviv

Em 6 de junho, cerca de dez pessoas morreram e outras 42 ficaram feridas em um ataque de míssil russo contra um apartamento em Lviv. Cerca de 35 prédios e 50 carros foram danificados, enquanto o governador do Oblast de Lviv afirmou que a "instalações de infraestrutura crítica" da região foram atingidas, enquanto uma casa foi danificada por destroços de mísseis em Zolochiv. O Ministério da Cultura ucraniano disse que o ataque causou danos na zona tampão ao redor do centro histórico da cidade, que foi listado como Patrimônio Mundial da UNESCO. O prefeito de Lviv chamou de "o maior ataque à infraestrutura civil" na cidade desde o início da invasão. Os militares ucranianos disseram ter derrubado sete dos dez mísseis Kalibr lançados contra a cidade a partir do Mar Negro. Duas pessoas foram mortas em ataques separados nos Oblasts de Zaporíjia e Donetsk, respectivamente. Já a estação de trem de Odnorobivka (perto de Bohodukhiv), no Oblast de Kharkiv, foi destruída pela artilharia russa.
A Sede de Coordenação para o Tratamento de Prisioneiros de Guerra da Ucrânia anunciou o retorno de 45 prisioneiros de guerra e quatro deportados civis, incluindo duas crianças, da Rússia.
O presidente bielorrusso Aleksandr Lukashenko disse que Yevgeny Prigozhin (chefe do Grupo Wagner) havia retornado da Bielorrússia para São Petersburgo e que suas forças Wagner ainda estavam em suas bases na Rússia e ocupavam partes da Ucrânia. No entanto, ele negou que isso sinalizasse o colapso do acordo que havia feito para acabar com a rebelião do Grupo Wagner.
O Ministério da Defesa finlandês anunciou um pacote de defesa de 105 milhões de euros (US$ 114 milhões) para a Ucrânia, que incluiria armas antiaéreas e munições.
O Ministério da Defesa britânico avaliou que a Rússia estava realocando tropas de até a região do Cáucaso e sua fronteira com a China para reforçar suas posições na Ucrânia, enquanto um oficial militar ucraniano disse que a Rússia estava procurando recrutar 500 000 pessoas para recuperar suas forças armadas.
Em 7 de julho, duas pessoas foram mortas em Oblast de Dnipropetrovsk depois que seu carro foi atingido por destroços durante um ataque de drones russos durante a noite. Um outro drone atingiu um comércio na região de Kryvy Rih, causando um incêndio, mas sem deixar vítimas. Os militares ucranianos disseram que dezoito drones Shahed foram lançados contra alvos no leste e no sul da Ucrânia, dos quais doze foram abatidos. No final do dia, um míssil russo causou um incêndio em uma instalação de infraestrutura emn Zaporíjia.
O Governo Biden aprovou a transferência de munição convencional melhorada de duplo propósito de tipo cluster (de fragmentação) para a Ucrânia que podem ser disparadas de munição de calibre 155 mm como parte do 42º pacote de ajuda militar para os ucranianos. Este envio foi caracterizado como "tapa buraco" para dar tempo para as fábricas americanas aumentarem a produção de munição. No pacote também garantia o envio de veículos M2 Bradley e Stryker adicionais, junto com munição para foguetes HIMARS. O pacote total foi estimado em mais de US$ 800 milhões de dólares.
O primeiro-ministro tcheco Petr Fiala ajuda que ele enviaria helicópteros de ataque adicionais e "centenas de milhares" de cartuchos de munição de grande calibre "nos próximos meses" para a Ucrânia após a visita do presidente Zelensky a Praga.
Já a Alemanha anunciou a aprovação de um novo pacote de ajuda militar à Ucrânia, que incluía veículos para colocação de pontes, blindados de engenharia tipo Dachs, três bloqueadores de rádio, dois sensores anti-drone e bloqueadores, seis trens de trator de caminhão HX81 e três semi-reboques.
A Missão de Monitoramento de Direitos Humanos da ONU na Ucrânia (HRMMU) disse que o número de civis mortos na invasão da Ucrânia atingiu mais de 9 000, incluindo 500 crianças.  organização também observou que o número de vítimas foi menor em média do que em 2022 e começou a aumentar novamente em maio e junho de 2023. Já a AIEA afirmou que não encontrou evidências de explosivos sendo plantados dentro da Usina Nuclear de Zaporíjia em inspeções recentes, conforme reivindicado pela Ucrânia. No entanto, exigia acesso a mais áreas da instalação, incluindo os telhados dos reatores, que haviam sido fechados pelas autoridades de ocupação russas supostamente por razões de segurança.
Em 8 de julho, nove pessoas morreram e outras 12 ficaram feridas em um ataque de foguete russo em áreas residenciais de Lyman, no Oblast de Donetsk. Outra pessoa foi morta em um ataque separado em Avdiivka. Já na Rússia, o governador do Oblast de Belgorod afirmou que um míssil ucraniano atingiu um mercado na cidade de Shebekino.

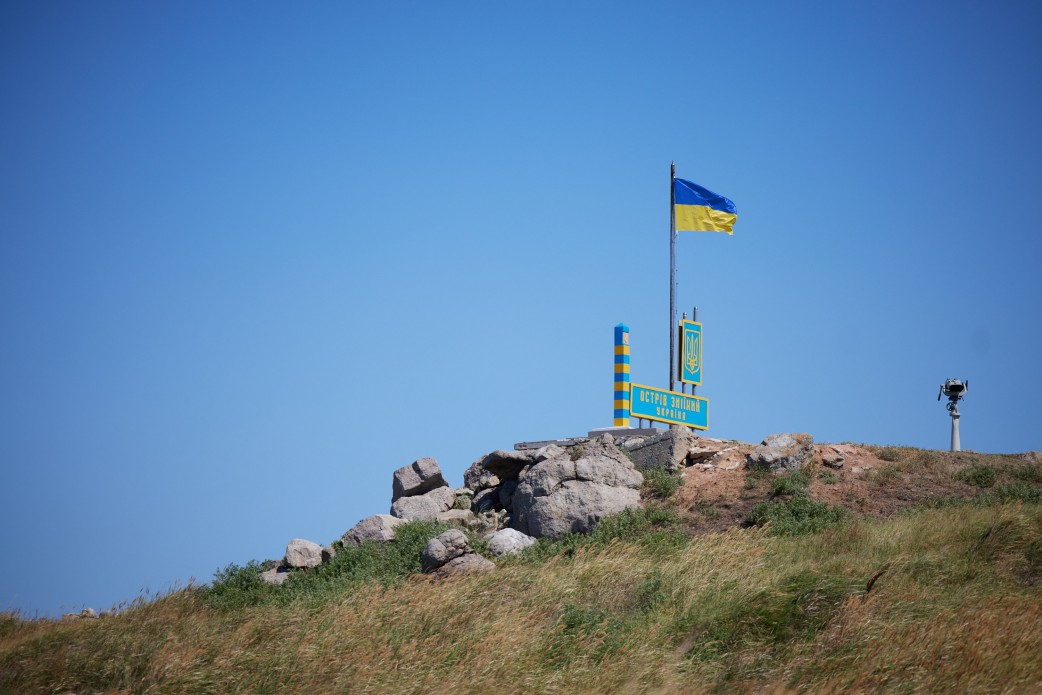
A bandeira ucraniana hasteada na Ilha das Serpentes.

Após uma visita à Turquia garantir apoio do presidente Recep Tayyip Erdoğan para a entrada da Ucrânia para a OTAN, o Presidente Zelensky anunciou que havia garantido o retorno de cinco comandantes da guarnição ucraniana da defesa da Siderúrgica Azovstal que foram feitos prisioneiros no Cerco de Mariupol e viviam na Turquia como parte de um acordo com a Rússia. O Kremlin posteriormente reclamou que era uma violação do referido acordo e criticou a Turquia por permitir isso. O presidente ucraniano visitou então a Ilha das Serpentes na data que marcou 500 dias da guerra.
O ministro da Proteção Ambiental e Recursos Naturais da Ucrânia, Ruslan Strilets, disse que o valor total dos danos ambientais causados pela invasão russa (excluindo os danos causados pela destruição da represa Kakhovka) atingiu US$ 55,9 bilhões de dólares, com uma média de US$ 111 milhões em danos gerado todos os dias. Mais de 200.000 toneladas de resíduos perigosos e sucata também foram produzidas pelo conflito.
O chefe da Crimeia ocupada, endossado pela Rússia, afirmou que um míssil de cruzeiro ucraniano foi abatido perto Kerch, enquanto a Ponte da Crimeia foi temporariamente fechado ao trânsito. O prefeito exilado de Melitopol afirmou que uma explosão ocorreu em uma base militar russa perto da cidade. As forças russas também afirmaram ter derrubado três mísseis sobre os Oblasts de Bryansk e Rostov, destruindo uma serraria no processo.
Segundo o jornal Wall Street Journal, a Polônia entrou à Ucrânia uma dúzia de helicópteros Mi-24 (de fabricação soviética), citando fontes anônimas.
Em 10 de julho, sete pessoas morreram e outras treze ficaram feridas em um bombardeio russo em uma escola que hospedava operações de distribuição de ajuda em Orikhiv, no Oblast de Zaporíjia. Outras duas pessoas foram mortas em ataques de artilharia separados russos contra o Oblast de Donetsk. Já um míssil S-300 russo atingiu a cidade de Mykolaiv, embora baixas não foram reportadas.
O Estado-Maior das Forças Armadas ucranianas afirmou ter retomado cerca de dez quilômetros quadrados de território na frente sul e quatro quilômetros quadrados na frente leste na semana passada. Também alegou ter avançado mais de um quilômetro em direção a Melitopol e Berdiansk. O Ministério da Defesa ucraniano afirmou que suas forças haviam recapturado montanhas importantes em torno de Bakhmut e submetido todos os pontos de acesso à cidade sob sua linha de fogo de artilharia.
Uma autoridade ocidental disse ao jornal AFP que os líderes da OTAN estavam "preparados" para abandonar a exigência de um Plano de Ação para Adesão para acelerar a entrada da Ucrânia no bloco.
Em uma entrevista para a CNN, o CEO Armin Papperger da empresa alemã Rheinmetall anunciou que a empresa abriria uma fábrica de veículos blindados no oeste da Ucrânia nas próximas doze semanas e contrataria e treinaria funcionários ucranianos para manter seus produtos.
A Austrália disse que iria enviar uma aeronaves de vigilância E-7A Wedgetail, da sua força aérea, para a Alemanha, juntamente com até 100 tripulantes e pessoal para monitorar as linhas vitais de abastecimento humanitário e militar para a Ucrânia nos próximos seis meses. No entanto, o primeiro-ministro Anthony Albanese disse que a aeronave não realizaria missões no espaço aéreo ucraniano, bielorrusso e russo.
Em 11 de julho, a Rússia lançou outro ataque de drones durante a noite em Kiev e Odesa. As autoridades ucranianas não relataram vítimas e que 26 dos 28 drones lançados foram abatidos. Porém, uma mulher foi morta por um bombardeio em Sofiivka, no Oblast de Kherson, enquanto outra pessoa foi morta em Huliapole, no Oblast de Zaporíjia.
Ainda nesse dia, surgiram relatos de que um hotel usado para abrigar altos oficiais militares russos e o quartel-general do 58º Exército de Armas Combinadas foi destruído por um ataque de míssil ucraniano em Berdiansk. Entre os mortos estaria o tenente-general Oleg Tsokov, o vice-comandante do Distrito Militar do Sul, tornando-o o oficial russo de mais alta patente morto durante a invasão. Já na cidade ocupada de Novooleksiivka, no Oblast de Kherson, um grande depósito de munição russo foi destruído por um míssil.
As forças armadas russas afirmaram ter avançado cerca de 1,5 kms em direção da cidade de Lyman. Nesse mesmo dia, o capitão da marinha russa, Stanislav Rzhitsky, vice-chefe dos esforços de mobilização militar em Krasnodar, foi baleado e morto enquanto corria. Como comandante do submarino Krasnodar, baseado no Mar Negro, ele foi acusado de ter lançado mísseis que atingiram Vinnytsia em julho de 2022 que resultou na morte de 23 civis, embora seu pai alegasse que ele havia deixado o serviço ativo antes da invasão em 2021.
Nos dias 11 e 12 de julho, ocorreu a reunião da OTAN em Vilnius, onde os Estados membros afirmaram seu apoio à entrada da Ucrânia na aliança, dependendo de certas condições, e confirmaram que haviam decidido abandonar o Plano de Ação de Adesão exigido para candidatos anteriores no caso da Ucrânia. Contudo, líderes da OTAN não ofereceram nenhum cronograma claro ou convite formal sobre quando a Ucrânia poderia realmente aderir. Antes de o anúncio ser feito, Zelensky já havia criticado falar de tal decisão como "sem precedentes e absurda". No entanto, ele reafirmou a vontade da Ucrânia de aderir à OTAN durante um discurso público em Vilnius logo após sua chegada para a cúpula, durante o qual ele também apresentou uma bandeira ucraniana usada por seus soldados durante a Batalha de Bakhmut.
O presidente Emmanuel Macron afirmou que a França forneceria um número indeterminado de mísseis SCALP, a versão francesa do Storm Shadow, desde que seu uso fosse limitado ao território ucraniano.
O ministro da defesa ucraniano, Oleksii Reznikov, assinou um memorando que criou formalmente uma coalizão de onze países (Dinamarca, Holanda, Bélgica, Canadá, Luxemburgo, Noruega, Polônia, Portugal, Romênia, Suécia e Reino Unido) que concordaram em adquirir caças F-16 para a Ucrânia e treinar pilotos ucranianos em seu uso, bem como um acordo com o ministro da Defesa francês Sebastien Lecornu que formalizou um novo pacote de ajuda militar de US$ 187 milhões de dólares.
No último dia da reunião da OTAN na Lituânia, o presidente Zelensky anunciou que a Ucrânia receberia novos sistemas e mísseis Patriot da Alemanha e veículos blindados do Canadá. No entanto, ele insistiu em exigir um convite formal para ingressar na OTAN, que chamou de "ideal".
Na reunião, a Austrália anunciou que enviaria mais de trinta novos veículos Bushmaster para a Ucrânia, enquanto o ministro da defesa norueguês Bjørn Arild Gram afirmou que seu país enviaria cerca de mil drones Black Hornet Nano e duas unidades de lançadores NASAMS. O Reino Unido também prometeu um novo pacote de ajuda militar que incluía mais de 1 000 cartuchos para tanques Challenger 2, mais de 70 veículos de combate e logística e um contrato de US$ 65 milhões para manutenção de equipamentos, bem como o estabelecimento de um centro de reabilitação militar. A Alemanha também apresentou um pacote de ajuda de US$ 770 milhões que incluía unidades adicionais de defesa aérea Patriot, enquanto outros membros do G7 também concordou em fornecer apoio militar e financeiro de longo prazo à Ucrânia.
O primeiro-ministro canadense, Justin Trudeau, anunciou um pacote de ajuda adicional de CA$ 541 milhões (US$ 410 milhões de dólares) para a Ucrânia, que incluía câmeras drones. Ele também anunciou que o Canadá hospedaria cadetes ucranianos no Royal Military College Saint-Jean para treinamento e expandiria o de soldados ucranianos na Letônia. O Canadá também se comprometeu a fornecer à Ucrânia US$ 37 milhões adicionais em seu "Pacote de Assistência Abrangente", incluindo combustível, equipamentos de logística e suprimentos médicos, bem como US$ 2 milhões para assistência em segurança cibernética.
O ministro da Defesa ucraniano, Oleksii Reznikov, confirmou que os pilotos ucranianos começariam o treinamento sobre como usar caças F-16 na Romênia em agosto. Ele também assinou dois acordos com a Suécia sobre aquisições de defesa e compartilhamento de inteligência.
Ainda no dia 12 de julho, o general Ivan Popov, comandante do 58º Exército de Armas Combinadas russo, que estava servindo no Oblast de Zaporíjia, foi afastado de seu cargo. Em uma mensagem do Telegram postada por um parlamentar russo, ele alegou ter sido demitido pelo ministro da Defesa, Sergei Shoigu, depois de reclamar sobre inadequações na logística russa que levaram a muitas baixas entre seus homens e acusar seus superiores de traição.
O Estado-Maior ucraniano afirmou ter retomado 162 quilômetros quadrados de território desde o início de sua contra-ofensiva em junho, enquanto a estimativa do Instituto para o Estudo da Guerra (ISW) era de 253 quilômetros quadrados. O ISW também estimou os ganhos russos desde o início do ano em 282 quilômetros quadrados.

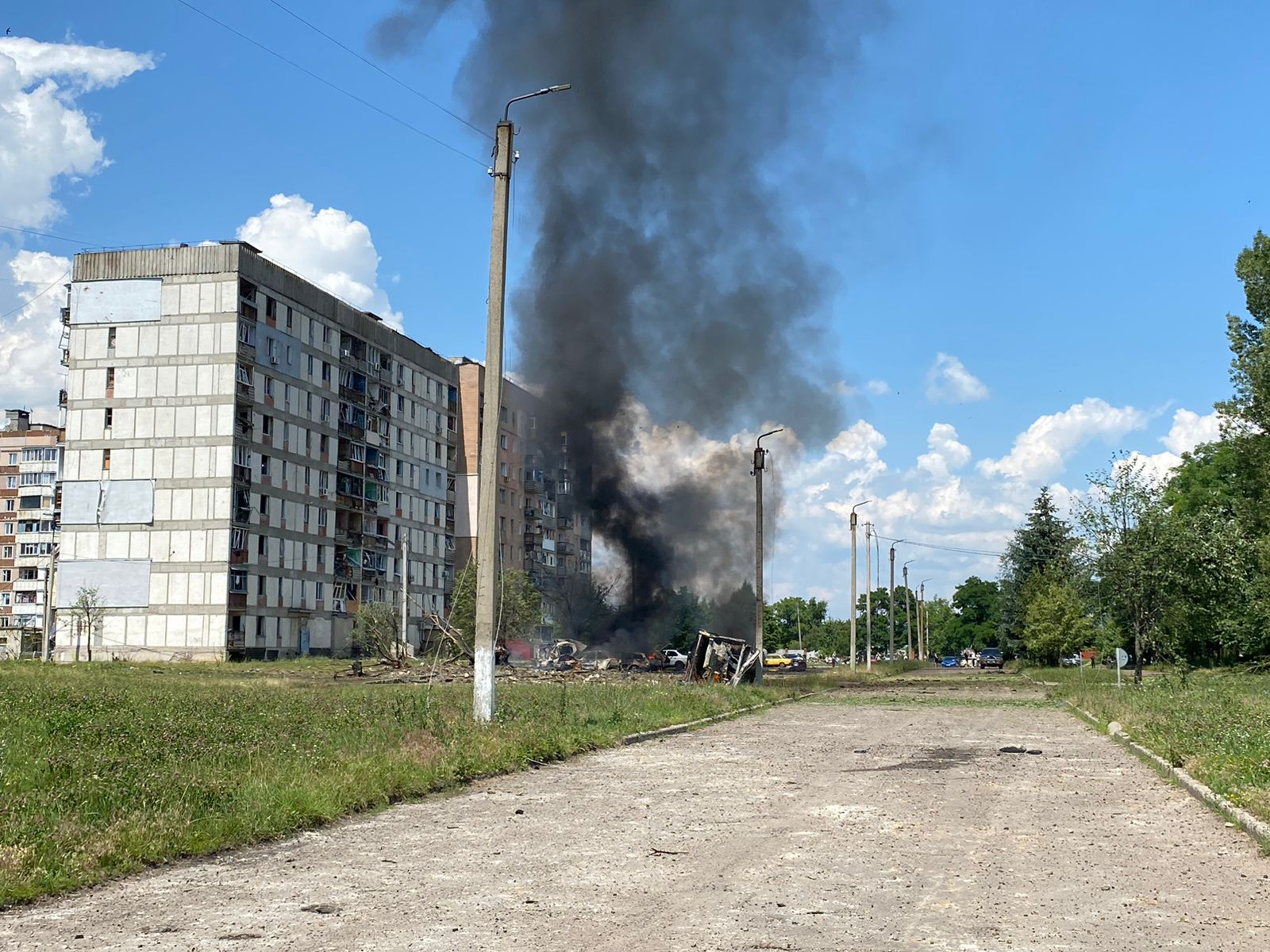
A cidade de Pervomaiskyi após um ataque de mísseis russos em julho de 2023

Em 12 de julho, a Rússia lançou outro ataque noturno com drones contra Kiev. A Força Aérea Ucraniana afirmou que abateu onze dos quinze drones lançados. Duas pessoas foram mortas por um bombardeio russo em Oblast de Kherson, enquanto 21 pessoas ficaram feridas em um ataque aéreo em Zaporíjia.
A Frota do Mar Negro russa implantou um novo esquema de camuflagem projetado para esconder seus navios e sua assinatura de radar para reduzir o risco de detecção e ataque da Ucrânia, que só é detectável através inteligência artificial.
Em 13 de julho, uma pessoa foi morta e outras quatro ficaram feridas em um terceiro ataque consecutivo de drones russos durante a noite em Kiev. Ataques também foram registrados em Khmelnytskyi, Mykolaiv e Zaporíjia. A Força Aérea Ucraniana disse ter interceptado todos os 20 drones Shahed lançados, bem como dois mísseis de cruzeiro Kalibr. Quatro outros civis foram mortos por bombardeios russos em diferentes partes do país.
O general-de-brigada Oleksandr Tarnavskyi, o comandante do setor militar ucraniano de Tavriia implantado na frente sul, disse à CNN que eles receberam as munições cluster prometidas pelos Estados Unidos em 7 de julho.
A Espanha prometeu um pacote de ajuda ao Serviço Estatal de Guarda de Fronteiras da Ucrânia, que incluiria treinamento de pessoal na Espanha e a doação de um hospital móvel e veículos de evacuação médica.
O Departamento de Defesa dos Estados Unidos avaliou que o Grupo Wagner não estava mais participando significativamente de operações militares na Ucrânia.
O chefe da Força Aérea Real britânica, o marechal-do-ar Richard Knighton, avaliou que a Rússia havia perdido 86 aeronaves de asa fixa e 90 helicópteros desde o início da invasão, deixando-a com 96% de suas aeronaves de asa fixa e 90% de seus helicópteros. A Ucrânia, por outro lado, perdeu 68 aeronaves de asa fixa e 31 helicópteros, ficando com 78% de suas aeronaves de asa fixa e 48% de seus helicópteros.
Em 14 de julho, a Rússia continuou sua rotineira campanha de ataques com drones pela Ucrânia, mirando nas cidades ao sul, nos Oblasts de Dnipropetrovsk, Mykolaiv, Zaporíjia e Kherson. Uma pessoa foi ferida na cidade de Zaporíjia e outra em Kryvyi Rih.
Forças ucranianas afirmaram ter avançado 1,7 quilômetros na direção de Melitopol na semana passada e destruíram nove depósitos de munição russos e 33 veículos e equipamentos pesados na frente sul.
A Rússia e a Ucrânia chegaram perto da paridade em termos de tanques, de acordo com um artigo da Bloomberg, com o exército ucraniano tendo cerca de "1 500" tanques ativos, enquanto a Rússia tinha "1 400" tanques. No entanto, observou que a Rússia tinha um "fornecimento quase infinito" de blindados de origem soviética mais antigos em centenas de depósitos, enquanto a Ucrânia dependia de aquisições de tanques ocidentais que lhe davam uma "vantagem qualitativa". Além disso, a indústria bélica russa era capaz de construir novos blindados (pelo menos vinte por mês, especialmente T-72 e T-90) de forma contínua, enquanto até o final de 2023, a produção doméstica ucraniana era inexistente.
Um assessor presidencial sul-coreano afirmou que o país forneceria US$ 52 bilhões para financiar projetos de reconstrução na Ucrânia, incluindo a reconstrução da infraestrutura hídrica afetada pela destruição da barragem de Kakhovka.
O Ministério da Defesa da Bielorrússia afirmou que o Grupo Wagner Group havia começado a treinar o exército do país e divulgou um vídeo mostrando combatentes de Wagner instruindo soldados bielorrussos em um campo militar próximo Osipovichi, cerca de 90 kms a sudeste da capital Minsk. O Serviço de Guarda de Fronteiras de Estado da Ucrânia confirmou esta informação, mas afirmaram que não acreditavam que isso representava uma ameaça séria para a Ucrânia, mas poderiam ser usado para desestabilizar a situação ao longo da fronteira.
Em 15 de julho, uma pessoa foi morta num bombardeio russo contra a cidade de Kolodiazne, no Oblast  de Kharkiv, enquanto outra pessoa foi morta em Kherson depois que um projétil que ele tentava desmontar em sua garagem explodiu.
Enquanto isso, os militares ucranianos afirmaram ter destruído a unidade de mísseis S-400 responsável pelo ataque a um restaurante em Kramatorsk em 27 de junho, matando treze pessoas, com um míssil HIMARS.
O presidente sul-coreano Yoon Suk-yeol visitou Kiev em 15 de julho. Ele chegou a visitar as cidades de Butcha e Irpin e se encontrou com o Presidente Zelensky. Ele prometeu "equipamento de desminagem e ambulâncias" e anunciou que a Coreia do Sul se juntaria ao fundo fiduciário da OTAN para a Ucrânia.
O major-general Vladimir Seliverstov, comandante da 106ª Divisão Aerotransportada de Guardas russa, que entrou em ação durante o Batalha de Bakhmut, foi removido de seu cargo, com fontes especulando que isso poderia ter sido causado por ele reclamar das condições de vida de seus soldados.
O New York Times publicou um artigo colocando as perdas de equipamentos da Ucrânia em até 20% durante o início da contra-ofensiva ucraniana de 2023, que forçou a Ucrânia a mudar de tática para ataques de artilharia e mísseis em posições russas, reduzindo a taxa de perda para uma média estimada de 10%.
Em 16 de julho, um civil ucraniano foi morto após um ataque de um míssil russo contra a cidade de Kharkiv, enquanto outro foi morto em um bombardeio aéreo em Zmiivka, no Oblast de Kherson.

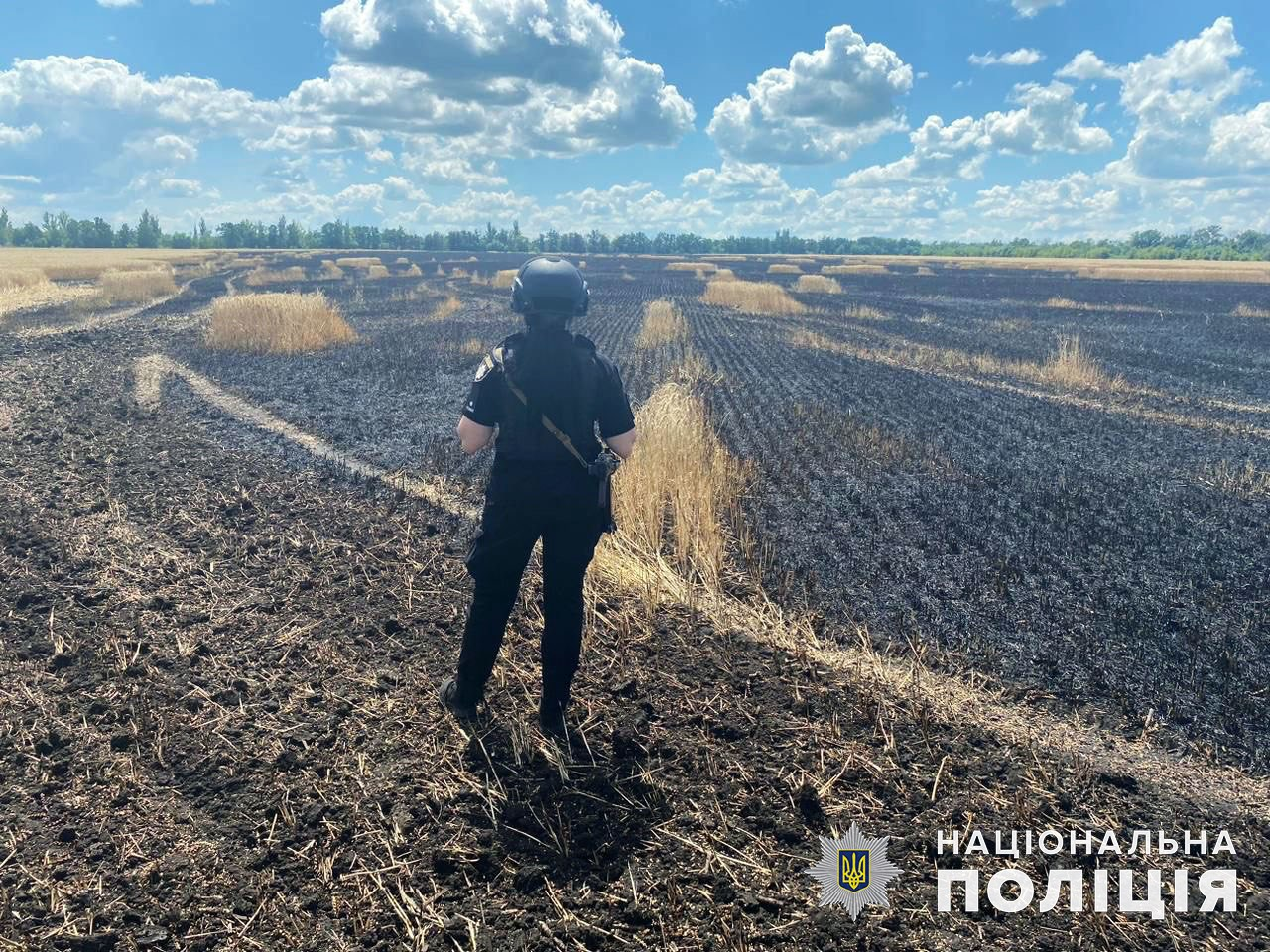
Campo de trigo perto da vila de Illinivka no Oblast de Donetsk, no leste da Ucrânia, após bombardeio russo em 17 de julho de 2023. A polícia e o serviço de emergência relatam a destruição de doze hectares de trigo.

Explosões foram relatadas em cidades da Ucrânia ocupada pela Rússia, incluindo em Luhansk, Berdiansk e Mariupol. Autoridades de Sebastopol afirmaram que dez drones foram abatidos sobre a cidade.
Os militares ucranianos afirmaram ter avançado mais de um quilômetro em direção a Berdiansk, embora reconhecessem os avanços russos contra Kupiansk e Lyman, posteriormente avaliando que a Rússia havia reunido uma tropa de 100 000 militares, mais de 900 tanques, mais de 555 sistemas de artilharia e 370 canhões autopropulsados nessas áreas para ofensivas no leste.
Na Rússia, o Serviço Federal de Segurança (FSB) alegou ter descoberto e frustrado uma conspiração de assassinato por supostos neonazistas trabalhando em nome da Ucrânia contra Margarita Simonyan, editora-chefe do canal de notícias internacional controlado pelo estado, a rede RT, e a apresentadora Ksenia Sobchak. Sete pessoas teriam sido presas na sequência.
Um civil russo teria sido morto por um bombardeio ucraniano em Shebekino, no Oblast de Belgorod.
O último navio com grãos saiu do porto de Odessa sob a prolongada Iniciativa de Grãos do Mar Negro, que expirou no dia seguinte.
Em 17 de julho, o tráfego foi interrompido na ponte da Crimeia após relatos de duas explosões. A ponte desabou parcialmente ao longo de um vão com os serviços ferroviários interrompidos. Dois ocupantes de um carro morreram, enquanto um terceiro passageiro ficou ferido. O Comitê Antiterrorista da Rússia afirmou que a Ucrânia usou embarcações de superfície não tripulados para atacar a ponte. As autoridades russas esperavam que os reparos durassem até novembro. Mesmo assim, a ponte reabriu ao tráfego no dia seguinte, embora com apenas uma faixa aberta.
O Ministério da Defesa ucraniano disse que retomou 18 quilômetros quadrados de território durante sua contra-ofensiva na semana anterior, elevando a quantidade total de território retomado desde junho para 210 quilômetros quadrados.
No último dia da Iniciativa de Grãos do Mar Negro, a Rússia disse que não estava extendendo o acordo. Os preços globais do trigo subsequentemente subiram até 8,5% nos dias seguintes, enquanto os preços do milho aumentaram 5,4%.
O Reino Unido impôs sanções a quatorze russos por seu envolvimento na deportação de crianças ucranianas para a Rússia e pelos esforços para erradicar a cultura e identidade ucranianas. Entre as pessoas sancionadas estavam Ksenia Mishonova, Comissária para os Direitos da Criança no Oblast de Moscou, o ministro da educação Sergey Kravtsov, apresentador do canal RT Anton Krasovsky (que havia pedido publicamente pelo assassinato de crianças ucranianas) e a ministra da cultura Olga Lyubimova. Posteriormente, o Serviço de Segurança da Ucrânia (SBU) impôs acusações adicionais contra Krasovsky, que já havia sido condenado à revelia pela Ucrânia a cinco anos de prisão, por incitação ao genocídio.

#### 18–31 de Julho
Em 18 de julho, a Rússia lançou uma onda de ataques aéreos no sul da Ucrânia usando drones e mísseis. Um ataque levou a um incêndio no porto de Mykolaiv, while another attack on Odesa injured one person. A Força Aérea Ucraniana afirmou ter derrubado 32 dos 37 drones e todos os 6 mísseis lançados, a maioria dos quais foram interceptados sobre o Oblast de Odessa. O Kremlin afirmou que estes ataques foram uma retaliação ao bombardeio ucraniano à Ponte da Crimeia em 17 de julho. Nesse mesmo dia, uma pessoa foi morta por um outro bombardeio russo, desta vez em Dvorichna, no Oblast de Kharkiv.

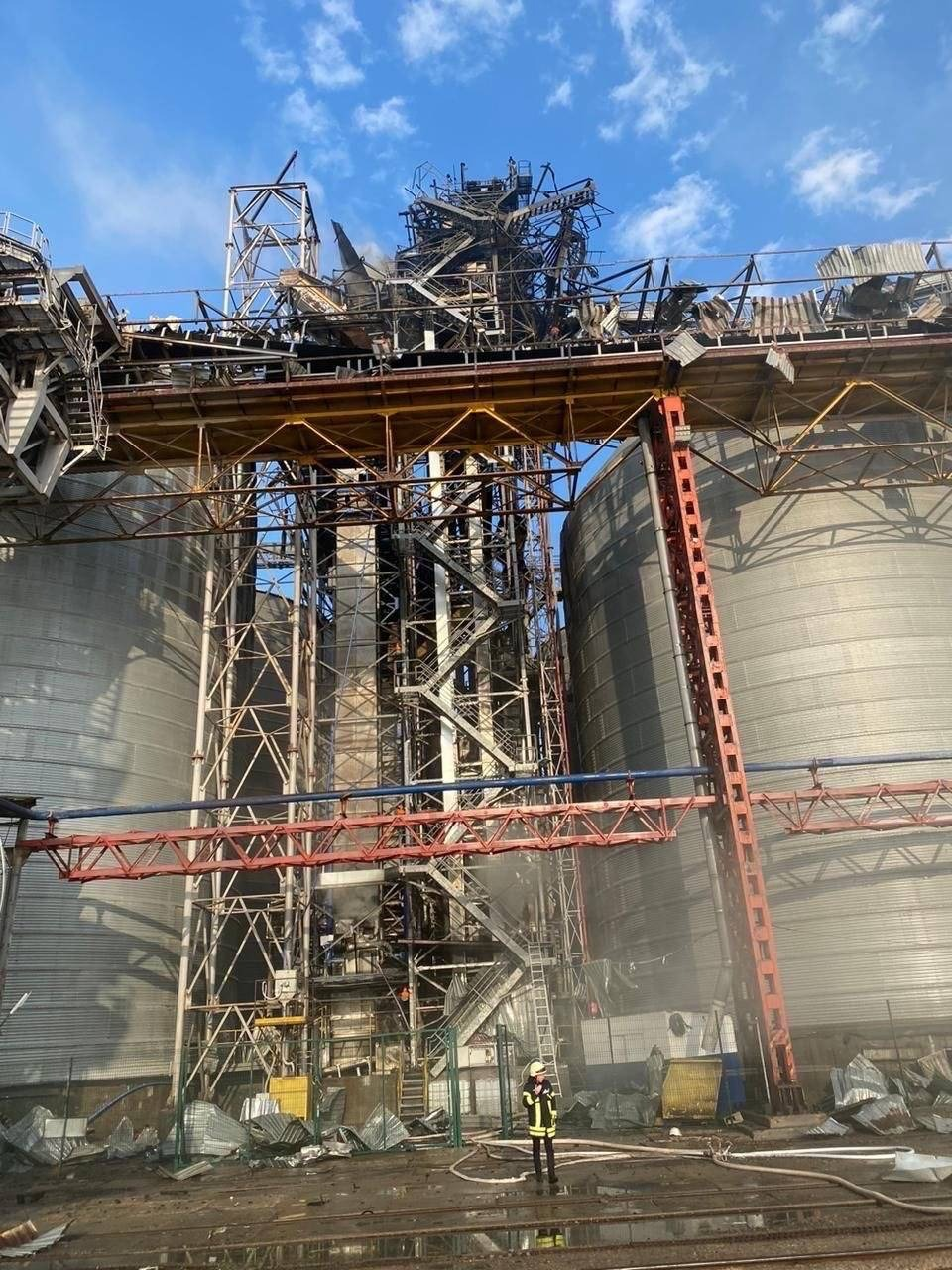
Danos na infraestrutura do porto de Odessa após um ataque russo

Já a Rússia afirmou ter derrubado 28 drones ucranianos que sobrevoavam a Crimeia. Enquanto isso, a Rússia, apesar de estar na defensiva na maioria das frentes de batalha, mantinha uma linha ativa avançando contra a cidade de Kupiansk, tomando dois quilômetros de território, algo que foi negado pelo coronel-general ucraniano Oleksandr Syrskyi.
Os ministros da defesa de Luxemburgo, dos Países Baixos e da Bélgica anunciaram que enviariam vários veículos M113 para a Ucrânia.
Em 19 de julho, a Rússia lançou mais uma onda de massiços bombardeios contra a cidade de Odessa, onde um apartamento e um prédio do consulado chinês foram supostamente danificados. Kiev também foi atingida com drones e mísseis. Uma pessoa morreu e outras doze ficaram feridas em Odessa, enquanto a Força Aérea Ucraniana afirmou ter derrubado 14 mísseis e 23 drones. Presidente Zelensky e outras autoridades ucranianas afirmaram que os ataques russos contra Odessa miraram a infraestrutura direcionada para exportação de grãos. O Ministério da Agricultura da Ucrânia disse que 60.000 toneladas de grãos foram destruídas por ataques aéreos no porto de Chornomorsk, no Oblast de Odessa.
Ainda no dia 19, cerca de quatro civis ucranianos foram mortos em bombardeios russos nos Oblasts de Donetsk, Kharkiv, Mykolaiv e Zaporíjia.
Enquanto isso, os militares ucranianos alegaram ter expulsado as forças russas de suas posições perto da vila de Orikhovo-Vasylivka, a noroeste de Bakhmut.

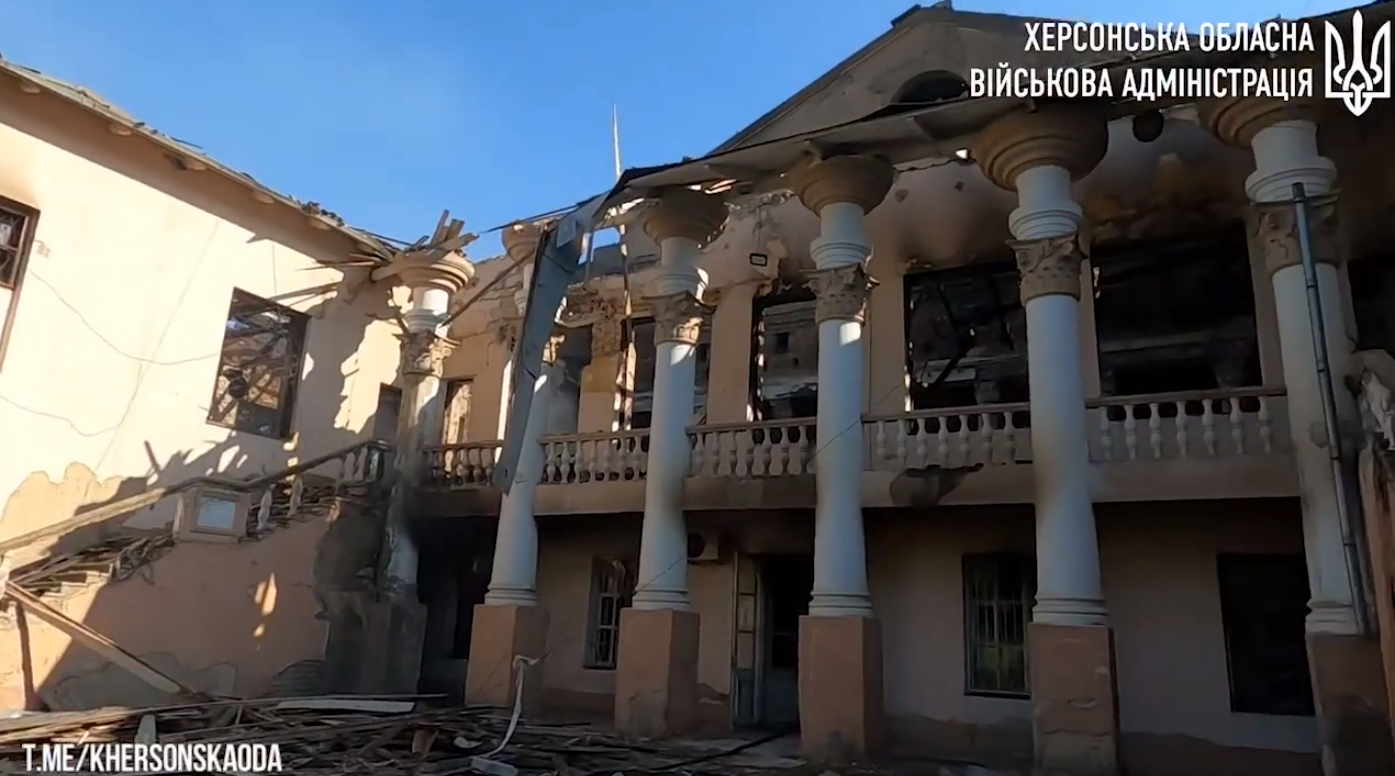
O palácio da cultura de Kherson, destruído após um bombardeio russo

Na Crimeia, explosões foram ouvidas em Sebastopol, enquanto explosões no campo de treinamento militar russo de Krynychky, perto da cidade de Staryi Krym, o que forçou o fechamento da Autoestrada Tavrida. Mais de 2 000 residentes de quatro aldeias próximas ao local foram evacuados e relatos não confirmados dizem que as explosões foram causadas por três ataques aéreos ucranianos.
O Ministério da Defesa da Rússia anunciou que atacaria navios de carga que atendem aos portos ucranianos a partir de 20 de julho. Em resposta, o Ministério da Defesa ucraniano ameaçou atacar navios de carga que atendem portos russos e ocupados no Mar Negro. O Ministério das Relações Exteriores da Rússia esclareceu posteriormente que todos os navios que navegam no Mar Negro deveriam ser inspecionados quanto à carga militar.
Dzmitry Shautsou, o chefe da cruz vermelha bielorrussa, em uma entrevista na cidade ocupada de Lysychansk, no Oblast de Luhansk, para a TV estatal Belarus-1, utilizando um uniforme militar com o símbolo Z, admitiu abertamente o sequestro e deportação de crianças ucranianas de áreas ocupadas pela Rússia para a Bielorrússia por razões de "melhoria da saúde", dizendo que continuariam a fazê-lo. A Federação Internacional das Sociedades da Cruz Vermelha e do Crescente Vermelho dissociou-se de suas declarações, expressando "grave preocupação" e exigindo o fim da prática. Também desencadeou uma investigação pelo comitê de investigação do órgão.
Em sua primeira aparição pública desde o fim da Rebelião de Wagner, Yevgeny Prigozhin disse que suas forças não lutariam mais na Ucrânia e se concentrariam em treinar soldados na Bielorrússia e manter suas atividades na África.
A Presidência sul-africana confirmou que Vladimir Putin havia concordado em não comparecer à Cúpula dos BRICS que foi realizada em Joanesburgo em agosto e, em vez disso, seria representado pelo ministro das Relações Exteriores Sergei Lavrov. O presidente Cyril Ramaphosa havia alertado anteriormente que qualquer tentativa de prender Putin enquanto ele estava no país com base nos mandados emitidos pelo Tribunal Penal Internacional seria equivalente a uma "declaração de guerra". O Departamento de Justiça e Desenvolvimento Constitucional da África do Sul emitiu posteriormente um mandado de prisão de Putin em 21 de julho.

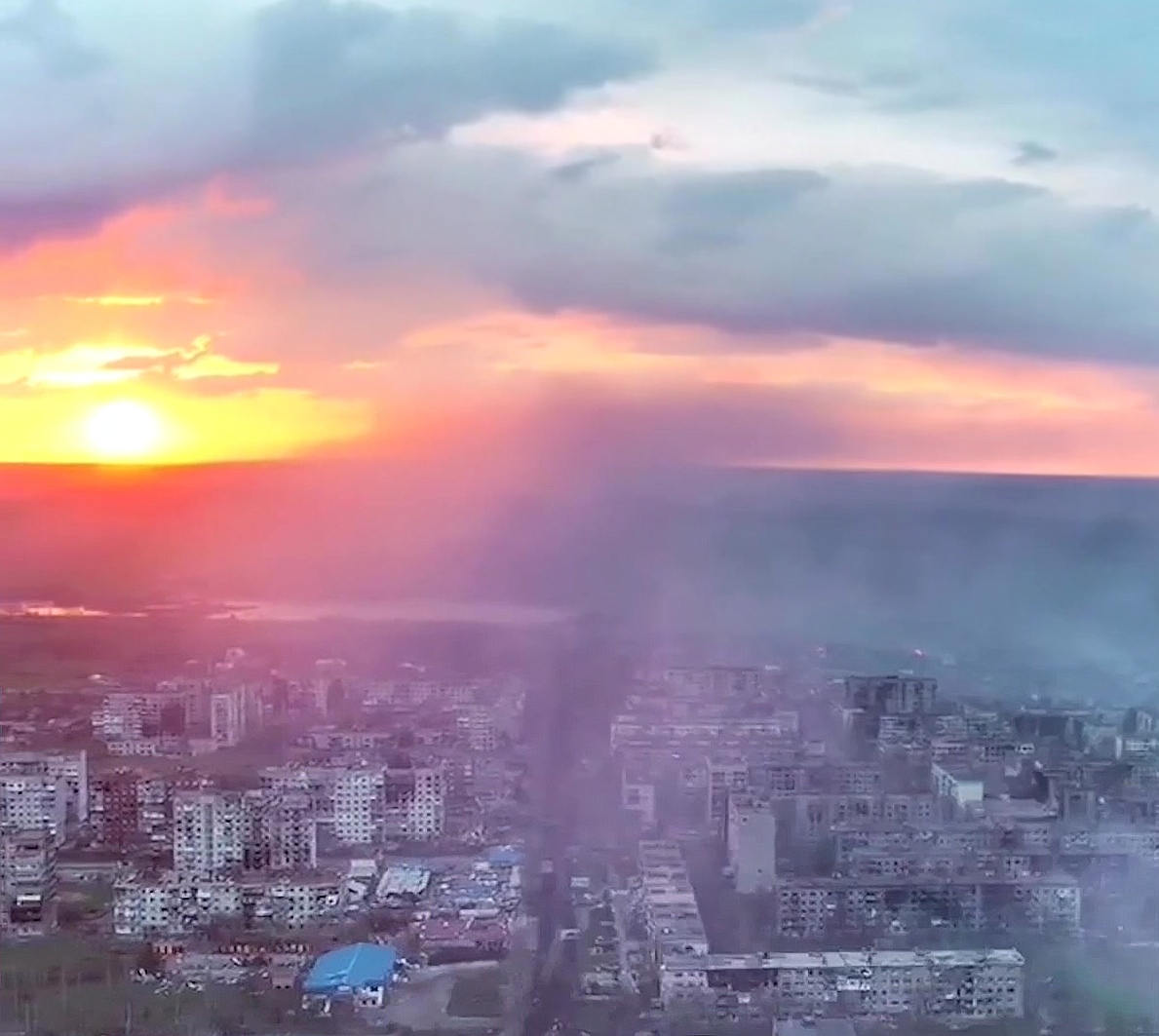
A cidade de Bakhmut, assim como várias cidades ucranianas, em ruínas após violentos combates.

Enquanto isso, os Estados Unidos anunciaram um novo pacote de ajuda militar de US$ 1,3 bilhão de dólares para a Ucrânia, que incluiria quatro sistemas NASAMS, drones Phoenix Ghost e Switchblade (UAS), munições aéreas de precisão, munições de artilharia de 152 mm, equipamento de limpeza de minas, de guerra eletrônica e equipamento de detecção de drones e de segurança portuária, cerca de 165 veículos táticos e 150 caminhões de combustível.
Durante uma visita a cidade de Odessa, logo após um bombardeio russo, Samantha Power, a chefe da USAID, anunciou um pacote de ajuda de US$ 250 milhões de dólares para o setor de agricultura da Ucrânia através da Iniciativa de Resiliência Agrícola-Ucrânia (AGRI-Ukraine), enquanto o primeiro-ministro irlandês Leo Varadkar anunciou um pacote de ajuda humanitária de 5 milhões de euros através do fundo humanitário da ONU e a Cruz Vermelha durante sua visita a Kiev e Bucha.
O secretário de Defesa do Reino Unido, Ben Wallace, em um discurso ao parlamento, estimou as baixas russas em "230 000 a 250 000" soldados mortos ou feridos em combate até agosto de 2023.
Em 20 de julho, a Rússia lançou outra onda de massiços bombardeios contra cidades ucranianas como Odessa e Mykolaiv. Cerca de duas pessoas foram mortas e dezoito terminaram feridas em Mykolaiv após um apartamento foi atingido, enquanto outras duas pessoas foram feridas num ataque contra Odessa. A Força Aérea Ucraniana afirmou ter derrubado cinco dos dezenove mísseis lançados.
Sete ucranianos foram mortos em ataques russos separados nos Oblasts de Donetsk, Kharkiv e Zaporíjia.
Uma pessoa teria sido morta em um ataque de drone no noroeste da Crimeia, enquanto autoridades pró-ucranianas alegaram que o centro cultural "Casa Ucraniana" em Mariupol foi incendiado por indivíduos não identificados usando explosivos.

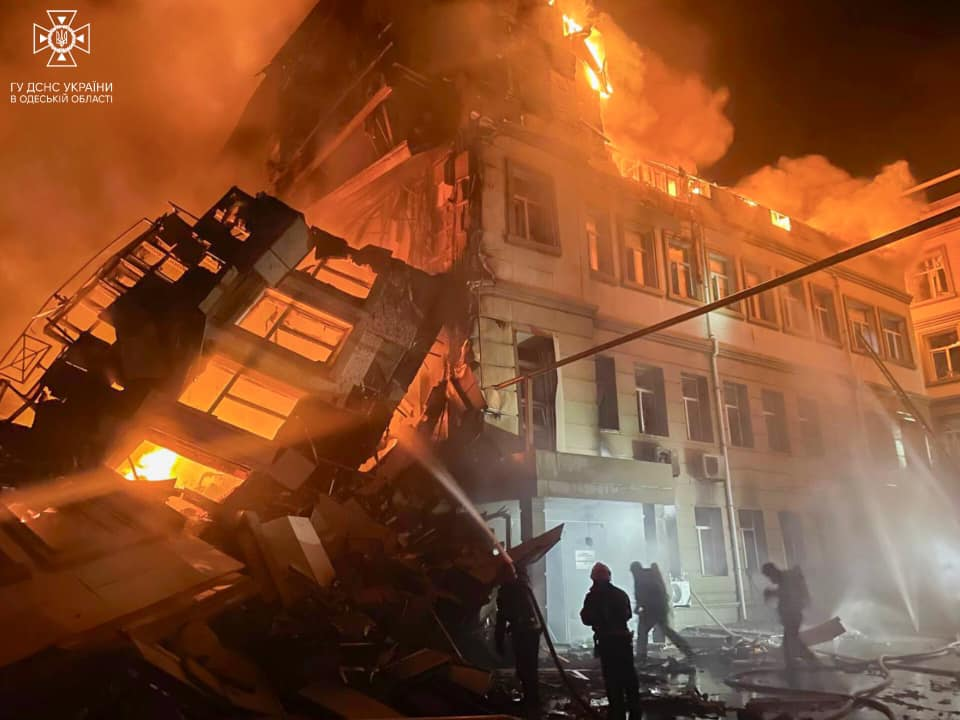
Edifícios destruídos em Odessa

Os militares ucranianos alegaram ter "semi-cercado" as forças russas em Bakhmut. Autoridades ucranianas disseram para o Washington Post que a Ucrânia havia usado munições cluster fabricadas nos Estados Unidos pela primeira vez contra as trincheiras russas na frente sudeste. Autoridades americanas confirmaram isso mais tarde, dizendo que as munições foram usadas de "forma efetiva".
O SBU, o serviço ucraniano de segurança, prendeu um funcionário da Ukrzaliznytsia (a companhia ferroviária ucraniana) em Dnipro por passar informações de segurança e militares para a Rússia em preparação para ataques à infraestrutura de transporte.
A Austrália anunciou sanções contra trinta e cinco empresas que forneciam tecnologia avançada e equipamentos para as forças armadas russas e empresas envolvidas em energia nuclear e extração de recursos do Ártico. Cerca de dez indivíduos receberam sanções também, além de autoridades russas e bielorrussas que "ameaçaram a soberania e a integridade territorial da Ucrânia".
Os Estados Unidos anunciaram mais sanções contra indivíduos e empresas ligadas ao esforço de guerra russo na Ucrânia. Entre os sancionados estavam Alexei Kudrin, um aliado próximo de Putin e consultor de desenvolvimento corporativo da empresa de tecnologia Yandex, Valery Chekalov e o cidadão norte-coreano Yong Hyuk Rim, ambos que forneciam munição ao Grupo Wagner. Cinco bancos russos e várias empresas com sede no Quirguistão também foram sancionados, sendo este último por fornecer à Rússia tecnologia de uso duplo para contornar as sanções.
Em uma entrevista para a Fox News, John Kirby (o Coordenador do Conselho de Segurança Nacional para Comunicações Estratégicas) afirmou que a Ucrânia receberia caças F-16 até o final de 2023.
A Alemanha entregou formalmente o primeiro lote de tanques 10 Leopard 1A5 para a Ucrânia, além de vinte metralhadoras MG3 para serem utilizadas em veículos blindados, mais de 1 000 munições de artilharia de 155 mm, mais de 2 000 munições de fumaça  de 155 mm, um sistema de ponte, 12 reboques acompanhantes, quatro veículos de proteção de fronteira, dez radares de vigilância, 16 caminhões Zetros, 100 000 kits de primeiros-socorros e 80 drones de reconhecimento.
Em 21 de julho, a Rússia lançou dois ataques de mísseis separados contra Odessa. O primeiro bombardeio ocorreu durante a noite em um terminal de grãos, com as autoridades ucranianas afirmando que duas pessoas ficaram feridas e que 100 toneladas de ervilhas e 20 toneladas de cevada foram destruídas. Um segundo ataque ocorreu pela manhã.

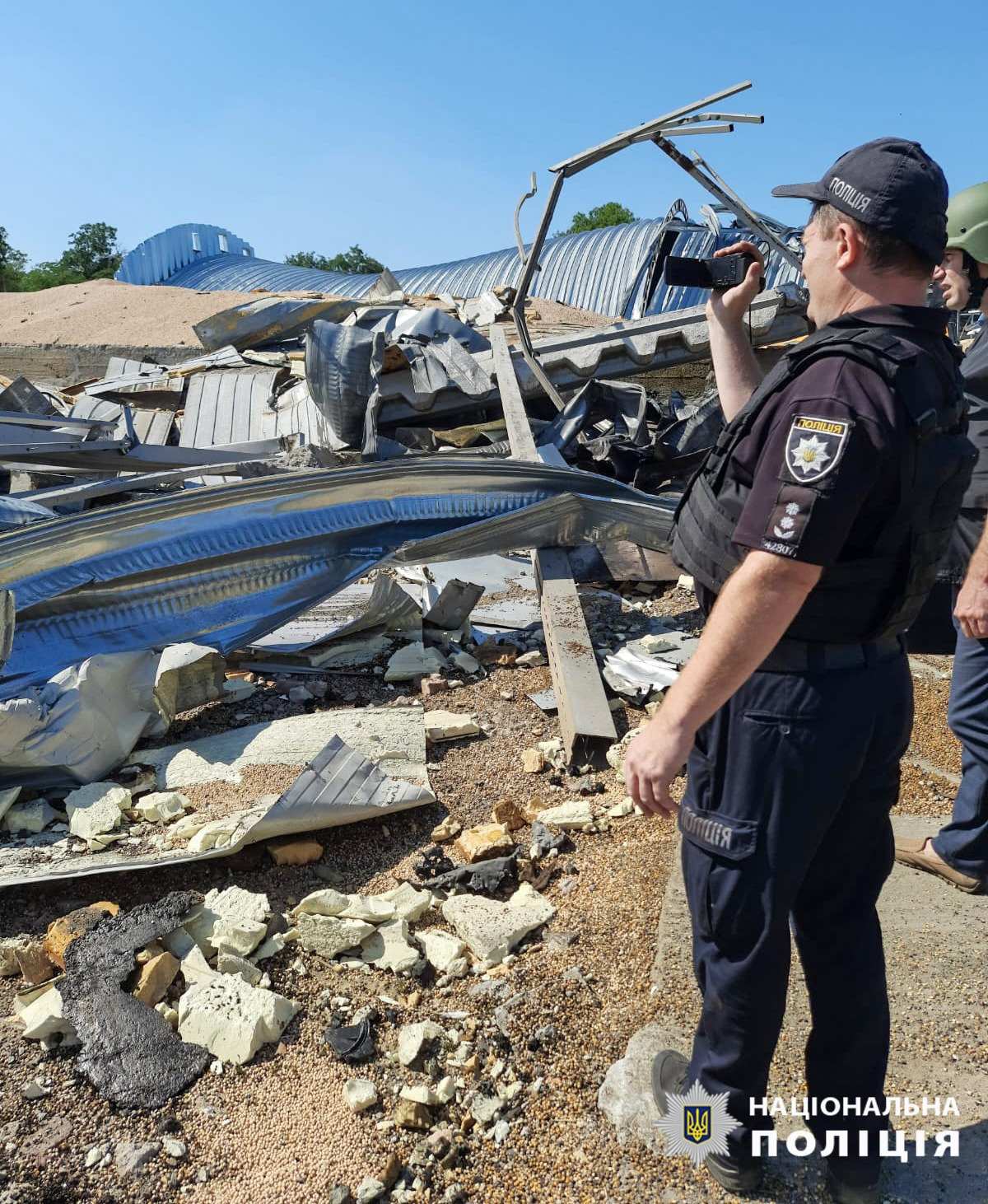
Celeiro destruído pelos russos no Oblast de Odessa, em 21 de julho

Oito pessoas, incluindo duas crianças, foram mortas em ataques russos separados atingindo novamente os Oblasts de Chernigov, Zaporíjia e Donetsk. The Ukrainian military claimed to have thwarted attacks by Russian sabotage groups in Sumy and Chernihiv Oblasts.
A empresa nuclear estatal da Ucrânia, a Energoatom, acusou Yuri Chernichuk, diretor geral da Usina Nuclear de Zaporíjia, instalado pela Rússia, de pressionar os trabalhadores da usina ucraniana que se recusaram a assinar contratos com a operadora nuclear estatal da Rússia para ativar o reator número 4 devido à falta de especialistas russos qualificados.
Vadym Prystaiko, o embaixador ucraniano para o Reino Unido, foi demitido após um decreto do presidente Zelensky. Nenhuma razão foi dada. Ele também foi demitido de seu cargo de representante ucraniano na Organização Marítima Internacional. Na semana anterior, Prystaiko criticou os comentários de Zelensky sobre a alegada falta de gratidão da Ucrânia ao Reino Unido pela ajuda militar.
O ultranacionalista russo Igor Girkin, que chegou a comandar guerrilheiros separatistas durante a Guerra em Donbas (2014–2022), e foi condenado à revelia por um tribunal holandês pela derrubada do voo MH-17 em 2015, foi preso pelo serviço de segurança russo (o FSB) de acordo com sua esposa Miroslava, acusado de "extremismo". Apesar de ser pró-guerra, ele criticou abertamente Putin e a forma como seus generais lidaram com a guerra na Ucrânia, e pediu a renúncia do presidente no início dessa semana. O jornal russo RBC informou que sua prisão possivelmente estava relacionada a uma petição de um membro do Grupo Wagner.
O governo ucraniano agiu formalmente para nacionalizar o Banco Sense, cujo proprietário, o oligarca russo nascido na Ucrânia Mikhail Fridman, foi sancionado anteriormente por apoiar financeira e logisticamente a invasão da Ucrânia.
O Parlamento Búlgaro aprovou a transferência de cerca de 100 veículos blindados de transporte de pessoal da era soviética para a Ucrânia.
Em uma mensagem de áudio divulgada no fórum Aspen Security, o Presidente Zelensky reconheceu a lentidão na contra-ofensiva, culpando as dificuldades pela falta de munições, treinamento e equipamentos. Ele afirmou que as operações logo "ganhariam ritmo", apesar da Rússia ganhar mais tempo para colocar minas terrestres e reforçar suas defesas.
Em 22 de julho, um ataque de drone a um depósito de munição em Raion de Krasnohvardiiske, na Crimeia, levou a evacuações em uma área de cinco quilômetros. O tráfego na ponte da Crimeia também foi brevemente suspenso.
Quatro jornalistas russos foram feridos na frente de Zaporíjia, perto de Piatykhatky, por bombardeios ucranianos, de acordo com o Ministério da Defesa russo. Um deles, Rostislav Zhuravlev da RIA Novosti, mais tarde morreu devido aos ferimentos durante a evacuação. A Rússia alegou que munições cluster foram usadas, mas não forneceram provas disso. Enquanto isso, um operador de câmera da Deutsche Welle foi ferido após um aparente bombardeio russo em posições ucranianas perto de Druzhkivka, no Oblast de Donetsk, matando também um soldado ucraniano.
Uma explosão foi relatada na residência de Heorhii Zhuravko, o prefeito de Oleshky, no Oblast de Kherson, na banda ocidental do Rio Dniepre.

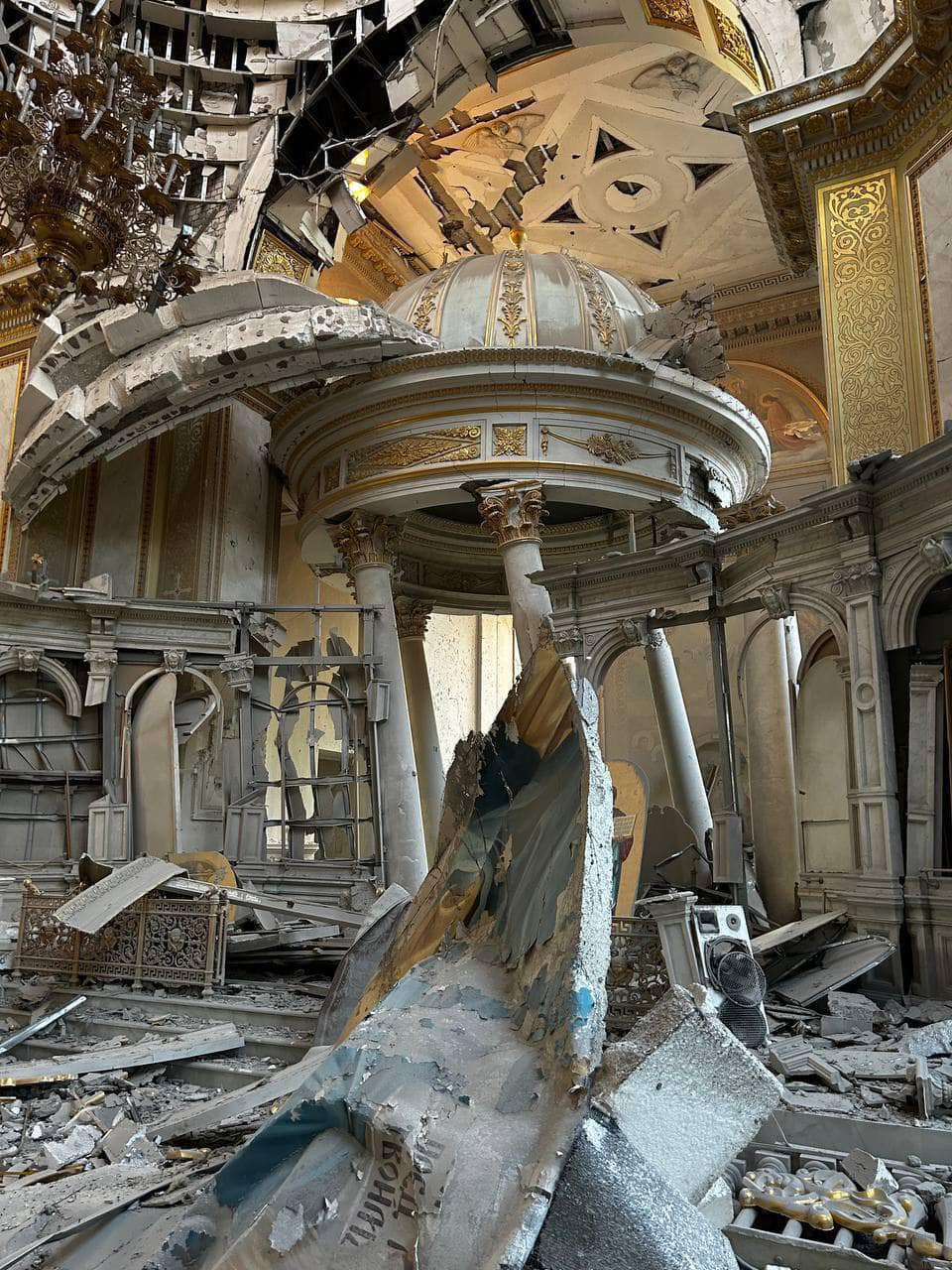
A Catedral da Transfiguração de Odessa parcialmente destruída após ter sido atingida por um míssil russo, em 23 de julho.

Yehor Cherniev, vice-presidente do comitê de defesa da Verkhovna Rada e chefe da delegação parlamentar da Ucrânia na OTAN, anunciou que o país havia desenvolvido seus próprios sistemas de defesa aérea de médio alcance semelhantes aos sistema Hawk americano, descrevendo os resultados dos testes iniciais como "bastante bem-sucedidos".
O Ministério da Economia da Ucrânia afirmou que a Suécia prometeu 522,6 milhões de euros para a recuperação da Ucrânia, com os fundos direcionados para a Estratégia de Cooperação para Reconstrução e Reformas na Ucrânia entre 2023 e 2027, focados na reconstrução de infraestrutura, desenvolvimento verde, empreendedorismo, comércio, desminagem e mídia iniciativas pela Ucrânia.
Em 23 de julho, a Rússia deu continuidade a uma série de bombardeios ostensivos contra a região de Odessa, desta vez matando duas pessoas e ferindo outras dezenove. A Igreja Ortodoxa de Odessa, o maior templo da cidade, foi severamente danificada após um bombardeio russo. A Rússia alegou ter atingido instalações de produção de drones navais, mas negou ter alvejado a catedral. Ao todo, 25 monumentos arquitetônicos foram danificados no Centro Histórico de Odessa de acordo com as autoridades locais. A Força Aérea Ucraniana afirmou ter derrubado nove dos dezenove mísseis lançados contra a cidade.
Um ponto de distribuição de ajuda instalado em um centro cultural em Chasiv Yar, no Oblast de Donetsk, teria sido destruído por um bombardeio de fragmentação russo. Nenhuma vítima foi relatada. No mesmo dia, seis instalações habitacionais e uma linha de energia foram danificadas pelo bombardeio russo em Nikopol.
O Secretário de Estado dos Estados Unidos, Antony Blinken, afirmou que a Ucrânia havia recapturado cerca de 50% do território tomado pelas forças russas.
Durante uma visita do presidente bielorrusso Alexander Lukashenko, o Presidente Putin afirmou que a contra-ofensiva ucraniana havia fracassado.
Em 24 de julho, um ataque de drone ucraniano atingiu dois prédios desocupados, incluindo um centro comercial de alto padrão, em Moscou, forçando o fechamento de várias vias no centro da cidade. Dois drones estavam envolvidos e foram "suprimidos" antes de cair. Não houve relatos de vítimas graves ou danos "graves". O ataque ocorreu a cerca de dois quilômetros do Ministério da Defesa da Rússia. Enquanto a Rússia bombardeava as cidades ucraninanas com mísseis, foguetes, bombas e drones, os ucranianos passaram a retaliar utilizando também drones de longa distância para tentar atingir alvos de importância política e militar dentro da Rússia.

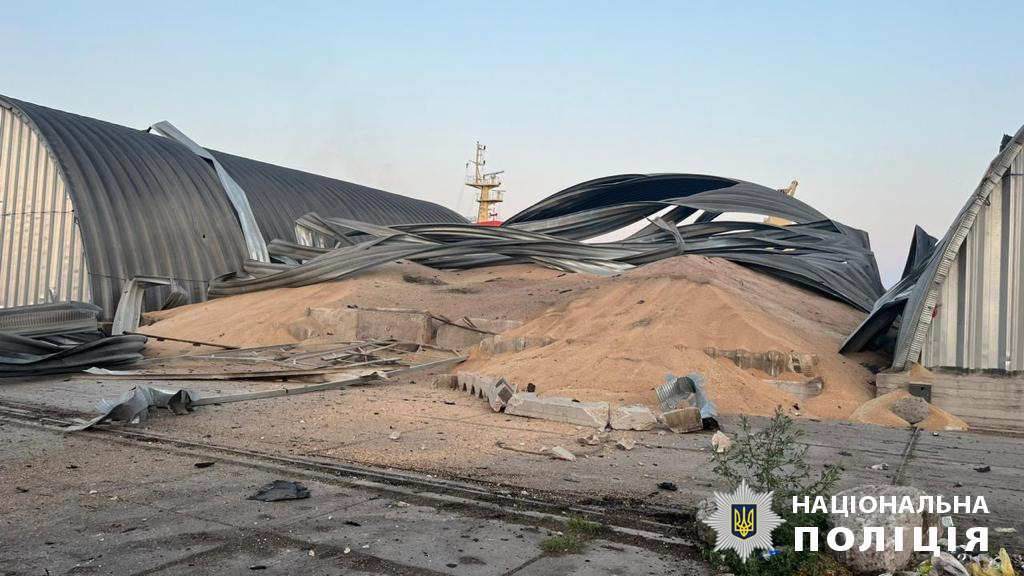
Celeiro no porto de Reni após a greve

A Rússia lançou ataques de drones contra o Porto de Reni, nas margens do Rio Danúbio, no Oblast de Odessa, próximo a fronteira com a Romênia. As autoridades disseram que quatro pessoas ficaram feridas, enquanto um hangar de grãos, tanques de armazenamento e três armazéns foram bombardeados. Três dos cerca de 15 drones lançados foram abatidos. Três pessoas, incluindo duas crianças, foram mortas por um bombardeio de fragmentação russo em Kostiantynivka, no Oblast de Donetsk.
Autoridades na Crimeia disseram que um drone ucraniano causou uma explosão em um depósito de munição em Dzhankoi, levando a evacuações em um raio de cinco quilômetros, enquanto outro drone danificou uma casa em Raion de Kirovske. Cerca de 11 drones ucranianos teriam sido abatidos, enquanto os serviços ferroviários no Raion de Dzhankoi e a autoestrada Dzhankoi-Simferopol foi fechada.
Os militares ucranianos afirmaram ter retomado 12,7 quilômetros quadrados de território na frente sul e 4 quilômetros quadrados na frente leste, aumentando a quantidade total de território retomado desde o início da contra-ofensiva para 192,1 quilômetros quadrados. O alto-comando militar da Ucrânia também afirmou ter avançado até 1,4 quilômetros em direção de Berdiansk.
Em 25 de julho, a Rússia lançou uma nova onda de drones contra o Kiev. As autoridades ucranianas informaram que todos os drones lançados foram abatidos. Ataques também foram registrados nos Oblasts de Jitomir e Kharkiv.
Os militares ucranianos afirmaram ter retomado a aldeia de Andriivka, ao sul de Bakhmut, e expulsou as forças russas de Staromaiorske no sul de Donetsk Oblast. Foi confirmado também neste dia que a Ucrânia usou pela primeira vez munição cluster ao redor de Bakhmut. Enquanto isso, a Rússia alegou ter tomado a aldeia de Serhiivka, próximo de Lyman.
Trevor Reed, ex-fuzileiro naval dos Estados Unidos que foi libertado da custódia russa em 2019, foi ferido enquanto lutava pela Ucrânia e foi transferido para a Alemanha para tratamento. O governo dos Estados Unidos negou envolvimento em suas ações.
O SBU anunciou acusações de traição contra Yevhen Murayev, político pró-Rússia e líder do partido político banido Nashi, que havia deixado a Ucrânia em maio de 2022 e era considerado uma das escolhas da Rússia para chefiar um governo fantoche no país.
A Rússia alegou ter impedido um ataque de dois drones navais em seu navio de patrulha Sergei Kotov no Mar Negro.
A Duma russa aprovou uma lei que elevou a idade máxima de recrutamento de 27 para 30 anos.
Uma inspeção da AIEA da Usina Nuclear de Zaporíjia descobriu minas antipessoal em uma zona tampão entre as barreiras de perímetro internas e externas do local, acessíveis apenas aos militares russos.
Os Estados Unidos prometeram outro pacote de ajuda militar à Ucrânia no valor de US$ 400 milhões de dólares, que incluía munição para sistemas de defesa aérea, foguetes e artilharia, enquanto o ministro da economia ucraniano Yulia Svyrydenko afirmou que governos estrangeiros e ONGs se comprometeram a manter um fundo de US$ 244 milhões e equipamentos para remoção de minas no país. Já a Noruega também doou US$ 24 milhões para o programa European Peace Facility (EPF) da União Europeia, apesar de não ser membro dela, com o dinheiro sendo usado na obtenção de munição e peças de reposição para tanques Leopard 2.
Em 26 de julho, a Rússia lançou um novo ataque com mísseis, desta vez contra a cidade de Starokostiantyniv, no Oblast de Khmelnytski. A Força Aérea Ucraniana afirmou ter abatido trinta e seis mísseis.
O New York Times informou que os militares ucranianos deveriam começar a mandar soldados treinados no Ocidente que haviam sido mantidos na reserva para sua contra-ofensiva na frente de Zaporíjia. Os avanços ucranianos na região, embora efetivos, estavam muito mais lentos que o antecipado.
O primeiro-ministro ucraniano, Denis Shmyhal, anunciou que o governo estava alocando ₴40 bilhões (US$ 1,08 bilhões) para desenvolver a indústria doméstica de drones.
O político ucraniano pró-Russia Vadim Rabinovich, ex-co-presidente do partido político banido Plataforma de Oposição — Pela Vida que fugiu da Ucrânia após culpá-la e ao Ocidente pela invasão da Rússia, foi acusado de traição pelo Bureau de Investigação do Estado Ucraniano.
O porta-voz do Conselho de Segurança Nacional dos Estados Unidos, John Kirby, disse que os pilotos ucranianos deveriam receber treinamento em caças F-16 na Dinamarca e na Romênia, enquanto o Reino Unido estava fornecendo aulas de inglês aos pilotos.
Os Estados Unidos disseram que ajudariam na investigação do Tribunal Penal Internacional dos crimes de guerra russos na Ucrânia, depois de reverter sua posição anterior citando temores de processos contra o governo americano e seus aliadas.
Autoridades e analistas ocidentais e ucranianos disseram que os militares ucranianos lançaram um novo impulso na sua ofensiva na frente de Zaporíjia, particularmente em direção da importante cidade de Melitopol. O Instituto para o Estudo da Guerra, também citando fontes russas, informou que as forças ucranianas lançaram "uma significativa operação mecanizada de contra-ofensiva” no oeste do Oblast de Zaporíjia, acrescentando que pareciam "ter rompido certas posições defensivas russas pré-preparadas", o que foi negado por oficiais pró-Rússia. Ao mesmo tempo, autoridades russas fecharam o acesso a Ponte terrestre de Arabat, que liga a Crimeia com a Ucrânia continental.
Em 27 de julho, o exército ucraniano afirmou ter assumido o controle da vila de Staromaiorske, na parte mais a sudoeste do Oblast de Donetsk, depois de anteriormente expulsar as forças russas de lá. Fontes pró-Rússia no Oblast de Zaporíjia afirmou que uma pessoa tinha sido ferida num ataque com mísseis das forças ucranianas contra a cidade ocupada de Tokmak, na região de Zaporíjia. Nessa mesma noita, a Rússia lançou outro ataque com mísseis em direção de um porto no Oblast de Odessa, matando um guarda civil. Já no Oblast de Kharkiv, um civil ucraniano foi morto num ataque aéreo russo contra um prédio residencial na cidade de Kivsharivka.

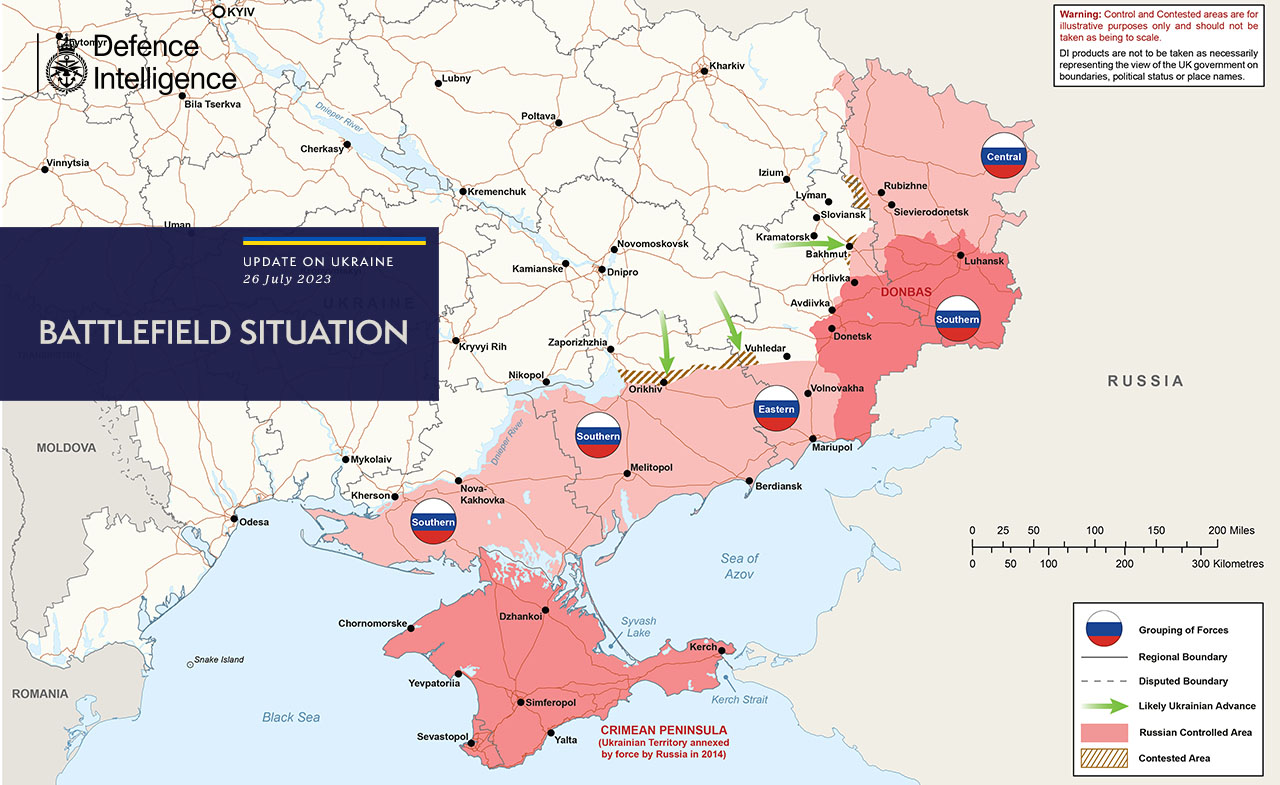
A situação da guerra ao final de julho de 2023, com ênfase nas ofensivas ucranianas em Zaporíjia e Bakhmut

O governo do Japão impôs sanções adicionais à Rússia por causa da invasão, proibindo a exportação de veículos com motor de 1.900 cc ou superior, bem como veículos com motores híbridos e elétricos para o país.
Em 28 de julho, as forças armadas russas continuaram com uma campanha contínua de bombardeio com mísseis balísticos contra alvos civis ucranianos. Em um ataque noturno contra a cidade ucraniana de Dnipro, atingiu um prédio do serviço de segurança da Ucrânia (o SBU) e um edifício residencial, ferindo dez pessoas.
Ao final de julho, o ministro da defesa russo Sergei Shoigu visitou a Coreia do Norte, um dos últimos aliados abertos da Rússia. A visita durou dias e acordos bilaterais foram firmados. Entre os acordos, o governo russo anunciou que iria comprar enormes quantidades de munição dos norte-coreanos.
Ainda no dia 28 de junho, a sede do Ministério do Interior da República Popular de Donetsk, na cidade de Donetsk, foi danificada por um ataque aéreo ucraniano. Enquanto isso, a Ucrânia alegou que sabotadores explodiram um depósito de munição na Baía de Kozacha, o quartel-general da 810ª Brigada de Infantaria Naval de Guardas russa, na Crimeia.
Na Rússia, um míssil ucraniano atingiu a cidade de Taganrog, no Oblast de Rostov, 40 quilômetros da fronteira ucraniana reconhecida internacionalmente. Outro míssil foi interceptado perto de Azov no final do dia. 14 pessoas ficaram feridas. Também foi relatado que um explosivo foi detonado na refinaria de petróleo Kuibyshev no Oblast de Samara. Nenhuma pessoa foi ferida ou dano grave foi relatado. Também foi reportado que um drone ucraniano foi abatido na região do Oblast de Moscou.
O Presidente Zelensky assinou uma lei movendo a celebração oficial do Natal na Ucrânia de 7 de janeiro a 25 de dezembro, dizendo que fazia parte dos esforços do país para "renunciar à herança russa".
O procurador-geral ucraniano apresentou acusações criminais contra Serhii Yevsiukov, o chefe da prisão de Olenivka, na parte ocupada pelos russos do Oblast de Donetsk, e seu vice, Kyrylo Shakurov, por violar o direito internacional humanitário através do tratamento desumano, abuso e tortura de pelo menos 100 prisioneiros de guerra ucranianos.
Autoridades pró-Rússia em Kherson Oblast disseram que a Ucrânia lançou ataques com mísseis na ferrovia entre Henichesk e Dzhankoi, na Crimeia. Os militares ucranianos confirmaram posteriormente que haviam atingido a importante ponte de Chonhar, utilizada pelos russos para escoar suprimentos para as frentes de batalha.
Foi relatado que a Ucrânia estava usando foguetes Grad fabricados pela Coréia do Norte que foram fornecidos ao país depois de serem apreendidos por um Estado "amigo".
O presidente Zelensky se reuniu com soldados das forças especiais ucranianas em Chasiv Yar, no Oblast de Donetsk, por ocasião do Dia das Forças de Operações Especiais na Ucrânia.
O presidente russo Vladimir Putin, após se encontrar com líderes africanos em São Petersburgo, afirmou que estava aberto a negociações de paz, mas insistiu que isso não aconteceria enquanto a Ucrânia continuasse sua contra-ofensiva.
Em 30 de julho, um ataque de drone ucraniano contra Moscou danificou dois prédios de escritórios e levou a uma suspensão de uma hora das operações em Aeroporto Internacional Vnukovo. Os militares russos alegaram ter interceptado três drones, dois dos quais atingiram os prédios. Uma pessoa ficou ferida. As forças russas também afirmaram que a Ucrânia lançou um ataque de drones na Crimeia durante a noite, dizendo que 25 drones foram interceptados.
Pelo menos seis embarcações civis teriam rompido o bloqueio naval russo no Mar Negro em direção à Ucrânia, chegando posteriormente à foz do rio Danúbio, perto da fronteira romena.
Os militares ucranianos afirmaram que entre 55 000 e 60 000 homens foram mobilizados à força pela Rússia em territórios ocupados desde a invasão.

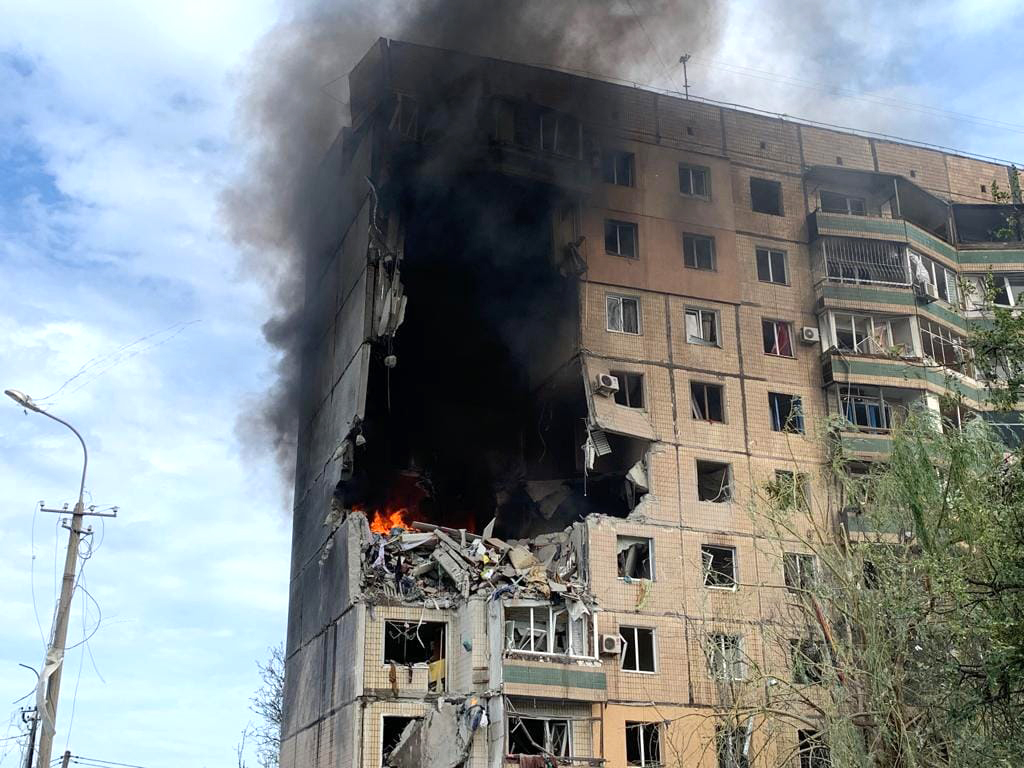
Um prédio residencial em Kryvyi Rih após um bombardeio russo.

Em 31 de julho, em mais uma onda de ataques com mísseis russos, pelo menos seis pessoas foram mortas (incluindo uma criança) e outras 75 ficaram feridas em um bombardeio contra a cidade de Kryvyi Rih. Os Oblasts de Kherson e Donetsk também foram atacados em ataque separados que deixaram seis civis feridos.
A vice-ministra da defesa ucraniana Hanna Maliar afirmou que as forças ucranianas recapturaram 15 quilômetros quadrados de território ocupado na última semana de julho, colocando a quantidade total de território retomado desde o início de sua contra-ofensiva em 204,7 quilômetros quadrados. Essa informação não pôde ser verificado de forma independente.
Na Rússia, um prédio da polícia no Oblast de Bryansk foi atingido por um drone.
O Ministério das Finanças ucraniano disse ter recebido uma soma de US$ 1,25 bilhões dos Estados Unidos através do Fundo Fiduciário de Multidoadores do Banco Mundial como parte do programa de Despesas Públicas de Resistência à Capacidade Administrativa (PEACE) destinado a apoiar programas sociais do país durante a guerra, dizendo que seria parcialmente gasto em assistência social para pessoas deslocadas.
A ombudsman russa dos direitos das crianças, Maria Lvova-Belova, reconheceu que 4,8 milhões de ucranianos, incluindo mais de 700 000 crianças, foram deportados para a Rússia desde o início da invasão.
Um tribunal de Moscou ordenou a apreensão de ativos da subsidiária russa da empresa metalúrgica Metinvest, cujo dono era o homem mais rico da Ucrânia, Rinat Akhmetov, depois que o Comitê de Investigação do país o acusou de usar fundos da empresa para apoiar o Regimento Azov.
A empresa alemã Rheinmetal afirmou que começou a treinar trabalhadores para a fábrica que planejava abrir no oeste da Ucrânia no outono de 2023 para consertar tanques Leopard.

### Agosto

#### 1–16 de Agosto
Em 1 de agosto, Sergei Sobyanin, o Prefeito de Moscou, afirmou que vários drones ucranianos foram derrubados sobre a cidade mas um conseguiu atingir o mesmo prédio danificado por um outro ataque em 30 de julho, que abrigava escritórios de alguns ministérios federais. O Aeroporto de Vnukovo também foi brevemente fechado novamente.
Um escritório de recrutamento militar em São Petersburgo foi incendiado por um homem que alegou ter sido contatado pelo FSB para "obter acesso a documentos enviados à Ucrânia". na Crimeia ocupada nos últimos dias, que as autoridades atribuíram a "golpistas por telefone".
Na Ucrânia, duas pessoas foram mortas por bombardeios russos em Oblasts de Kharkiv e Kherson. Já na Crimeia ocupada, uma explosão foi reportada perto de Sebastopol, com relatos conflitantes descrevendo-a como proveniente de um drone que foi abatido e caiu nas montanhas, ou do centro de logística da Frota Russa do Mar Negro.
Os militares ucranianos disseram que repeliram quatro sabotadores russos que tentaram cruzar a fronteira em Oblast de Chernigov. O serviço de inteligência ucraniano afirmou também que prendeu uma empresária no Oblast de Mykolaiv por passar informações sobre ataques aéreos russos para um blogueiro conectado com a inteligência russa.
O Brasão de armas da União Soviética foi removido da estátua Monumento da Pátria de Kiev em meio a um contínuo processo político de descomunização e desrussificação na Ucrânia, com as autoridades substituindo o emblema soviético pelo do Tryzub, que foi completado em 6 de agosto. O redesign foi feito em preparação para o Dia da Independência da Ucrânia em 24 de Agosto e o nome do monumento foi trocado para Mãe-Ucrânia.
Ainda em 1 de agosto, a Polónia acusou a Bielorrússia de enviar dois helicópteros militares sobre o seu espaço aéreo, o que este último negou.
Uma investigação da mídia, feita após reclamações de soldados sobre torniquetes abaixo do padrão de qualidade, descobriu que os militares ucranianos não conseguiram comprar kits de primeiros socorros em 2023 e os kits fornecidos por seus aliados não foram inspecionados adequadamente.

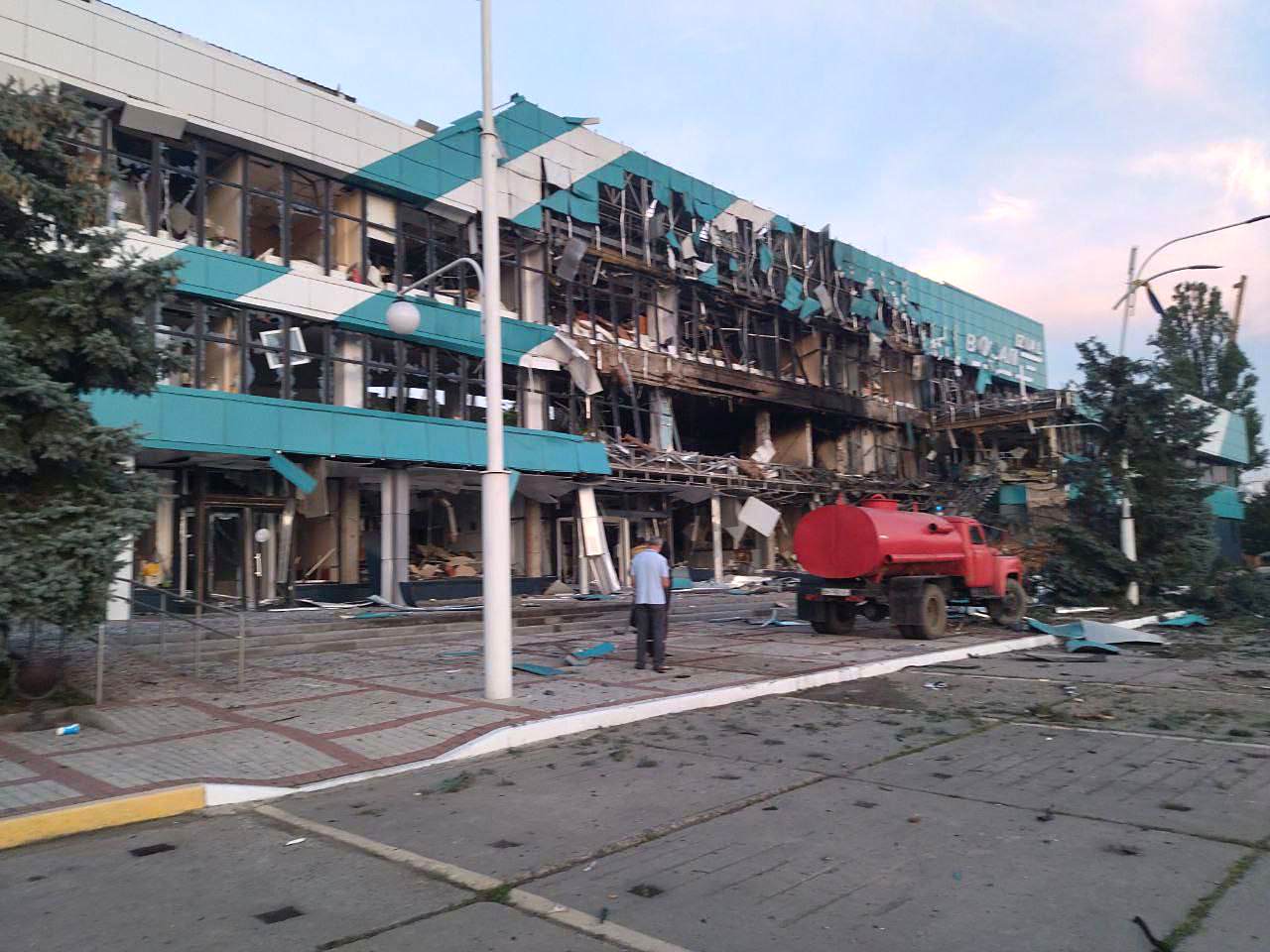
Uma estação da vida marinha, na cidade de Izmail, danificado após um ataque de drone da Rússia.

Em 2 de agosto, a Rússia lançou ataques de drones durante a noite sobre Kiev, com as autoridades dizendo que todos os dez drones lançados foram abatidos. Outro ataque no rio Danúbio, perto do porto de Izmail, no Oblast de Odessa, próximo a fronteira com a Romênia, danificou várias instalações de exportação de grãos e quase 40 000 toneladas de grãos destinadas a países africanos, China e Israel foram destruídas. Destroços de drones também caíram na cidade romena adjacente de Ceatalchioi, levando a uma investigação do governo romeno.
Um soldado ucraniano postou um vídeo afirmando ter encontrado um componente fabricado na República Tcheca em um drone Lancet próximo de Bakhmut. O fabricante da peça, AXI Model Motors, negou a entrega de produtos aos militares russos, mas reconheceu que alguns deles foram obtidos pela Rússia por meio de terceiros.
O Gabinete do Procurador-Geral da Ucrânia afirmou ter identificado até 98 000 casos de crimes de guerra cometidos por forças russas na Ucrânia desde o início da invasão, acrescentando que as autoridades ucranianas investigariam e processariam 99% dos casos e deixariam o restante para parceiros internacionais, que teriam uma "função auxiliar".
Em 3 de agosto, a Rússia lançou outro ataque de drone durante a noite em Kiev, com os militares ucranianos alegando ter abatido quase uma dúzia de drones. Em Kherson, a Catedral de Santa Catarina do século XVIII, que abrigava os restos mortais de Grigory Potemkin antes de ser tomada pelas forças russas durante sua retirada em 2022, foi danificada por um bombardeio russo que também feriu oito pessoas em toda a cidade. Duas pessoas foram mortas em outro bombardeio russo no Oblast de Donetsk. Já na Rússia, seis drones ucranianos teriam sido abatidos sobre o Oblast de Kaluga.
A inteligência ucraniana (o SBU) prendeu um advogado que anteriormente representava políticos do Partido Shariy, que é pró-Rússia, acusando-o de coletar informações sobre defesas aéreas e alvos potenciais para a Rússia usar em ataques aéreos em Odessa. Uma investigação também foi lançada contra o parlamentar Oleksandr Dubinsky por supostamente sair de férias na Espanha sob falsos pretextos, apesar das restrições do tempo de guerra.
A União Europeia anunciou mais sanções à Bielorrússia, estendendo a proibição de exportação de bens e tecnologias altamente sensíveis que contribuem para as forças armadas da Bielorrússia e impondo uma proibição adicional de exportação de armas de fogo e munições, bem como bens que podem ser usados na aviação e no espaço indústrias. A Comissão Europeia disse que as sanções também visam garantir que a Rússia não possa mais usar a Bielorrússia para fugir das sanções.
Em 4 de agosto, a Rússia alegou ter impedido um ataque de dois drones navais ucranianos em sua base naval em Novorossiysk, no Krai de Krasnodar, e também teriam derrubado dez drones que sobrevoavam a Crimeia. No entanto, uma fonte de inteligência ucraniana afirmou que o ataque naval causo um "grave dano" no Olenegorsky Gornyak, um navio de desembarque da Classe Ropucha. Cerca de 100 tripulantes estavam na embarcação naquele momento. Separadamente, uma fonte dentro do porto disse que um navio não identificado perdeu energia, forçando-o a ser rebocado para a costa. As operações portuárias normais foram mantidas durante e após o ataque.
O Ministério da Defesa ucraniano disse que suas forças, no contexto da contra-ofensiva, conseguiram romper a primeira linha de defesa russa e estão se moveram para linhas "intermediárias" em algumas seções da frente sul.
Na Rússia, dois prédios administrativos e uma igreja teriam sido danificados por um ataque ucraniano com um drone em Kursk.
A inteligência militar ucraniana acusou a Rússia de planejar uma operação de bandeira falsa na refinaria de petróleo de Mozyr, na Bielorrússia, a fim de atrair os bielorrussos para se juntar totalmente ao esforço de guerra russo na Ucrânia. Enquanto isso, a Polônia prendeu um cidadão bielorrusso suspeito de ser membro de uma quadrilha de espionagem russa encarregada de descarrilar trens que transportavam ajuda para a Ucrânia e incitar o sentimento anti-ucraniano.
Uma inspeção da AIEA na Usina Nuclear de Zaporíjia não encontrou minas ou explosivos nos telhados de dois dos seis reatores da usina, mas descobriu que minas colocadas ao redor do terreno da usina que haviam sido observadas durante inspeções anteriores ainda estavam no local.
A Ucrânia emitiu um anúncio NOTMAR (chamado "aviso aos marinheiros") declarando uma "área de risco de guerra" nos portos russos do Mar Negro de Anapa, Novorossiysk, Gelendzhik, Tuapse, Sochi e Taman.
Em 5 de agosto, moradores relataram uma explosão perto da Ponte da Crimeia, com relatos dizendo que foi causada por um drone naval que danificou o navio-tanque de bandeira russa Sig, no Estreito de Querche, cerca de 27 quilômetros ao sul da ponte, que estava fechada ao trânsito e teve a iluminação apagada. A agência de notícias estatal russa TASS, citando uma autoridade russa, disse que a sala de máquinas do navio foi danificada, mas nenhuma vítima foi relatada. Dois rebocadores foram enviados para auxiliar o navio.
No final deste mesmo dia, a Rússia lançou uma onda de ataques com mísseis em toda a Ucrânia, com explosões sendo relatadas nas instalações da empresa aeronáutica Motor Sich nos Oblasts de Khmelnytskyi e Zaporíjia, bem como em Jitomir e em uma instalação de transfusão de sangue em Kupiansk, no Oblast de Kharkiv, matando duas pessoas e ferindo outras quatro. Três pessoas foram mortas por bombardeios russos nos Oblasts de Donetsk e Sumy.
O prefeito de Donetsk instalado pela Rússia afirmou que um prédio da Universidade Nacional de Economia e Comércio de Donetsk foi incendiado por munições cluster ucranianas.
Enquanto a Ucrânia continuava uma lenta e constante ofensiva no Oblast de Zaporíjia, a Rússia também mantinha sua própria ofensiva no leste. Militares russos afirmaram que tomaram de assalto a vila de Novoselivske, no Oblast de Luhansk, no setor de Kupiansk. No entanto, os militares ucranianos negaram essa afirmação, dizendo que haviam repelido um ataque russo naquela região.
Em 6 de agosto, um drone ucraniano teria sido abatido perto de Moscou, causando interrupções novamente no aeroporto de Vnukovo. Os militares ucranianos atingiram a ponte Chonhar novamente com mísseis, junto com uma ponte menor na estrada Kherson-Crimeia em Henichesk. Autoridades pró-Rússia apresentaram imagens mostrando um buraco no meio da estrada em Chonhar e afirmaram que as defesas aéreas russas derrubaram nove dos 12 mísseis supostamente lançados. Analistas acreditam que o ataque foi realizado por mísseis Storm Shadow fornecidos pela França ou Grã-Bretanha disparados de caças Su-24.
Uma pessoa foi morta por um bombardeio russo no Oblast de Kharkiv.

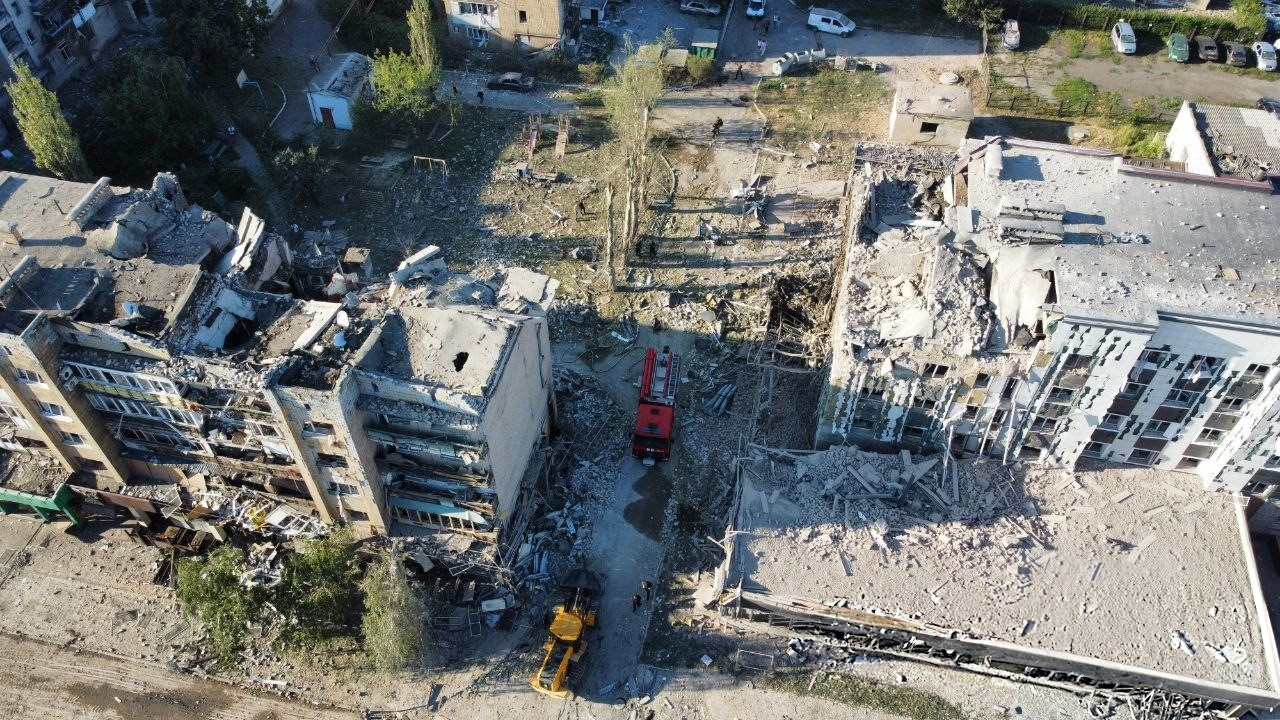
Prédios danificados em Pokrovsk após um bombardeio russo.

Em 7 de agosto, foi reportado que pelo menos dez pessoas morreram e outras 82 ficaram feridas em dois ataques separados de mísseis russos contra uma área residencial na cidade de Pokrovsk, no Oblast de Donetsk no que a Ucrânia chamou de ataque de "toque duplo" que atingiu primeiro moradores e depois socorristas que chegaram à área 37 minutos depois. Nesse mesmo dia, sete civis ucranianos também foram mortos em ataques russos separados nos Oblasts de Dnipropetrovsk, Kharkiv e Kherson.
Numa troca de prisioneiros, cerca de 22 soldados ucranianos foram libertados pela Rússia.
Na Rússia, dois drones ucranianos teriam sido abatidos sobre os Oblasts de Belgorod e Kaluga.
A inteligência militar ucraniana prendeu uma mulher que estaria envolvida em um complô para assassinar o Presidente Zelensky durante sua visita a Mykolaiv. Ela teria oferecido informações para um possível ataque aéreo russo contra a região.
Um helicóptero militar russo Ka-52 foi abatido pelos ucranianos próximo da cidade de Robotyne. No contexto da contra-ofensiva ucraniana no sul, os russos utilizavam seu vasto poderio aéreo para tentar sobrepujar os ucranianos.
Em 8 de agosto, segundo o Instituto para o Estudo da Guerra, citando blogueiros russos, informou que as forças ucranianas a bordo de sete barcos cruzaram o rio Dnipro novamente perto Kozachi Laheri, no Oblast de Kherson, e avançou 800 metros após romper as defesas russas. Uma fonte do exército ucraniano afirmou mais tarde ao jornal online Kyiv Independent que forças especiais ucranianas haviam realizado um ataque do outro lado do Dnipro que capturou dezesseis soldados russos.
Enquanto isso, uma pessoa foi morta em um ataque russo contra a cidade de Nikopol.
O SBU (a inteligência militar ucraniana) alegou ter frustrado uma tentativa de ataque cibernético por um grupo de hackers russo chamado Sandworm usando dez tipos de malware para coletar inteligência de dispositivos usados por soldados ucranianos.
O Ministério das Relações Exteriores do Reino Unido anunciou suas maiores sanções contra terceiros que apoiavam o esforço de guerra russo na Ucrânia. Entre os sancionados estão duas empresas turcas fornecedoras de componentes microeletrônicos, uma empresa sediada nos Emirados Árabes Unidos que fornecia drones e componentes para drones, indivíduos iranianos e entidades envolvidas na indústria de drones, organizações de defesa bielorrussas ligadas à fabricação de tecnologia militar, três empresas russas de eletrônicos que adquirem microeletrônica ocidental e 22 outros indivíduos facilitando suprimentos militares estrangeiros para a Rússia.
A empresa alemã Rheinmetall comprou cinquenta tanques Leopard 1 de um estoque privado de propriedade de Freddy Versluys, CEO da empresa belga de defesa OIP Land Systems, para serem modernizados e entregues à Ucrânia. Estes tanques foram comprados dos militares belgas quando o governo do país cortando gastos.

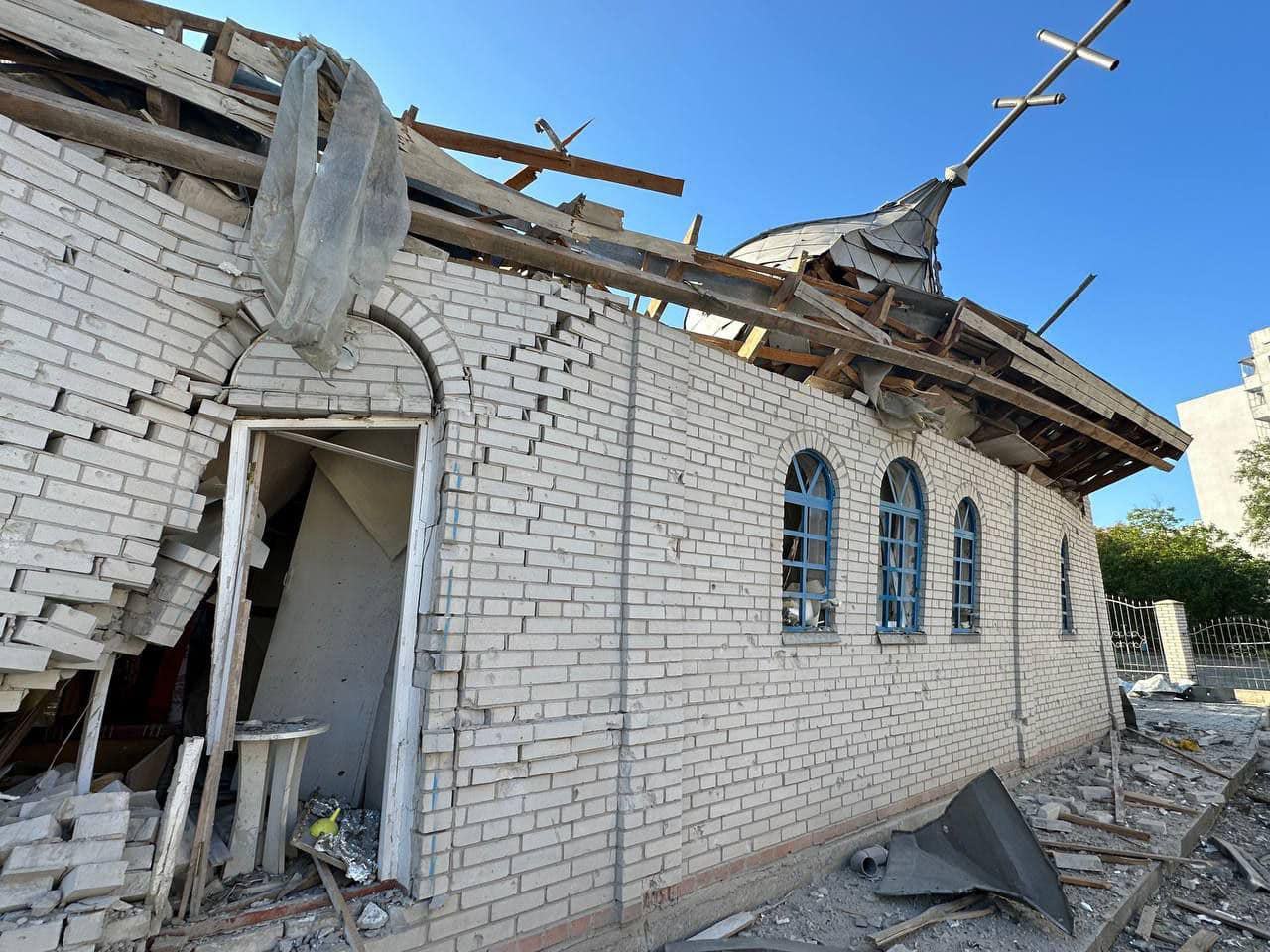
Uma igreja destruída em Zaporíjia após um ataque russo

Em 9 de agosto, três pessoas morreram em um ataque com mísseis russos em Zaporíjia.
O prefeito de Moscou disse que dois drones ucranianos foram abatidos nos arredores da cidade. O governador do Oblast de Bryansk afirmou que um bombardeio ucraniano danificou edifícios e infraestrutura na cidade de Bila Berezka.
O SBU prendeu uma mulher no Oblast de Jitomir que recentemente havia se mudado para lá do Oblast de Donetsk sob a acusação de espionar para a Rússia e na identificação de alvos em ataques aéreos.
A Alemanha entregou um pacote de ajuda militar à Ucrânia que incluía dois sistemas de mísseis Patriot, dez veículos auxiliares BV206, mais de 6 500 cartuchos de munição de fumaça de 155 mm, quatro drones de reconhecimento Vector, cinco veículos de proteção de fronteira, seis trens de trator de caminhão com seis semireboques, dois caminhões de movimentação de carga, cem metralhadoras MG5, pelo menos 40 000 kits de primeiros socorros, material de descarte de munições explosivas, binóculos e óculos de segurança.

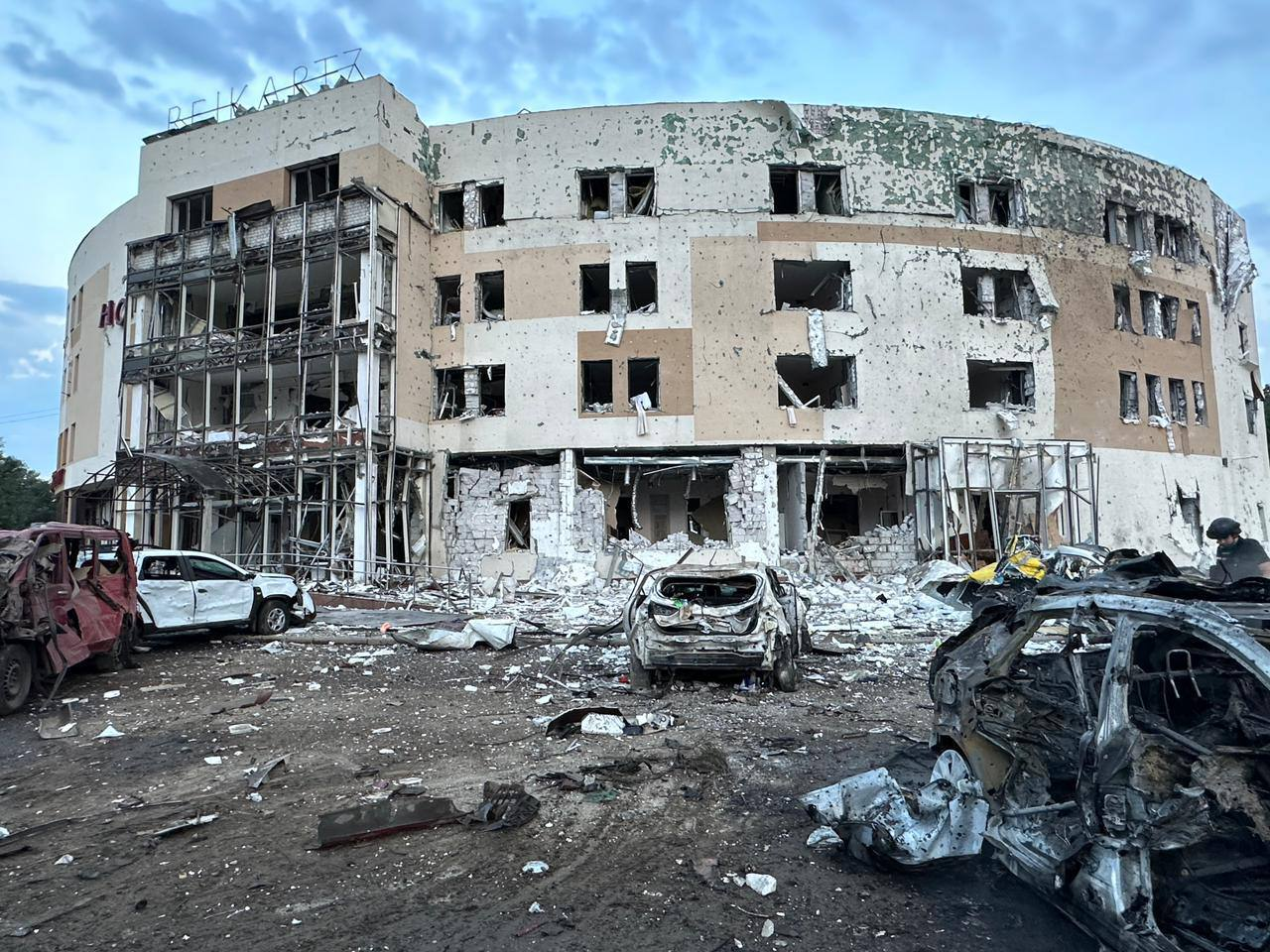
Um hotel destruído em Zaporíjia, usado como base principal para o pessoal das Nações Unidas.

Em 10 de agosto, uma pessoa foi morta e outras dezesseis ficaram feridas em outro ataque de míssil russo na cidade de Zaporíjia que atingiu um hotel que hospedava pessoal da ONU, enquanto outros quatro foram mortos em ataques separados nos Oblasts de Donetsk, Kharkiv e Zaporíjia. Um depósito de combustível foi destruído em Dubno Raion, no Oblast de Rivne, após um massivo ataque de drones russos durante a noite.
A Ucrânia ordenou a evacuação obrigatória de civis de 37 assentamentos na região de Kupiansk, no nordeste do Oblast de Kharkiv, devido ao aumento dos ataques e bombardeios russos. A marinha ucraniana anunciou novas rotas temporárias para embarcações civis que se deslocavam de ou para seus portos do Mar Negro em meio ao bloqueio russo.
A Rússia alegou ter abatido onze drones ucranianos perto de Sebastopol e mais dois perto de Moscou. Duas pessoas teriam sido mortas por um bombardeio ucraniano na vila russa de Chausy, no Oblast de Bryansk.
O governo do Azerbaijão prometeu uma máquina de desminagem mecanizada para a Ucrânia e ofereceu treinamento por seus especialistas em desminagem para sapadores ucranianos.
Em 11 de agosto, a Rússia lançou ataques com mísseis contra Kiev e nos Oblasts de Khmelnytskyi e Vinnytsia. Destroços de mísseis supostamente causaram danos a propriedades civis na capital ucraniana. Uma criança ucraniana foi morta em um ataque no Oblast de Ivano-Frankivsk, enquanto um civil também foi morto em Kherson. A Força Aérea Ucraniana afirmou mais tarde que quatro mísseis russos foram lançados contra o campo aéreo de Kolomyia, também no Oblast de Ivano-Frankivsk, acrescentando que eles haviam abatido um outro míssil balístico russo sobre Kiev.
O Instituto para o Estudo da Guerra, citando imagens geolocalizadas, avaliou que as forças ucranianas chegaram à periferia norte da estratégica vila de Robotyne, na frente de Zaporíjia, e o assentamento de Urozhaine, na região de Donetsk.
Na Rússia, mais um ataque de drones ucranianos aconteceu, com pelo menos uma destas aeronaves tendo sido abatido no oeste de Moscou.
O presidente Zelensky ordenou a demissão de todos os chefes de todos os escritórios regionais de alistamento militar em toda a Ucrânia depois que uma inspeção nacional dos escritórios de recrutamento revelou várias violações, incluindo corrupção, abuso de poder e fraude, acrescentando que eles deveriam ser substituídos por oficiais com experiência em combate que tenham sido liberados pelo SBU.
O SBU prendeu um residente da região de Odessa por passar informações sobre bases militares e ataques aéreos russos ao FSB (o serviço de inteligência militar russo).
A Holanda doou seis complexos médicos móveis ao Serviço Estatal de Guarda de Fronteiras da Ucrânia.
Os Estados Unidos anunciaram um novo conjunto de sanções visando a Associação Russa de Empregadores e a União Russa de Industriais e Empresários (RSPP), bem como quatro funcionários do conglomerado Alfa Group, ou seja, os oligarcas Mikhail Fridman, Petr Aven, German Khan e Alexey Kuzmichev, por seu papel no financiamento do esforço de guerra russo na Ucrânia e em ajudar a Rússia a escapar de sanções anteriores.
Em 12 de agosto, duas pessoas, um policial e uma mulher de 73 anos, foram mortas em ataques russos separados nos Oblasts de Kharkiv e Zaporíjia, e um míssil balístico também atingiu a cidade de Kryvyi Rih.
A Rússia alegou ter abatido 20 drones ucranianos sobre a Crimeia, o que forçou o fechamento da Ponte da Crimeia ao tráfego por duas horas. As autoridades russas também afirmaram que a Ucrânia tentou atingir a ponte com três mísseis S-200 mas foram frustrados pelas defesas antiaéreas da região.
Uma explosão foi relatada no porto ocupado pelos russos na cidade de Berdiansk, provavelmente atingindo um depósito militar russo.
As autoridades ucranianas reabriram as praias de Odessa para banhistas pela primeira vez desde a invasão, mas proibiram o banho durante os alertas de ataque aéreo.
Em 13 de agosto, cinco pessoas, incluindo uma família de quatro pessoas, foram mortas por um bombardeio russo contra a cidade de Shyroka Balka, no Oblast de Kherson, enquanto outros quatro foram mortos em ataques separados nas proximidades de Stanislav, também em Kherson, e em Stepne, no Oblast de Zaporíjia.
A Ucrânia alegou ter atingido dois depósitos de munição e um local que hospedava um "grupo" de tropas russas em Oleshky, no Oblast de Kherson. O jornal Reuters, citando autoridades pró-russas, relatou que soldados ucranianos haviam se estabelecido na parte norte de Urozhaine.
Na cidade ocupada de Mariupol, guerrilheiros ucranianos supostamente incendiaram uma base militar russa perto do complexo Azovstal, resultando na perda de pelo menos dez soldados russos, três caminhões e cinco carros. Na vila próxima de Urzuf, pelo menos sete civis foram mortos em um fogo cruzado durante lutas internas entre chechenos e soldados regulares russos.
Autoridades russas afirmaram ter derrubado vários drones ucranianos que voavam sobre o Oblast de Belgorod, enquanto um outro foi abatido perto da cidade de Belgorod. Três civis russos teriam sido feridos em um bombardeio ucraniano contra a cidade de Volfino, no Oblast de Kursk.
No Mar Negro, o navio-patrulha russo Vasily Bykov disparou tiros de advertência contra o cargueiro Sukru Okan, de bandeira do Palau, cujos donos são uma empresa turca, que navegava para Izmail. O navio foi então abordado por inspetores russos a bordo de um helicóptero Ka-29 antes de ser autorizado a zarpar. O incidente foi o primeiro desse tipo desde a retirada da Rússia da Iniciativa de Grãos do Mar Negro em 17 de julho.
O ministro da defesa ucraniano Oleksii Reznikov afirmou que a Ucrânia era o "país mais fortemente minado do mundo", com soldados encontrando cinco minas por metro quadrado em algumas partes do fronte.

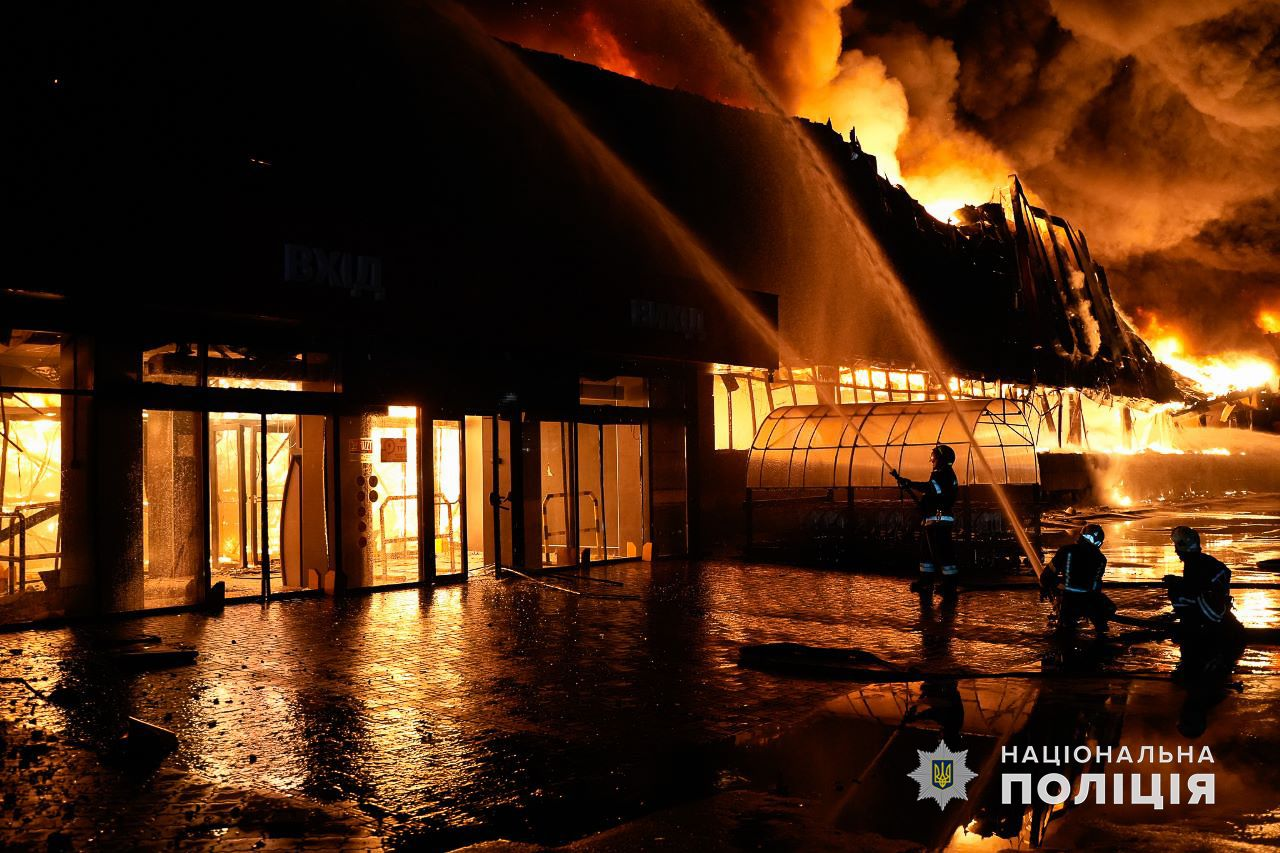
Hipermercado queimado em Odessa após um ataque russo

Em 14 de agosto, a Rússia lançou um ataque aéreo durante a noite em Odessa, causando vários incêndios e ferindo três pessoas. As autoridades ucranianas disseram que 203 prédios da cidade foram danificados, enquanto a Força Aérea afirmou ter atirado em todos os vinte e três drones e mísseis lançados. Já no Oblast de Kharkiv, uma pessoa morreu em um bombardeio russo.
O Ministério da Defesa ucraniano afirmou que suas forças haviam retomado três quilômetros quadrados de território perto de Bakhmut na semana anterior, enquanto o presidente Zelensky fez outra visita às posições ucranianas nas linhas de frente no leste.
Os Estados Unidos propuseram um novo pacote de ajuda militar à Ucrânia avaliado em US$ 200 milhões, que incluiria "munições de defesa aérea, cartuchos de artilharia e equipamento adicional de remoção de minas".
A empresa alemã Rheinmetallafirmou que iria suprir drones Luna para a Ucrânia antes do final do ano.

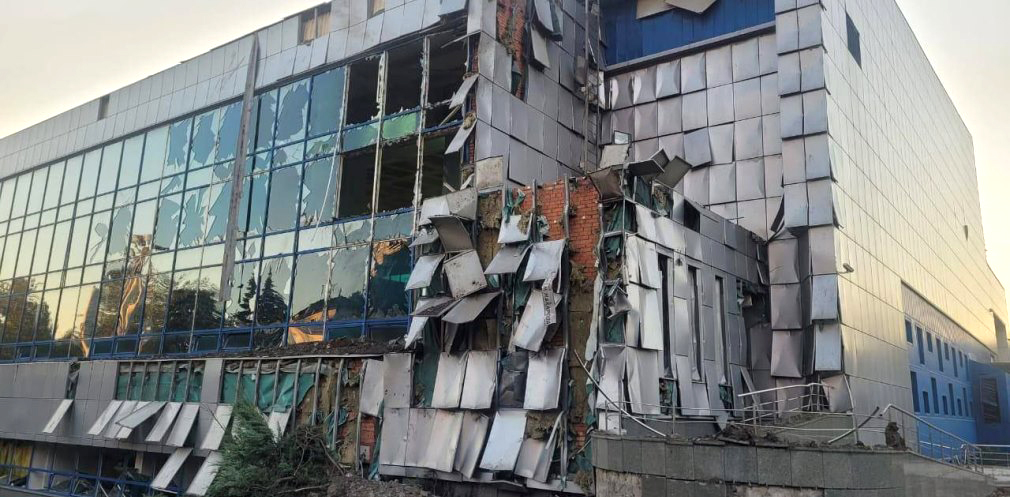
O palácio dos esportes aquáticos na cidade de Dnipro após um bombardeio russo.

Em 15 de agosto, a Rússia lançou outra onda de ataques aéreos durante a noite em toda a Ucrânia, com explosões relatadas em Lutsk, onde três pessoas foram mortas em um ataque a uma instalação industrial, bem como nas cidades de Lviv e Dnipro e nos oblasts de Kiev, Zaporíjia, Cherkasy, Ivano-Frankivsk e Khmelnytskyi. A Força Aérea Ucraniana afirmou ter derrubado 16 dos 28 mísseis russos lançados. Quatro outras pessoas ainda foram mortas em ataques separados no Oblast de Donetsk.
Os militares ucranianos disseram que impediram a entrada de dois grupos de sabotagem russos no Oblast de Chernigov. Nesse meio tempo, o Regimento Azov voltou à ação pela primeira vez desde o Cerco de Mariupol, participando de ações militares na floresta Serebrianskyi, no Oblast de Luhansk. O Presidente Zelensky fez mais uma visita ao fronte, condecorando soldados na região de Zaporíjia.
O governo da Ucrânia acusou a Rússia de se preparar para encenar um ataque de bandeira falsa na Central nuclear de Kursk.

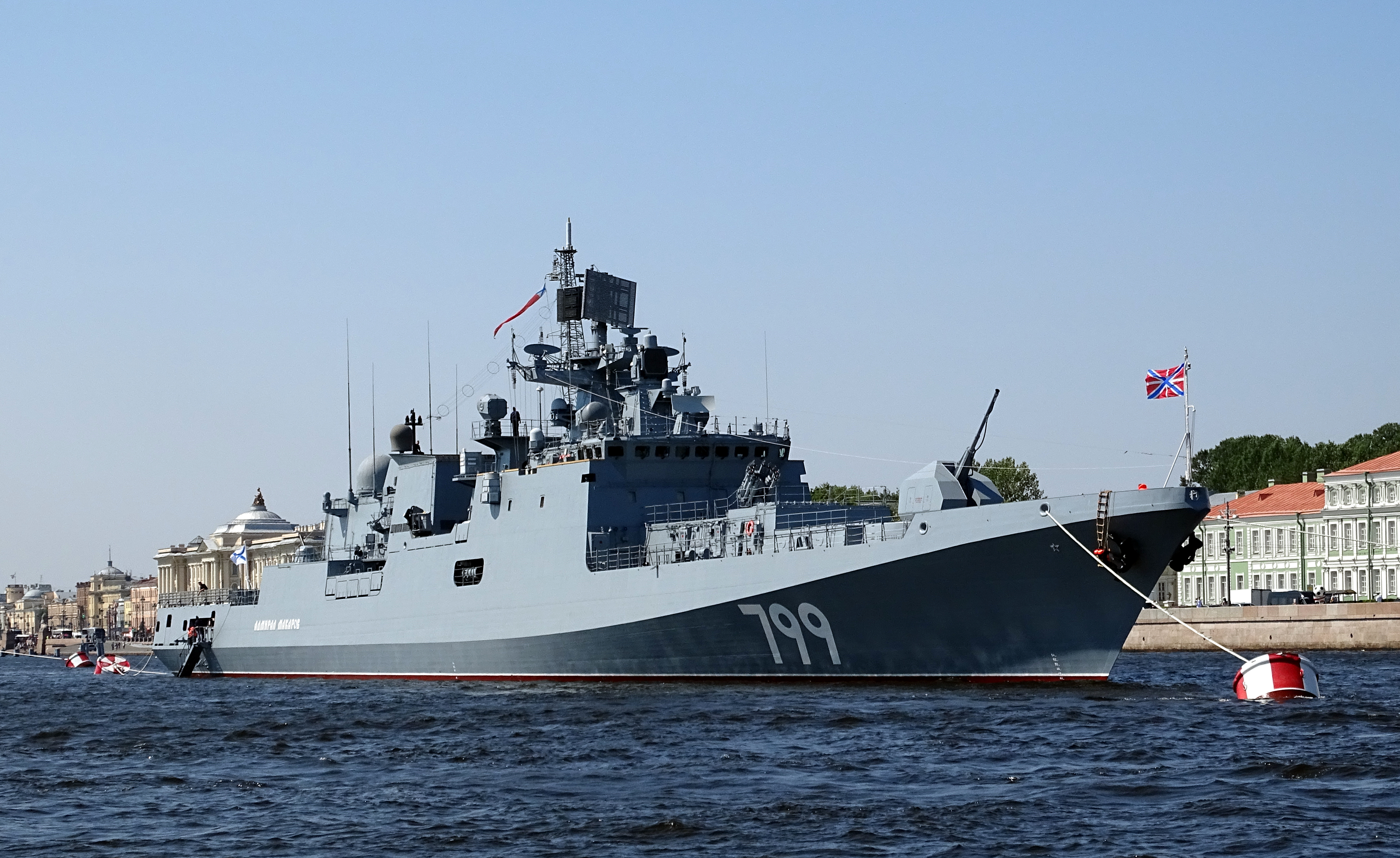
A fragata russa Almirante Makarov, danificada em outubro de 2022 num ataque ucraniano, voltou a operação em agosto de 2023 após extensos reparos.

A fragata russa Almirante Makarov voltou ao serviço ativo depois de ser danificada por um ataque naval ucraniano em Sebastopol em outubro de 2022.
Stian Jenssen, o Chefe de Gabinete do Secretário-geral da OTAN Jens Stoltenberg, sugeriu que a Ucrânia cedesse territórios à Rússia em troca da adesão à OTAN. O ministro das Relações Exteriores da Ucrânia, Dmytro Kuleba, chamou a proposta de "ridícula" e Jenssen posteriormente retirou seus comentários, chamando-a de "erro".
Em 16 de agosto, a Rússia lançou um ataque noturno de drones contra a cidade de Reni, danificando a infraestrutura portuária e de grãos. Três pessoas foram mortas em ataques separados nos Oblasts de Kharkiv, Kherson e Dnipropetrovsk.

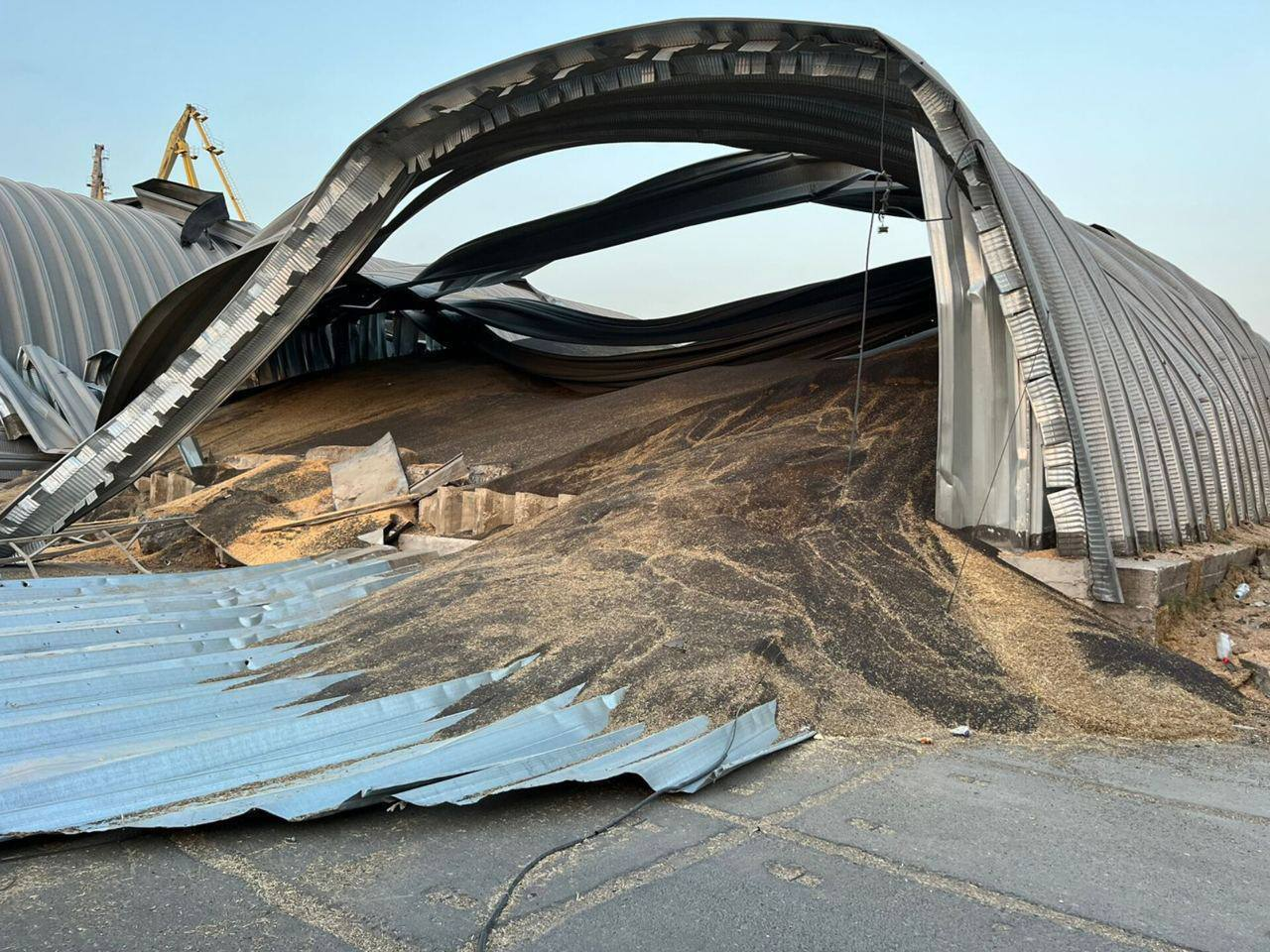
Celeiro na região de Odessa, na Ucrânia, após um ataque de drones russos.

Depois de uma dura luta, a Ucrânia afirmou que havia retomado completamente o importante assentamento de Urozhaine, na parte oeste do Oblast de Donetsk.
Autoridades russas afirmaram ter derrubado três drones ucranianos sobre o Oblast de Kaluga e "eliminou" um grupo de quatro combatentes ucranianos que teriam entrado no Oblast de Bryansk.
Um tribunal no Oblast de Donetsk, ocupado pela Rússia, condenou dois membros da Brigada Azov a 24 anos de prisão por supostos crimes de guerra durante o cerco de Mariupol.
A República Tcheca impôs sanções ao oligarca russo Boris Obnosov, que era o CEO da fabricante de mísseis Tactical Missiles Corporation (KTRV), além da filha dele Olga e seu genro, Rostislav Zorikov, sendo que ambos viviam em Praga desde 2020. As sanções incluíam a proibição de entrada no país e o congelamento de bens. Os Estados Unidos também impuseram sanções a três empresas pertencentes ou administradas pelo empresário eslovaco Ashot Mkrtychev por tentarem facilitar as exportações de armas norte-coreanas para a Rússia.
O Instituto para o Estudo da Guerra informou que os legisladores russos introduziram uma lei que proibiria fotos e vídeos mostrando locais e deslocamentos militares russos, exceto aquelas do Ministério da Defesa, e imporia multas de até 500 000 rublos ou prisão por três anos.

#### 17–31 de Agosto
Em 17 de agosto, militares ucranianos alegaram ter abatido dois helicópteros Ka-52. Um deles foi derrubado na região de Robotyne com um MANPAD e o outro sendo abatido pela força aérea ucraniana próximo de Bakhmut.
A Rússia alegou ter abatido um drone sobre o Oblast de Belgorod e frustrado um ataque naval de drones à sua frota do Mar Negro.
O serviço de inteligência ucraniano (o SBU) prendeu um cidadão de Kiev suspeito de passar informações à inteligência russa sobre infraestrutura militar e energética para uso em futuros ataques aéreos.
A Alemanha enviou um pacote de ajuda militar à Ucrânia composto por dois sistemas de defesa aérea IRIS-T SLM, dez sistemas de radar de vigilância terrestre, quatro comboios de caminhões-tratores, quatro semirreboques, oito caminhões de movimentação de carga e 4 500 cartuchos de munições de 155 mm. O general Daniel Zmeko, chefe do Estado-Maior General das Forças Armadas da Eslováquia, visitou posições ucranianas na frente sul ucraniana.
Os Estados Unidos aprovaram a transferência de caças F-16 da Holanda e da Dinamarca para a Ucrânia depois que os pilotos ucranianos concluíssem o treinamento.
O NACP (o órgão do governo ucraniano de combate a corrupção) adicionou a empresa de tecnologia e e-commerce chinesa Alibaba à sua lista de "patrocinadores internacionais da guerra" por apoiar fiscalmente a Rússia através do pagamento de impostos, facilitando a venda de cobre da Planta de Engenharia Metalúrgica de Debaltseve na região militarmente ocupada pela Rússia no Oblast de Luhansk e por censurar o conteúdo ucraniano nas suas plataformas relacionado com a guerra, enquanto deixavam as publicações russas intactas.
Em 28 de agosto, o prefeito de Moscou afirmou que um drone militar ucraniano foi interceptado no centro da cidade, com os destroços caindo sobre o Expocentre. A agência estatal de notícias russa, a TASS, citando uma fonte de serviços de emergência, relataram que uma parede externa desabou parcialmente e o aeroporto de Vnukovo foi brevemente fechado. O Ministério da Defesa russo disse que o drone "mudou sua trajetória de voo" depois de ser detectado pelas defesas aéreas e voou para um prédio não residencial vazio.
Neste mesmo dia, um civil foi morto num ataque russo contra o Oblast de Kherson.
A inteligência militar ucraniana informou que um aparente ataque de drone atingiu o quartel-general da polícia pró-Rússia em Enerhodar, ferindo o seu chefe, o coronel Pavlo Chesanov, o seu vice e vários oficiais superiores.
O jornal Washington Post informou que o serviço de inteligência interno polonês, o ABW, frustrou uma tentativa da inteligência russa de interromper o trânsito de armas ocidentais no país para a Ucrânia usando refugiados do leste da Ucrânia, acrescentando que dezesseis pessoas foram presas, sendo que doze delas seriam ucranianas.

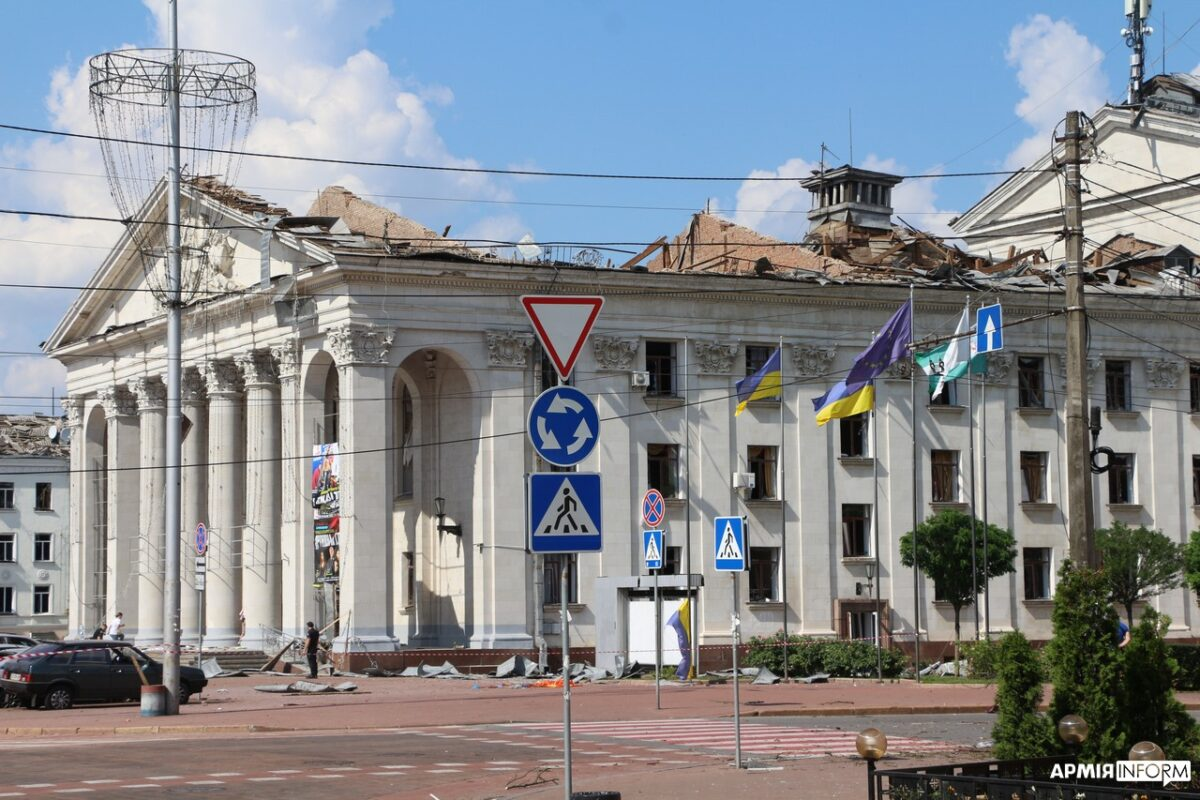
O Teatro de Música e Drama de Chernigov após um bombardeio russo

Em 19 de agosto, pelo menos sete pessoas, incluindo uma criança, morreram e outras 156 ficaram feridas num ataque com mísseis russos que atingiu a Praça Krasna, na região central de Chernigov, sendo que também danificou o teatro de arte dramática da cidade e a Universidade Nacional Politécnica de Chernigov. A maioria das vítimas estava a caminho da igreja para celebrar o Festa da Transfiguração, enquanto o teatro hospedava uma reunião de fabricantes de drones. Uma pessoa foi morta num ataque russo separado no Oblast de Zaporíjia, enquanto mais de 400 edifícios foram danificados por ataques de drones em Medzhybizh e Derazhnia, ambos no Oblast de Khmelnytskyi.
Os militares russos alegaram ter abatido um míssil ucraniano sobre a Crimeia e afirmou que "eliminaram" cerca de 150 soldados ucranianos que tentavam estabelecer uma posição segura na margem esquerda do rio Dnipro.
Na Rússia, um avião Tu-22M teria sido danificado e outro destruído em um ataque ucraniano contra um campo de aviação em Soltsy, no Oblast de Novgorod.
Autoridades ucranianas anunciaram que os seus pilotos começaram a treinar no uso de caças americanos F-16 e aeronaves suecas Gripen. Durante uma visita a Estocolmo, o Presidente Zelensky começou conversações com o governo sueco para a aquisição de jatos Saab JAS 39 Gripen. Ele também anunciou que a Ucrânia começaria em breve a fabricar veículos de combate suecos CV90, enquanto o governo sueco estava trabalhando em um novo pacote de ajuda militar no valor de US$ 313,5 milhões de dólares.
Os Estados Unidos anunciaram uma prorrogação de dezoito meses do Estatuto de Proteção Temporária (TPS) concedido aos refugiados ucranianos desde o início da invasão.
O Presidente Putin visitou o quartel-general do Distrito Militar Sul em Rostov-on-Don como parte de sua primeira visita à cidade desde a Rebelião Wagner, reunindo-se com comandantes responsáveis pelas operações na Ucrânia.
Em 20 de agosto, na Rússia, um drone ucraniano alegadamente iniciou um incêndio na estação ferroviária de Kursk, ferindo cinco pessoas. Mais drones foram reportados sobrevoando os Oblasts de Rostov, Belgorod e Moscou, forçando o fechamento dos aeroportos de Vnukovo e Domodedovo.
Durante uma visita à Holanda, o presidente Zelensky anunciou que a Ucrânia receberia 42 caças F-16. Após sua chegada à Dinamarca naquele dia, o primeiro-ministro Mette Frederiksen anunciou que o país forneceria à Ucrânia o primeiro lote de seis caças F-16 dos 19 prometidos antes do final do ano.

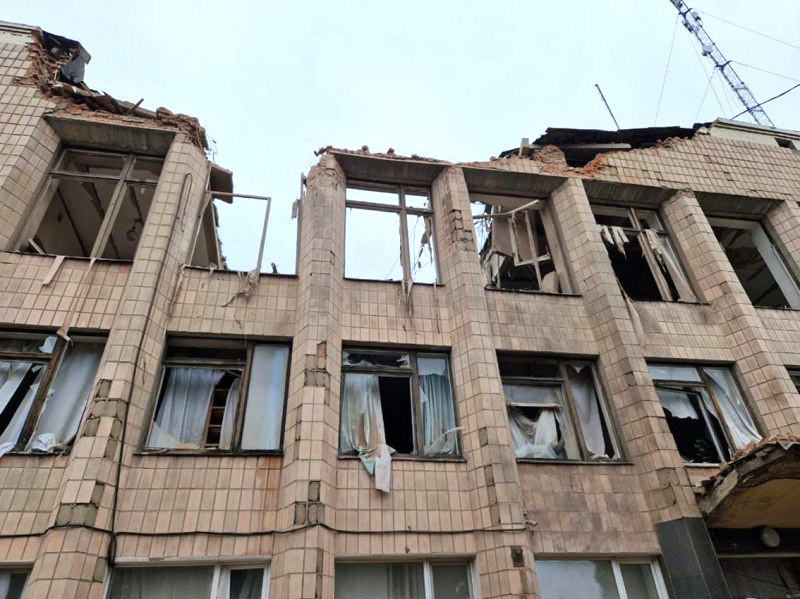
Prédio da prefeitura de Semenivka (região de Chernigov) após um ataque de drones russos.

Em 21 de agosto, duas pessoas ficaram feridas pela queda de destroços de um ataque de drone ucraniano em Moscou. Pelo menos cinquenta voos foram interrompidos no aeroportos de Vnukovo, Domodedovo, Sheremetievo e Jukovsky. A Rússia afirmou ter abatido um drone inimigo e bloqueado eletronicamente outro.
O Ministério da Defesa ucraniano disse que as suas forças retomaram três quilómetros quadrados de território no flanco sul de Bakhmut na semana anterior, enquanto a inteligência militar ucraniana afirmou que um avião de guerra russo foi danificado em um ataque com drones no Oblast de Kaluga.
Enquanto isso, tribunais no Donbass ocupado pela Rússia condenaram cinco soldados ucranianos capturados a até vinte anos de prisão por alegados crimes de guerra, alguns dos quais foram alegadamente cometidos durante o Cerco de Mariupol.
Durante sua visita a Atenas, o Presidente Zelensky anunciou que a Grécia treinaria pilotos ucranianos em sua frota de F-16.
Pelo segundo ano consecutivo, tanques e veículos russos destruídos foram instalados no centro de Kiev em formato de desfile como parte das comemorações do 32º aniversário do Dia da Independência da Ucrânia.
Em 22 de agosto, na Rússia, dois drones foram abatidos perto de Moscou, com um deles atingindo um prédio de vinto e cinco andares em Krasnogorsk (no distrito de Krasnogorski) e resultou no fechamento dos principais aeroportos da cidade. Dois outros drones teriam sido abatidos sobre o Oblast de Bryansk, enquanto outros dois foram abatidos sobre o Mar Negro, a noroeste da Crimeia.
O Ministério da Defesa russo afirmou que um de seus caças destruiu um barco de reconhecimento ucraniano que navegava perto das instalações russas de produção de gás ao longo do Mar Negro.
A inteligência militar ucraniana afirmou que a Rússia tinha afundado uma balsa no Estreito de Kerch e planejava afundar um total de seis navios na hidrovia, a fim de fornecer uma faixa de proteção na água em frente à Ponte da Crimeia.
O general Sergey Surovikin, que chegou a comandar todas as forças russas lutando na Ucrânia, foi removido do comando das Forças Aeroespaciais da Rússia de acordo com relatórios russos.
A Ucrânia anunciou planos para criar uma nova força polícia militar para substituir a agência existente, à qual seriam atribuídos poderes para investigar crimes de guerra, indisciplina militar e outras funções de aplicação da lei.

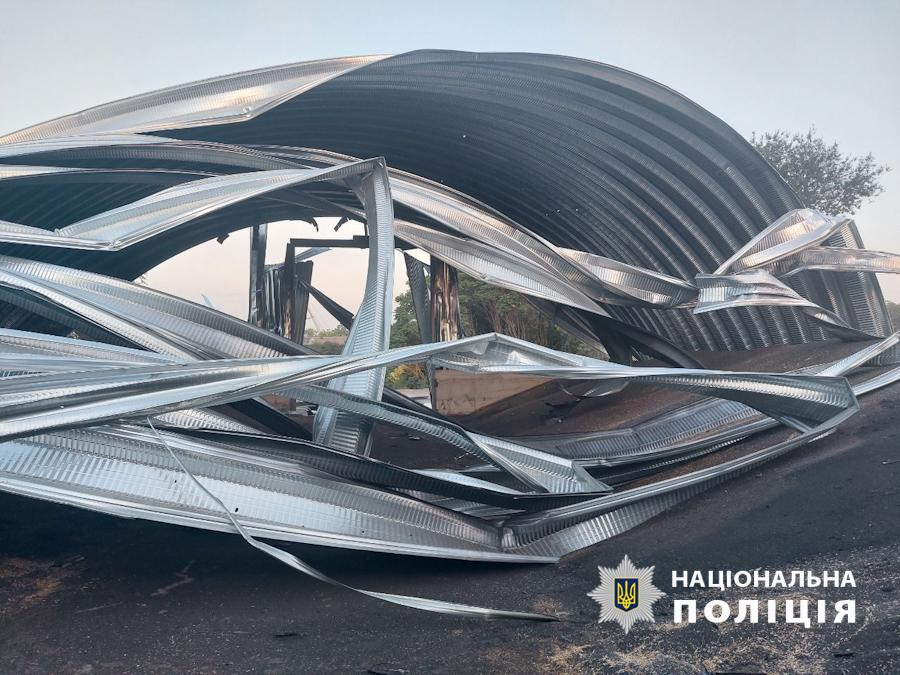
Um celeiro destruído no Oblast de Odessa.

Em 23 de agosto, na Rússia, dois drones teriam sido abatidos sobre o Oblast de Moscou, enquanto o terceiro foi danificado eletronicamente e acabou colidindo com um prédio em construção no centro de Moscou, levando ao fechamento temporário dos aeroportos da cidade. O governador do Oblast de Belgorod disse que outro drone ucraniano atingiu um sanatório na vila de Lavy, matando três pessoas.
A Rússia lançou um ataque noturno com drones no sul da Ucrânia, com uma instalação de armazenamento de grãos no Danúbio parcialmente incendiada. Os militares ucranianos disseram ter interceptado 11 dos 20 drones lançados nos Oblasts de Odessa e Zaporíjia. Quatro membros do corpo docente foram mortos, enquanto quatro transeuntes ficaram feridos em um ataque separado de drones em uma escola em Romny, no Oblast de Sumy. Uma pessoa foi morta num ataque separado em Chasiv Yar.
A Ucrânia alegou ter eliminado um sistema russo de defesa antimísseis S-400 de longo e médio alcance, destruindo todos os lançadores e matando o pessoal que os operava, próximo da vila de Olenivka, perto da Península Tarkhankut na Crimeia. Segundo relatos, as forças ucranianas usaram uma variante de ataque terrestre do míssil R-360 Neptune.
Serhii Ilnytskyi, um membro do Conselho municipal de Kiev e coronel aposentado do Exército Voluntário Ucraniano, foi morto em ação na vila de Kurdiumivka, na frente de Donetsk.
Ainda nesse dia, foi relatado que um piloto russo desertou para a Ucrânia, levando consigo o seu helicóptero Mi-8 após uma operação de seis meses da inteligência militar ucraniana, com a família do piloto também sendo extraída da Rússia. Durante a deserção, dois tripulantes que não sabiam o que estava acontecendo teriam sido mortos.
Em sua visita a Kiev, o primeiro-ministro finlandês Petteri Orpo anunciou o 18º pacote de ajuda militar do país à Ucrânia, que mais tarde foi anunciado no valor de 94 milhões de euros (US$ 101,5 milhões).

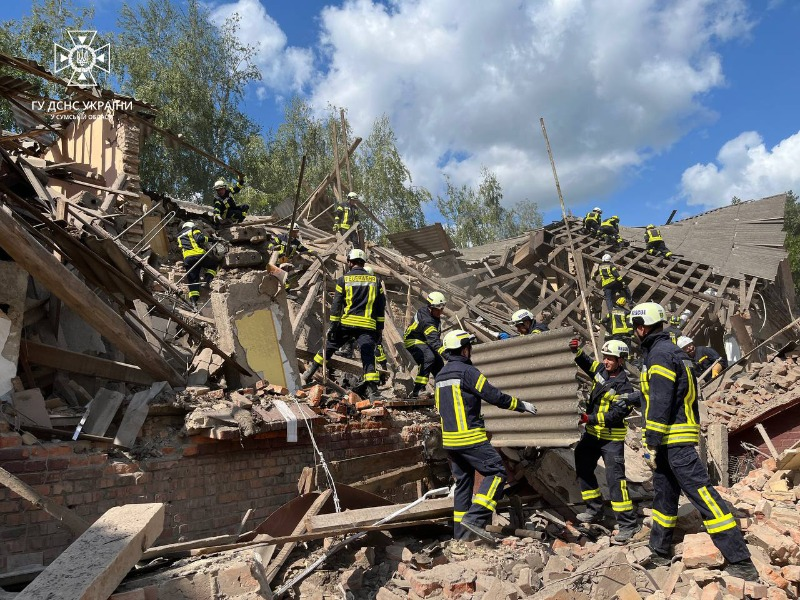
Uma escola destruída após um ataque russo contra a cidade de Romny, no Oblast de Sumy.

Os líderes do Grupo Wagner, Yevgeny Prigozhin e Dmitry Utkin, foram mortos junto com outras oito pessoas depois que seu avião caiu perto do assentamento de Kuzhenkino, no Oblast de Tver, perto de Moscou. As autoridades russas ainda não determinaram a causa do desastre, mas a inteligência dos Estados Unidos acreditava que o acidente pode ter sido causado por uma explosão deliberada a bordo, enquanto outras fontes dizem que o avião foi derrubado por um míssil antiaéreo. Segundo analistas, a morte de Prigozhin teria sido um ato de vingança pelo regime de Vladimir Putin por causa do motim do Grupo Wagner, que aconteceu dois meses antes.
Em 24 de agosto, a Marinha Ucraniana e a inteligência militar conduziram uma "operação especial" noturna na ponta ocidental da Crimeia, com desembarques anfíbios perto das cidades de Olenivka e Maiak. Os militares ucranianos alegaram ter alcançado os seus objetivos, infligido baixas ao inimigo e destruindo vários de seus equipamentos (incluindo um sistema de radar) e por fim hastearam a bandeira ucraniana ali antes de bater em retirada.
Na comemoração do trigésimo-segundo Dia da Independência da Ucrânia, os russos lançaram um grande bombardeio sobre as cidades de Dnipro e Kherson, ferindo treze pessoas, incluindo uma garota de sete anos. Outros quatro civis ucranianos ficaram feridos num ataque a um supermercado em Kurakhove, no Oblast de Donetsk. Uma pessoa foi morta em um bombardeio separado no Oblast de Kherson.
O Presidente Zelensky anunciou que Portugal ajudaria a treinar pilotos ucranianos no uso de jatos F-16, enquanto a Noruega prometeu pelo menos dois F-16 à Ucrânia. O governo norueguês também prometeu 140 milhões de dólares (1,5 bilhões de coroas norueguesas) para garantir o fornecimento de energia à Ucrânia. O Ministério da Defesa da Lituânia anunciou um pacote de ajuda militar de 41 milhões de euros (US$ 44 milhões de dólares) que incluiria munições para lançadores de granadas multiuso Carl Gustaf, fuzis, conjuntos de radares de vigilância marítima, munições calibre 5,56 mm, geradores de energia, sistemas anti-drones e lançadores NASAMS. A Alemanha entregou mísseis Patriot, oito sistemas de detecção de drones e 40 drones de reconhecimento RQ-35 Heidrun à Ucrânia como parte de um novo pacote de ajuda militar. O Pentágono anunciou que o treinamento de pilotos ucranianos no uso de F-16 nos Estados Unidos começaria em setembro no Texas e no Arizona, facilitado pela 162ª Ala Aérea da Guarda Aérea Nacional americana.
O governo dos Estados Unidos impuseram sanções a mais entidades e indivíduos ligados ao rapto e deportação de crianças ucranianas para a Rússia. Entre os sancionados estavam os comissários para os direitos da criança nos Oblasts de Belgorod, Kaluga e Rostov. Indivíduos na Chechênia também foram visados, incluindo o comissário republicano para os direitos humanos, o presidente do governo republicano, a Fundação Akhmat Kadyrov, o membro do conselho Aymani Kadyrova, que também é a mãe do líder checheno Ramzan Kadyrov, e um comandante de batalhão de polícia especial, todos envolvidos na detenção de crianças em campos fora de Grozny. Os Estados Unidos também sancionaram o "acampamento de verão" Artek, de propriedade do governo russo, localizado na Crimeia, seu diretor Konstantin Fedorenko, o chefe do Estado-Maior da Seção de Sebastopol do Exército Juvenil Russo, Vladimir Kovalenko, e o chefe da Universidade Estadual de Sebastopol, Vladimir Nechaev. Olena Shapurova, uma funcionária da educação nomeada pela Rússia, também foi sancionada por implementar políticas educacionais pró-Rússia no Oblast ocupado de Zaporíjia e por ameaçar remover crianças cujos pais boicotaram escolas pró-Rússia.
A agência governamental anticorrupção ucraniana (NAPC) adicionou as fabricantes de tabaco Philip Morris International e Japan Tobacco International à sua lista de patrocinadores internacionais do esforço de guerra russo na Ucrânia por continuar a fazer negócios no país e apoiar a sua economia.
O ativista político russo Maxim Katz, que havia se exilado em Israel, foi condenado à revelia a oito anos de prisão por um tribunal de Moscou por relatar atrocidades cometidas pelos militares russos na Ucrânia no YouTube, incluindo o Massacre de Bucha.
Em 25 de agosto, a Rússia afirmou ter abatido 42 drones ucranianos sobre a Crimeia, enquanto um míssil S-200 teria sido abatido perto da cidade de Obninsk, no Oblast de Kaluga, forçando o encerramento temporário dos aeroportos de Vnukovo e Domodedovo em Moscou. Explosões ainda foram reportadas no Oblast de Tula. Os militares ucranianos, por outro lado, em uma ação conjunta com o SBU, lançaram um ataque com drones contra a 126ª Brigada de Defesa Costeira da Frota Russa do Mar Negro, baseada em Perevalne na região de Simferopol, na Crimeia ocupada, supostamente causando "dezenas" de mortos nas linhas russas.
Cerca de onze crianças ucranianas deportadas para a Rússia foram devolvidas ao país pela ONG Save Ukraine.
Putin assinou um decreto ordenando que o Grupo Wagner e outros combatentes paramilitares prestassem um "juramento de lealdade" ao Estado russo. Isso aconteceu após a morte de Prigozhin e foi visto como mais um gesto para enfraquecer a organização que ele criou.

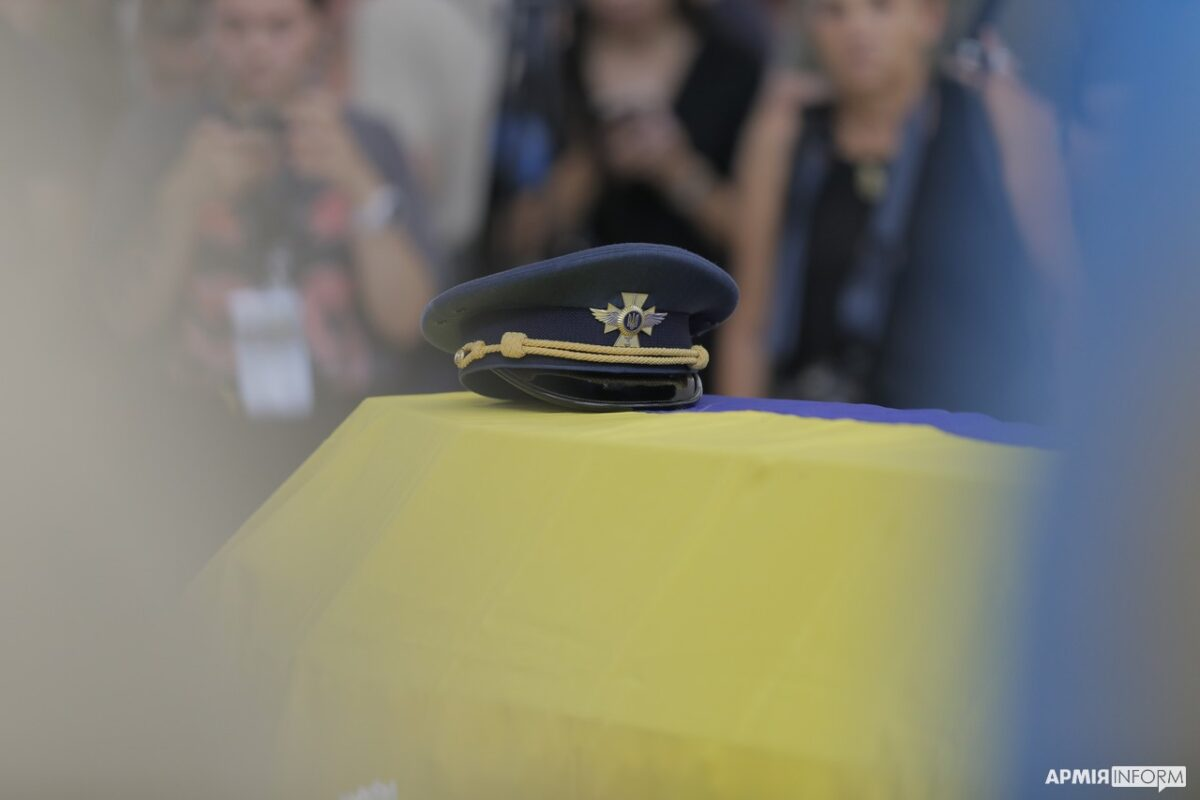
O caixão do capitão Andrii Pilshchykov, morto no Oblast de Jitomir.

Em 26 de agosto, na Rússia, um drone (possivelmente ucraniano) foi derrubado perto de Moscou, provocando o fechamento dos aeroportos da cidade. O governador do Oblast de Belgorod afirmou que um outro drone foi abatido perto da vila de Kupino, enquanto um bombardeio ucraniano danificou edifícios e feriu quatro pessoas no vilarejo de Urazovo, enquanto outro drone matou uma pessoa na aldeia de Shchetinovka. Um outro drone teria caído na área do Oblast de Bryansk.
Nesse mesmo dia, três pilotos da Força Aérea Ucraniana foram mortos quando dois L-39 de treinamento colidiram em pleno ar sobre a cidade de Sinhury, no Oblast de Jitomir. Um dos pilotos mortos era Andrii Pilshchykov, apelidado "Juice", que travou combates aéreos contra caças russos na Batalha de Kiev e era conhecido por dar entrevistas à mídia durante as quais defendia a entrega de caças F-16 à Ucrânia.
Em 27 de agosto, dois civis forom mortas por bombardeios russos nos Oblasts de Kharkiv e Kherson. Duas outras pessoas ficaram feridas pela queda de destroços de mísseis no Oblast de Kiev, com os militares ucranianos alegando ter abatido quatro mísseis de cruzeiro sobre as regiões central e norte da Ucrânia.
Enquanto isso, a Contraofensiva ucraniana na região do Oblast de Zaporíjia prosseguia a todo o vapor. Os avanços eram pequenos, devido aos extensos campos minados e posições defensivas russas. Mesmo assim, os ucranianos reportaram progressos, mas reconheceram que os avanços eram mais lentos que o desejado. O Instituto para o Estudo da Guerra avaliou que as forças ucranianas estavam atacando em direção às linhas defensivas russas traseiras perto de Verbove na frente de Zaporíjia.
Na Rússia, um drone atingiu um prédio residencial em Kursk, causando pequenos danos. Cerca de dezesseis drones ucranianos foram lançados em um grande ataque noturno a um campo de aviação russo no Oblast de Kursk, que destruiu quatro caças Su-30 e um Mig-29. Um complexo de radar de um sistema de defesa S-300 e dois sistemas de mísseis Pantsir também foram atingidos e danificados.

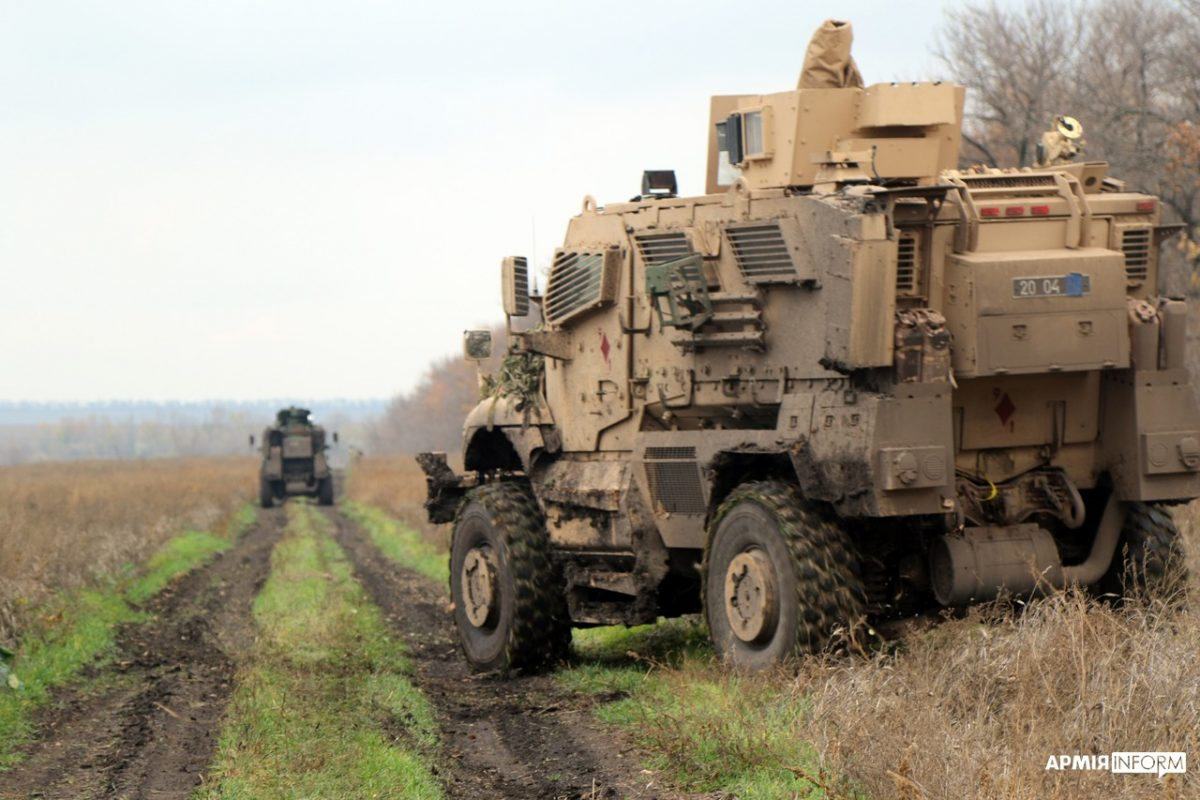
Veículos blindados M1224 MaxxPro, do tipo MRAP, utilizados pelo exército ucraniano. Blindados com resistência anti-mina foram cruciais na Contraofensiva ucraniana em Zaporíjia devido ao fato dos russos terem maciçamente minado todo o fronte sul.

Em 28 de agosto, a Rússia lançou um ataque noturno com mísseis contra uma instalação industrial em Hoholeve, no Oblast de Poltava, matando quatro pessoas e ferindo outras cinco. Também foram relatados ataques em Kryvyi Rih, onde oito estruturas teriam sido destruídas ou danificadas. A Força Aérea Ucraniana afirmou ter abatido quatro dos seis mísseis lançados. Outras seis pessoas foram mortas em ataques separados nos Oblasts de Donetsk e Kherson.
Neste mesmo dia, após dias de ferozes combates, o Ministério da Defesa ucraniano afirmou que suas tropas haviam reassumido o controle da cidade de Robotyne e agora avançavam em direção aos assentamentos de Novoprokopivka e Ocheretuvate no fronte de Zaporíjia. Eles também alegaram ter retomado pelo menos um quilômetro quadrado de território no sul de Bakhmut na semana anterior.
A Rússia afirmou ter abatido dois drones e um míssil de cruzeiro sobre a Crimeia, bem como quatro drones sobre os Oblasts de Belgorod e Bryansk. Outro drone foi interceptado sobre a cidade de Lyubertsy, no Oblast de Moscou.
A inteligência ucraniana (o SBU) prendeu um residente de Kherson por passar informações militares à Rússia para uso em ataques.
Em 29 de agosto, uma reportagem do The New York Times, citando autoridades americanas, informou que a Ucrânia perdeu 70 000 soldados na guerra (de seu exército de milhão) e teve outros 120 000 militares feridos em ação desde o início da invasão em 2022, enquanto as Nações Unidas afirmaram que pelo menos 9 177 civis foram mortos no conflito. No geral, as baixas da Rússia foram muito maiores, sendo cerca de 120 mil soldados mortos, de acordo com a última estimativa dos Estados Unidos.
Uma pessoa foi morta por outro bombardeio russo no Oblast de Kharkiv. Já os russos afirmaram que derrubaram dois drones ucranianos sobre o Oblast de Tula.
O governo ucraniano ordenou a evacuação obrigatória das crianças, dos seus pais ou tutores e das pessoas com deficiência limitada dos assentamentos de Huliaipole, Yehorivka, Preobrazhenka, Stepnohirsk e Novopavlivka, no Oblast de Zaporíjia, citando uma escalada nos combates e ataques russos.
As forças ucranianas atacaram alvos no porto de Zaliznyi, no Oblast de Kherson, destruindo um sistema de radar russo Predel-E e um veículo Leer-2 de guerra eletrônica.
Em 30 de agosto, a Ucrânia lançou uma série de massivos ataques de drones durante a noite em seis regiões do oeste da Rússia. Um desses ataques atingiu o Aeroporto de Pskov, destruindo pelo menos dois aviões de transporte Ilyushin Il-76 e danificando outros dois. Vários outros drones teriam sido abatidos sobre os Oblast de Bryansk, Oryol e Ryazan, enquanto o aeroporto de Vnukovo, em Moscou, foi fechado por precaução. Ataques também foram relatados nos Oblast de Kaluga e Moscou, enquanto à noite, mais dois drones e um míssil foram abatidos sobre o Oblast de Bryansk e na Crimeia.
Os militares ucranianos anunciaram a morte de seis oficiais que "cumpriam missões" na queda de dois helicópteros Mi-8 perto de Bakhmut, sem indicar a causa. A mídia ucraniana informou que o incidente ocorreu perto de Kramatorsk.
A Rússia lançou um ataque aéreo noturno contra a Ucrânia, matando duas pessoas depois que destroços caíram em um prédio comercial no distrito de Shevchenkivskyi, em Kiev. Ataques também foram relatados nos Oblasts de Kiev e Jitomir. A Força Aérea Ucraniana afirmou ter abatido 43 dos 44 mísseis e drones lançados. Três pessoas foram mortas em ataques separados nos Oblasts de Donetsk e Sumy.
A Rússia alegou ter destruído quatro barcos que transportavam até 50 membros de grupos de desembarque das forças especiais ucranianas no Mar Negro e interceptado um drone naval perto da Baía de Sebastopol, na Crimeia. Essa informação não foi confirmada por fontes independentes.
A Alemanha entregou dez tanques Leopard 1A5, um radar de vigilância TRML-4D, dezesseis drones de reconhecimento VECTOR, quatro caminhões de transporte pesado 8x8 HX81, juntamente com quatro semi-reboques, treze milhões de munições para armas pequenas e um hospital de campanha como parte do seu mais recente pacote de ajuda militar à Ucrânia.
Um tribunal em Moscou condenou um cidadão ucraniano a doze anos de prisão por alegadamente conspirar para detonar um dispositivo explosivo no Oblast de Bryansk como parte de um grupo de sabotagem organizado pelo SBU.
Os Estados Unidos alegaram que a Rússia havia celebrado formalmente um acordo bilateral com a Coreia do Norte para fornecer munição de artilharia aos militares russos.
Em 31 de agosto, o Presidente Zelensky anunciou uma investigação sobre ucranianos que evitaram o recrutamento por meio de isenções médicas, citando casos de pagamento de US$ 3 000 a US$ 15 000 como subornos para isenções. Ele anunciou também que o país desenvolveu uma nova arma que pode atingir alvos a até 700 quilômetros de distância.
A Rússia afirmou ter abatido um drone ucraniano sobre o Oblast de Moscou e três outros sobre Bryansk. O governo russo então anunciou que havia aberto uma votação antecipada para as eleições locais nas áreas que ocupou nos Oblasts de Donetsk e Zaporíjia, marcadas para 10 de setembro.

### Setembro

#### 1–17 de Setembro
Em 1 de setembro, na Rússia, três drones ucranianos foram interceptados por defesas aéreas russas nos céus dos Oblasts de Pskov e Belgorod, enquanto um outro teria atingido uma fábrica que fabricava componentes eletrônicos para foguetes em Lyubertsy, no Oblast de Moscou, forçando o fechamento dos aeroportos da região. Pelo menos dois edifícios teriam sido danificados em outro ataque de drones em Kurchatov, no Oblast de Kursk.
Enquanto isso, um ucraniano foi morto por um bombardeio russo em Kherson. No mar, dois navios porta-contentores partiram de Odessa através do corredor temporário introduzido pela Ucrânia no Mar Negro.
A empresa de armas britânica BAE Systems abriu uma filial na Ucrânia como parte dos preparativos para produzir artilharia leve por lá.

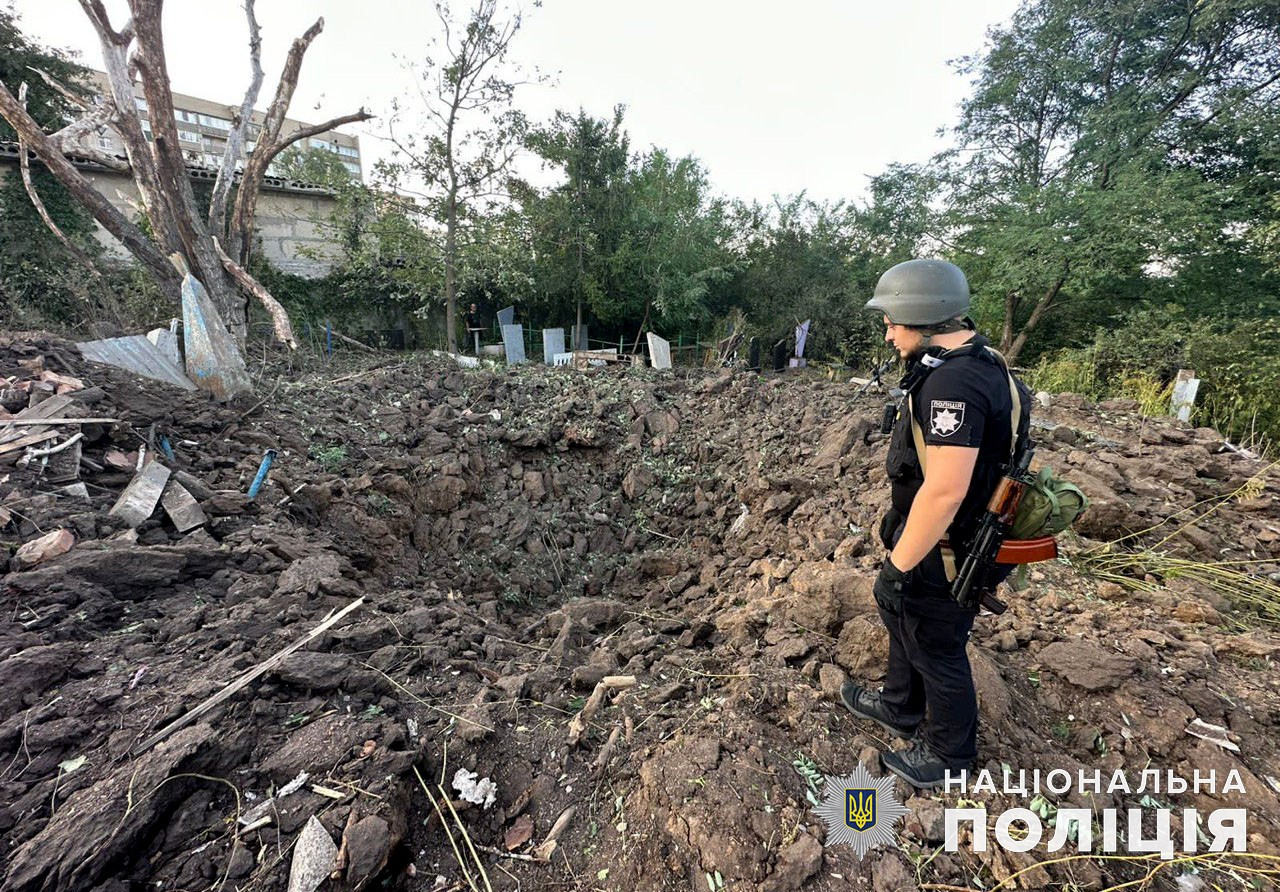
Um cemitério em Kramatorsk (na região de Donetsk) após um ataque de foguetes russos.

Imagens de satélite revelaram que a Rússia retirou suas defesas aéreas, peças de artilharia e tanques das Ilhas Curilas como parte de uma possível redistribuição para a Ucrânia.
Foi reportado então que os primeiros tripulantes ucranianos completaram o seu treinamento em tanques M1A1 Abrams nos Estados Unidos, em antecipação à sua entrega à Ucrânia. No entanto, a sua formação foi postergada a pedido do governo ucraniano.
Em 2 de setembro, a Rússia alegou ter destruído três drones navais ucranianos que tentavam atacar a ponte da Crimeia, enquanto o governador do Oblast de Belgorod afirmou que um bombardeio ucraniano matou uma pessoa em Urazovo. Já os militares ucranianos alegaram ter superado a primeira linha defensiva russa na frente de Zaporíjia e agora avançavam em direção à linha de defesa seguinte.
Quatro ucranianos, incluindo um policial, foram mortos em ataques russos contra os Oblasts de Donetsk, Kherson e Sumy.
Nesse meio tempo, os Estados Unidos afirmou que entregaria aos ucranianos munição perfurante de urânio empobrecido para os seus tanques M1A1 Abrams como parte de um novo pacote militar de 240 a 375 milhões de dólares. Enquanto isso, um porta-voz da força aérea ucraniana disse que os Estados Unidos estavam suprindo seu país com mísseis AMRAAM, com a empresa Raytheon assinando um contrato para fornecê-los à Ucrânia avaliado em US$ 192 milhões.
Em 3 de setembro, a Rússia lançou um ataque noturno com drones contra o porto ucraniano de Reni, que deixou duas pessoas feridas. A Força Aérea Ucraniana afirmou ter abatido 23 dos 25 drones lançados. Duas pessoas foram mortas em ataques separados nos Oblasts de Donetsk e Kherson.

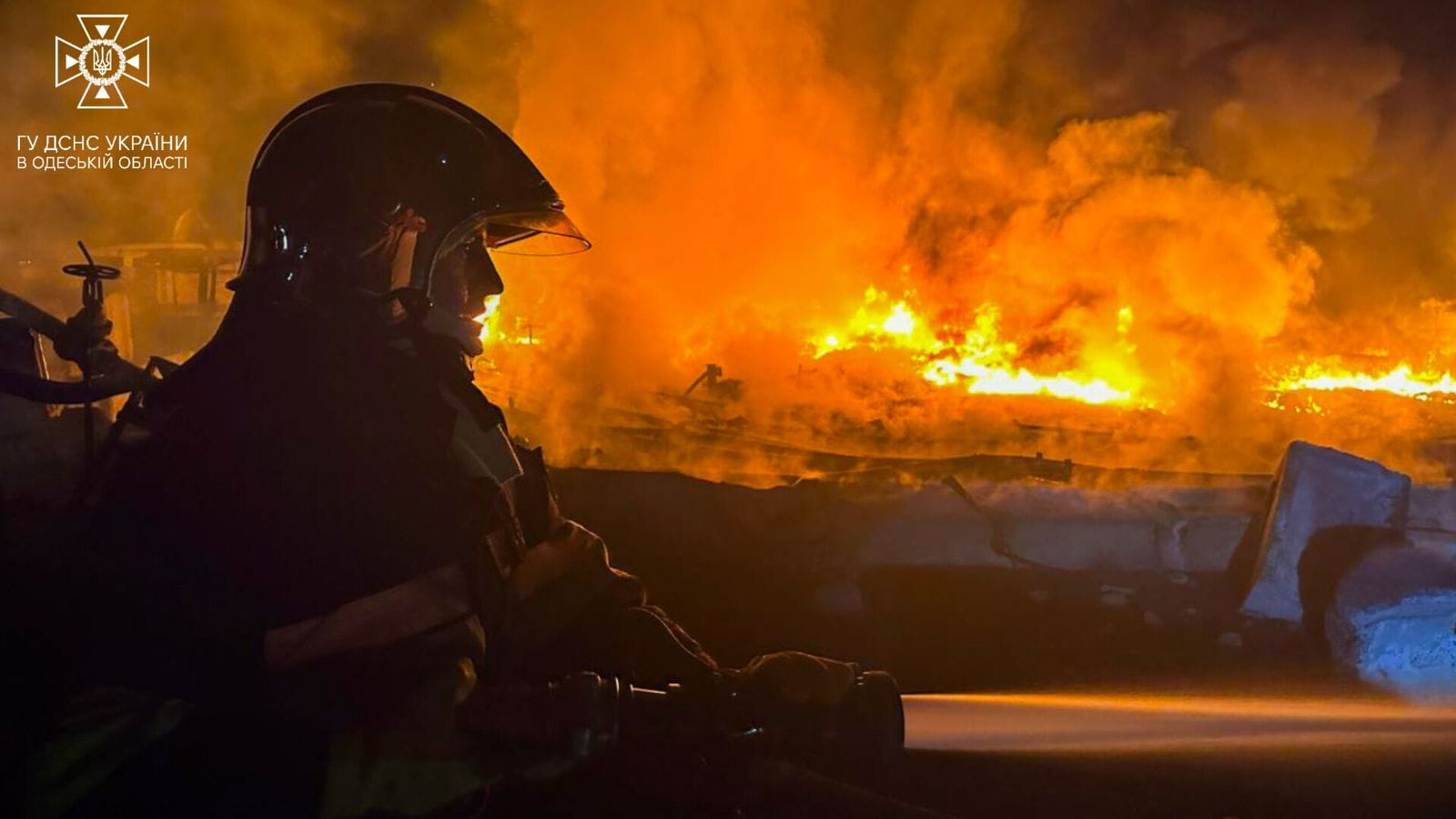
Incêndio na região de Odessa após ataque de drone

Ainda nesse dia, a Ucrânia alegou ter destruído um barco patrulha russo KS-701 usando um drone Bayraktar TB2 sobre o Mar Negro, matando seis dos seus oito tripulantes. Em um ataque separado no Oblast de Luhansk, um sistema lança-chamas pesado russo TOS-1A Solntsepyok foi destruído pelos ucranianos, com todos os seus tripulantes morrendo.
O presidente Volodymyr Zelensky anunciou a remoção de Oleksii Reznikov do cargo de ministro da defesa, sendo substituído por Rustem Umierov, um tecnocrata e gerente do Fundo Estatal de Propriedade da Ucrânia, que trabalhou como um dos negociadores nas negociações com a Rússia durante a guerra. Zelensky disse que baseou sua decisão na busca de "novas abordagens" para o ministério, que também foi envolvido em vários escândalos de corrupção nas semanas anteriores. A nomeação de Umierov foi confirmada pela Verkhovna Rada (o parlamento ucraniano) em 6 de setembro. O presidente ucraniano também disse que a França havia finalmente concordado em ajudar a treinar pilotos ucranianos no uso de caças F-16.
Na Rússia, Roman Starovoit, o governador do Oblast de Kursk, afirmou que um drone ucraniano foi derrubado sobre a cidade de Kurchatov, com destroços caindo incendiando um "edifício não residencial".
Em 4 de setembro, a Rússia afirmou ter abatido dois drones sobre o Mar Negro e o Oblast de Kursk e destruiu quatro barcos de desembarque ucranianos que se dirigiam para a Crimeia. Os russos responderam lançando um ataque noturno com drones contra portos ucranianos ao longo do rio Danúbio, danificando vários edifícios, mas não causando feridos. A Ucrânia afirmou ter abatido 23 dos 32 drones lançados, com a Romênia dizendo que pedaços de drones caíram no seu território. A OTAN disse não acreditar que as repercussões constituíssem um ataque deliberado da Rússia. Em resposta, o governo romeno introduziu medidas de segurança adicionais nos assentamentos fronteiriços de Plauru e Ceatalchioi. Enquanto isso, um civil ucraniano foi morto após um bombardeio no Oblast de Zaporíjia.
O Ministério da Defesa ucraniano disse que as suas forças retomaram três quilômetros quadrados de território ao redor de Bakhmut na semana passada. O Presidente Zelensky fez então outra visita às posições ucranianas nas frentes de Donetsk e Zaporíjia.
Um tribunal no Oblast de Donetsk, ocupado pela Rússia, condenou mais dois soldados ucranianos a mais de 20 anos de prisão por alegados crimes de guerra durante o cerco de Mariupol.
Segundo a mídia russa, tanques T-14 Armata que estavam sendo utilizados para testes de fogo indireto em "situações de combate real" foram retirados das linhas de frente. Esta informação não foi confirmada de forma independente, considerando que o T-14 ainda está em fase de testes e não foi produzido em qualquer escala.
O general Sergei Surovikin, que foi afastado de suas funções devido as suas conexões com Yevgeny Prigozhin, foi visto em público pela primeira vez desde a Rebelião do Grupo Wagner em junho.
A Bélgica aprovou o envio de pelo menos oito mísseis RIM-7 Sea Sparrow para a Ucrânia.
Em 5 de setembro, a Rússia afirmou ter derrubado quatro drones ucranianos sobre os Oblasts de Tver, Kaluga, Moscou e Bryansk.
Neste mesmo dia, um blindado Challenger 2 ucraniano (de fabricação britânica) foi destruído perto de Robotyne (na frente de Zaporíjia), sendo a primeira vez que um tanque desse modelo foi destruído por um beligerante em ação.
Yury Afanasyevsky, chefe da alfândega da República Popular de Luhansk, instalado pela Rússia, teria sido ferido em um ataque a bomba perpetrado por guerrilheiros ucranianos em sua casa.
O governo de Cuba anunciou a descoberta de uma rede de tráfico de humanos que recrutava seus cidadãos para lutar na Ucrânia pelas forças militares russas, denunciando-a como um ato de "mercenarismo". Cerca de 17 pessoas foram presas.
Já a Alemanha entregou um pacote de ajuda militar à Ucrânia que incluía 188 caminhões Mercedes-Benz Zetros off-road, quatro veículos de proteção de fronteira, um tanque Beaver para colocação de pontes, 20 000 pares de óculos de segurança e munição para canhões antiaéreos autopropelidos Gepard.
Em 6 de setembro, a Rússia lançou um ataque com mísseis contra o mercado central da cidade ucraniana de Kostiantynivka, no Oblast de Donetsk, terminando na morte de dezessete civis (incluindo uma criança), e ferindo outros 33 pessoas. Outro ataque de drones no porto de Izmail matou uma pessoa.
O presidente Zelensky anunciou a transferência de Pavlo Kyrylenko, o governador do Oblast de Donetsk, para se tornar o novo chefe do Comitê Antimonopólio da Ucrânia.
O Secretário de Estado Antony Blinken, dos Estados Unidos, visitou Kiev e anunciou mais um pacote de ajuda à Ucrânia no valor de US$ 1 bilhão de dólares, que incluía US$ 665 milhões em assistência de segurança e US$ 175 milhões em equipamento militar, que incluiria artilharia para o sistema HIMARS, armas antitanque Javelin, tanques Abrams e munição urânio empobrecido. O governo da França também entregou 150 drones Delair para os militares ucranianos.
A Ucrânia afirmou que mísseis disparados por seus lançadores HIMARS atingiram a vila ocupada de Myronivs'kyi e destruiu um depósito de mísseis Vikhr utilizados pelos helicópteros de ataque Ka-52 da Rússia.
Em 7 de setembro, outra onda de ataques de drones ucranianos foi relatada em toda a Rússia. Na cidade de Rostov-on-Don, uma pessoa ficou ferida e três edifícios foram danificados num ataque que teria sido feito por dois drones na sede do Distrito Militar do Sul. Outro drone foi abatido sobre o Oblast de Moscou. Um drone ucraniano também caiu sobre uma instalação militar russa no Oblast de Volgogrado, enquanto outro drone causou um incêndio em uma instalação industrial em Bryansk.
Mais de 270 mil toneladas de grãos foram destruídas por um ataque de drones russos nos portos fluviais ao longo do rio Danúbio. A Ucrânia afirmou ter abatido quatorze drones russos. Ainda nesse dia, os guardas de fronteira ucranianos recuperaram os assentamentos fronteiriços de Stroivka e Topoli, na região de Kharkiv, ambos situados numa "zona cinzenta" recentemente desminada entre as posições ucranianas e russas no Oblast de Kharkiv.
A Força Aérea Real iniciou voos de vigilância sobre o Mar Negro para proteger os carregamentos de grãos de ataques russos.
O Pentágono prometeu outro pacote de ajuda militar à Ucrânia no valor de US$ 600 milhões de dólares, que incluiria equipamento de defesa aérea, munições adicionais para sistemas HIMARS, munições de artilharia de 105 mm, equipamentos de guerra electrónica e para remoção de minas, munições de demolição, treino de especialistas e apoio de manutenção.
Uma corte em Abakan, na Rússia, sencentiou o jornalista Mikhail Afanasyev a mais de cinco anos de prisão e uma proibição de 2,5 anos de exercer a sua profissão por reportar sobre o sentimento anti-guerra em Khakassia.
Os governos dos Estados Unidos e da Grã-Bretanha sancionaram onze membros do grupo russo de crimes cibernéticos Trickbot por lançarem ataques de ransomware contra entidades estrangeiras e atacarem os críticos da invasão da Ucrânia.

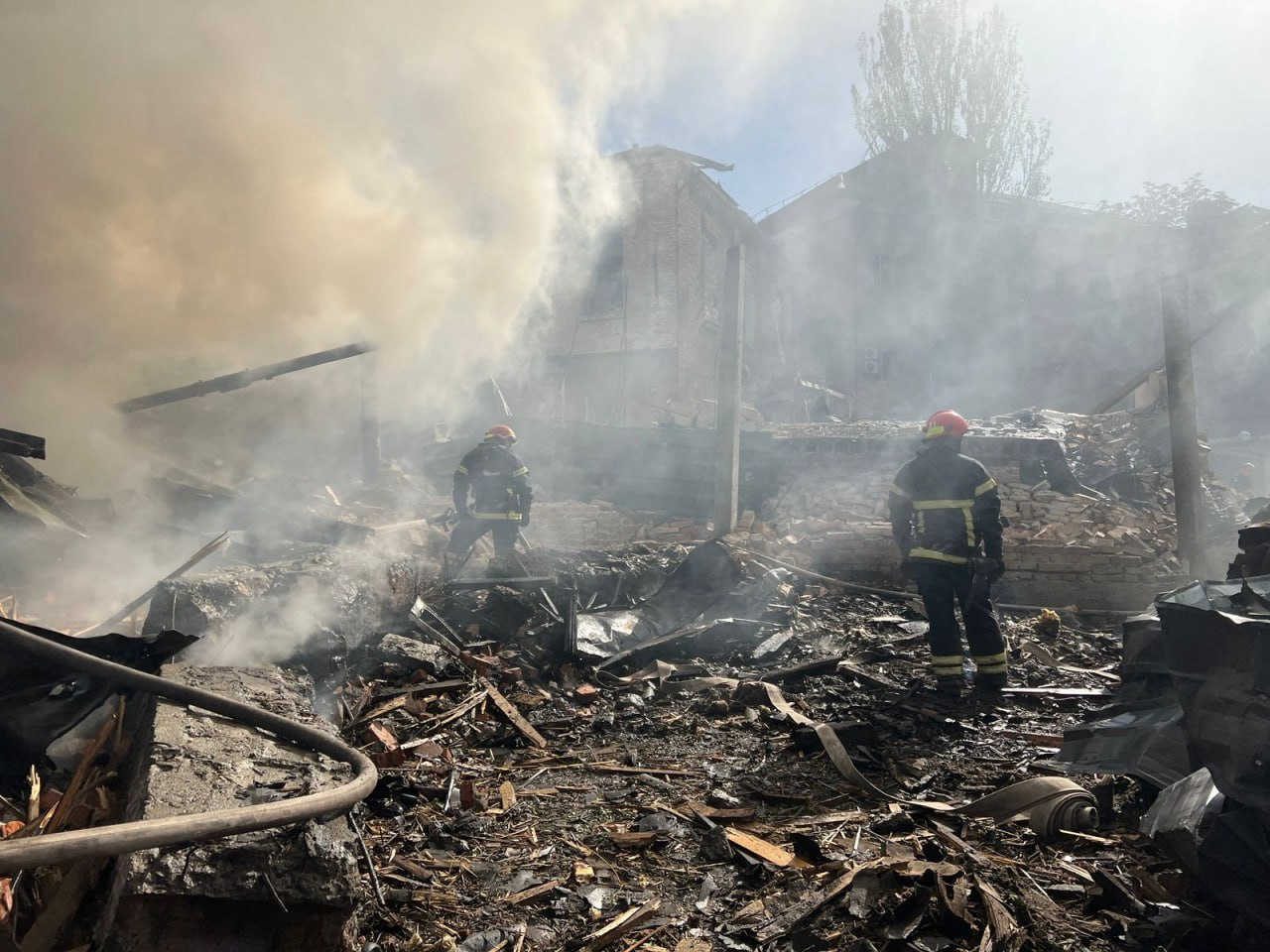
Uma estação policial ucraniana destruída em Kryvyi Rih.

Em 8 de setembro, a Rússia lançou mais uma onda de ataques com drones e mísseis sobre a Ucrânia, atingindo as regiões de Zaporíjia e Sumy. Em Kryvyi Rih, um policial foi morto e outras 74 pessoas ficaram feridas em um ataque com mísseis contra uma delegacia de polícia, enquanto 69 estruturas foram danificadas. Três pessoas foram mortas por bombardeios russos no Oblast de Kherson.
Os militares ucranianos afirmaram ter retomado mais de metade da aldeia de Klishchiivka, ao sul de Bakhmut, ao mesmo tempo que notavam que a Rússia reunia uma força de ataque perto da aldeia de Novohryhorivka, no Oblast de Luhansk, em preparação para uma ofensiva contra Lyman.
A Rússia começou a realizar eleições locais nas áreas ocupadas da Ucrânia até 10 de setembro. Durante a votação, o presidente exilado de Melitopol afirmou que a sede regional do partido Rússia Unida foi destruída num incidente incendiário, causando vítimas às autoridades russas.
O governo ucraniano anunciou a repatriação de nove crianças deportadas para a Rússia, uma das quais foi presa por alegadamente ter explodido uma ponte.
A Lituânia entregou 1,5 milhão de cartuchos de munição à Ucrânia.
Em 9 de setembro, uma pessoa foi morta num bombardeio russo no Oblast de Kherson. Um voluntário canadense da ONG Road to Relief e o diretor espanhol da organização foram mortos depois que seu veículo ficou sob fogo de artilharia russa perto de Chasiv Yar. Dois outros voluntários estrangeiros também foram feridos.
Um soldado russo que vigiava as assembleias de voto durante as eleições locais organizadas pela Rússia teria sido morto num carro-bomba em Nova Kakhovka por guerrilheiros ucranianos, que também invadiram transmissões de televisão russas na Crimeia e pediram um boicote às eleições.
O chefe da Crimeia Sergey Aksyonov, que fora instalado pela Rússia, afirmou que três drones ucranianos foram derrubados sobre a península.
O G20 emitiram uma declaração conjunta no final da sua reunião anual em Nova Deli que produziu uma posição mais branda sobre a invasão da Ucrânia em comparação com a reunião anterior realizada em Bali, evitando mencionar o envolvimento russo no conflito.
O major-general Kyrylo Budanov, chefe da inteligência militar ucraniana, disse que a contra-ofensiva continuaria até o inverno.
Em 10 de setembro, a Rússia lançou um ataque noturno com drones contra a cidade de Kiev, ferindo uma pessoa no bairro de Podil. A Ucrânia afirmou ter abatido mais de vinte e quatro drones lançados. Um ucraniano foi morto em um ataque separado no Oblast de Zaporíjia.
Oito drones ucranianos teriam sido abatidos pelas defesas aéreas russas perto da Crimeia, enquanto a Rússia também afirmou ter destruído três navios de transporte militar ucranianos a nordeste da Ilha das Serpentes.
O presidente sul-coreano, Yoon Suk-yeol, anunciou o estabelecimento de um pacote de ajuda de US$ 2,3 bilhões de dólares à Ucrânia para preocupações humanitárias e recuperação pós-guerra.
Em 11 de setembro, o Ministério da Defesa ucraniano afirmou que as suas forças tinham retomado partes da aldeia de Optyne, três quilómetros a noroeste de Donetsk, além de 4,8 km² de território no fronte sul na semana anterior.
A inteligência militar ucraniana afirmou que as suas forças especiais recuperaram várias plataformas de perfuração de petróleo e gás ao largo da costa da Crimeia, ocupadas e fortificadas pela Rússia desde 2015. Entre as instalações retomadas estavam as plataformas conhecidas como Torres Boyko e as plataformas móveis Tavryda e Syvash após confrontos durante os quais um caça russo Su-30, segundo fontes ucranianas, tentou afundar os barcos de assalto com várias armas. Inicialmente, foi alvejado com "armas de serviço" até que foi supostamente atingido por um MANPAD ucraniano, danificando-o e forçando-o a recuar. As tropas ucranianas também apreenderam munições de helicóptero e um avançado sistema de radar Neva dos locais.
Os militares ucranianos alegaram ter atingido uma base russa de drones em Luhanske, na parte ocupada do Oblast de Donetsk.
Na Rússia, dois drones ucranianos teriam sido abatidos sobre o Oblast de Belgorod, enquanto duas casas teriam sido danificadas em um ataque de drones em Rylsk, no Oblast de Kursk.
A empresa alemã Rheinmetall se comprometeram a enviar cerca de 40 veículos de combate de infantaria Marder para a Ucrânia como parte de uma encomenda feita pelo governo alemão.
A Rússia anunciou que estava voltando a fabricar tanques T-80BVM equipados com proteção contra drones e ataques vindos de cima por mísseis anti-blindado após observações feitas nos campos de batalha na Ucrânia.
O Ministério da Defesa ucraniano negou ter oferecido uma recompensa de 2 milhões de dólares a qualquer piloto russo que desertasse com um jato MiG para a Ucrânia após a deserção de Maksym Kuzminov, mas insistiu que haveria outros incentivos.
Um relatório feito pela revista The Economist concluiu que as contribuições financeiras europeias para a Ucrânia valiam agora quase o dobro das dos Estados Unidos.
A mídia russa informou que a Guarda Nacional do país, Rosgvardia, começou a recrutar ex-presidiários que serviram na Ucrânia como membros do Grupo Wagner.
Em 12 de setembro, a Dinamarca anunciou um pacote de ajuda militar no valor de 5,8 bilhões de coroas dinamarquesas (US$ 830 milhões) para a Ucrânia que incluiria tanques, veículos de combate de infantaria, munições e armas antiaéreas.
A ONG Save Ukraine devolveu treze crianças em áreas ocupadas pela Rússia na Ucrânia a familiares que viviam em regiões controladas pelo governo ucraniano.

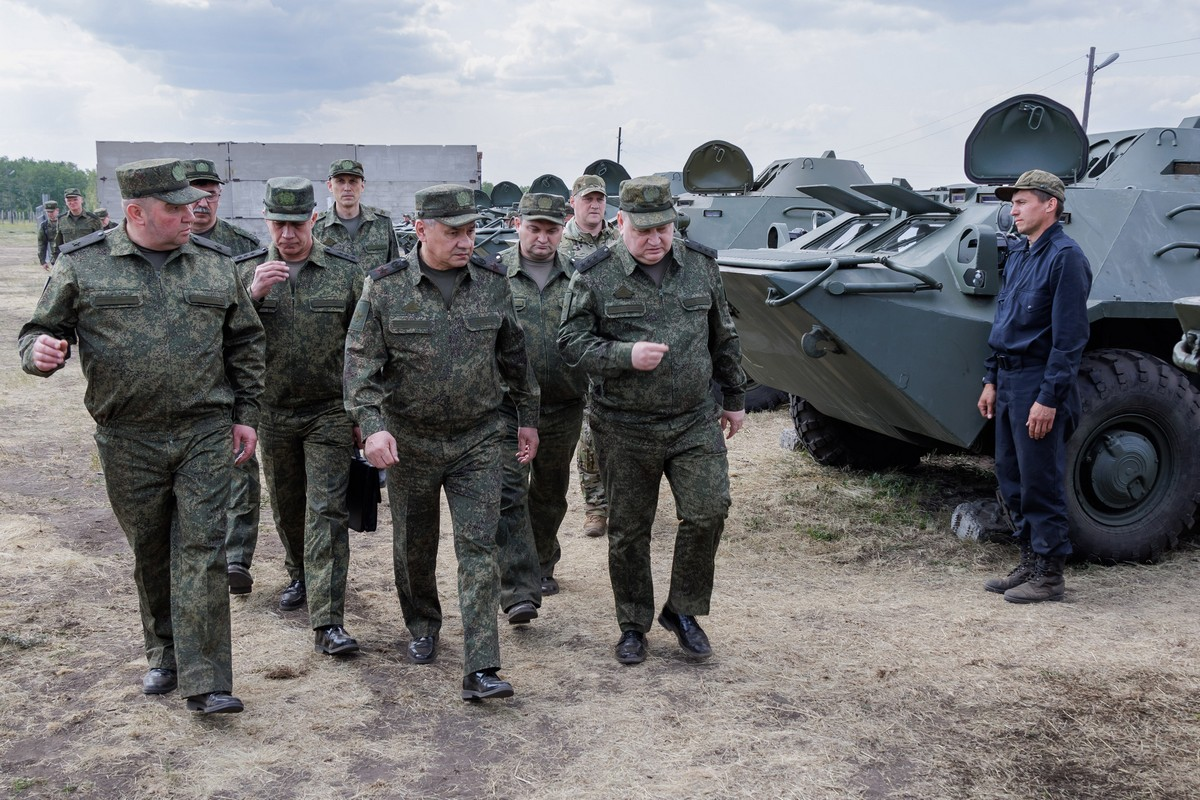
O ministro da defesa russo Sergei Shoigu e outros comandantes militares visitando um depósito de armas do exército na cidade de Omsk.

Em 13 de setembro, o governador de Sebastopol nomeado pela Rússia, Mikhail Razvozhayev, afirmou que o estaleiro local foi atingido por mísseis ucranianos na madrugada, causando um grande incêndio. o ministério da defesa ucraniano afirmou que dez mísseis de cruzeiro tinham sido disparados e que eles foram capazes de derrubar sete deles. O ataque envolveu também três "drones marítimos", que foram todos destruídos. O Ministério russo disse: "Como resultado de serem atingidos por mísseis de cruzeiro inimigos, dois navios em reparos foram danificados". Pelo menos 24 pessoas teriam ficado feridas. As embarcações danificadas foram identificadas como o navio de desembarque Minsk e o submarino Rostov-on-Don (B-237), da Class Kilo. A Força Aérea Ucraniana confirmou que mísseis Storm Shadow foram utilizadas.
A Rússia lançou um ataque noturno com drones contra Izmail, ferindo seis pessoas.
Soldados ucranianos da 3ª Brigada de Assalto divulgaram imagens de primeira pessoa de um drone destruindo um tanque T-90A próximo de Bakhmut. A filmagem não tinha data, mas acredita-se que tenha sido filmada no início de agosto.
Um tribunal no Oblast de Donetsk, ocupado pela Rússia, condenou dois supostos membros do Regimento Azov a vinte e nove anos de prisão por alegados crimes de guerra durante o Cerco de Mariupol.
A Alemanha entregou um pacote de ajuda militar à Ucrânia que incluía vinte veículos de combate de infantaria Marder, um sistema de vigilância Satcom, vinte drones de reconhecimento RQ-35 HEIDRUN, dois sistemas de mastro de antena móvel, dez sistemas de detecção de drones, dois tanques de remoção de minas WISENT 1, material de eliminação de munições explosivas, mais de 3 000 projéteis de artilharia de 155 mm, cerca de 1,5 milhão de cartuchos de munição para armas leves, um caminhão-trator 8x8 HX81, quatro semirreboques, nove veículos de transporte, cinco caminhões de movimentação de carga 8x8 e três ambulâncias.
O Parlamento Europeu reconheceu formalmente o presidente bielorrusso, Aleksandr Lukashenko, como "cúmplice" dos crimes de guerra russos na Ucrânia, especialmente por organizar tropas russas e acolher crianças deportadas.
Em 14 de setembro, a Rússia afirmou ter abatido quatro drones ucranianos sobre o Oblast de Bryansk. Também alegou ter destruído dezesseis drones aéreos e navais na Crimeia, com explosões relatadas nas proximidades de uma guarnição militar russa perto da aldeia de Uiutne, na região de Yevpatoria. Ao mesmo tempo, as autoridades russas fecharam a ponte da Crimeia ao tráfego. Posteriormente, as forças ucranianas alegaram ter destruído sistemas de mísseis S-300 e S-400 perto de Yevpatoria utilizando drones e mísseis R-360 Neptune e danificou os barcos de patrulha russos Sergei Kotov e Vasily Bykov em um ataque separado no Mar Negro. Outro navio russo, a corveta Samun foi danificada por um drone naval russo enquanto entrava na Baía de Sebastopol.
Uma criança ucraniana de seis anos foi morta por bombardeio russo em Novodmitryk, na áerea do Oblast de Kherson. Mais tarde naquele dia, as autoridades ordenaram a evacuação obrigatória de famílias com crianças em trinta e um assentamentos em todo o oblast.
Vasily Popov, comandante do 247º Regimento de Assalto Aéreo de Guardas Russo, teria sido morto em combate na Ucrânia, de acordo com o ISW.
O Procurador-Geral ucraniano Andriy Kostin anunciou que o Tribunal Penal Internacional (TPI) abriu um escritório local em Kiev para melhorar a sua resposta aos crimes de guerra russos, chamando o escritório de o maior do TPI depois da sua sede em Haia.
Em resposta às repercussões dos ataques de drones russos aos portos ucranianos do Danúbio, a Romênia impôs a proibição de aeronaves voarem a uma altitude inferior a 4 000 metros sobre uma zona a trinta quilômetros da parte oriental da fronteira ucraniana, nas proximidades dos portos de Sulina e Galați.
Os Estados Unidos anunciaram sanções a mais de 100 indivíduos e entidades envolvidas no esforço de guerra russo na Ucrânia. Entre os sancionados estava o oligarca russo Andrei Bokarev, o chefe de um grande fabricante de material rodante Transmashholding, seu parceiro de negócios Iskandar Makhmudov e seus familiares, bem como o vice-ministro da defesa russo Aleksei Krivoruchko e Mkrtich Okroyan, o designer-chefe e membro do conselho de duas empresas aeroespaciais russas. Entre as empresas sancionadas estavam entidades finlandesas e turcas que exportam mercadorias para a Rússia e importantes empresas bancárias, de investimento, industriais, de construção e de eletrônica russas. Entretanto, a União Europeia levantou sanções contra empresários russos Grigory Berezkin, Farkhad Akhmedov e Alexander Shulgin.
Em 15 de setembro, os militares ucranianos alegaram ter retomado o controlo total da aldeia de Andriivka, ao sul de Bakhmut. Os ucranianos também acusaram a Rússia de lançar acidentalmente uma bomba na cidade ocupada de Nova Kakhovka e depois tentaram culpar a Ucrânia pelo incidente.
O Serviço de Segurança da Ucrânia (SBU) indiciou formalmente o parlamentar Nestor Shufrych por traição e colaboracionismo com a inteligência russa.
A UNESCO formalmente adicionou a Catedral de Santa Sofia de Kiev, o Mosteiro de Kiev-Petchersk e a Cidade Velha de Lviv a sua lista do Patrimônio Mundial em perigo, citando a ameaça contínua representada pela invasão russa.
A Comissão Europeia levantou a proibição da importação de cereais ucranianos para a Polónia, Bulgária, Hungria, Roménia e Eslováquia que estava em vigor desde maio de 2023 para proteger a produção nacional. No entanto, a Polónia, a Hungria e a Eslováquia declararam que continuariam a aplicar a proibição.
O Reino Unido designou formalmente o Grupo Wagner como uma organização terrorista.
Em 16 de setembro, duas pessoas morreram depois que um carro foi atacado pelas forças russas perto da vila fronteiriça de Strilecha, no Oblast de Kharkiv. Outros cinco ficaram feridos num ataque com mísseis no distrito de Kholodnohirskyi, no oeste da cidade de Kharkiv.
Na Rússia, dois drones ucranianos teriam sido abatidos sobre os Oblasts de Tver e Kaluga. Uma pessoa teria sido morta por um bombardeio na vila fronteiriça de Plekhovo, no Oblast de Kursk.

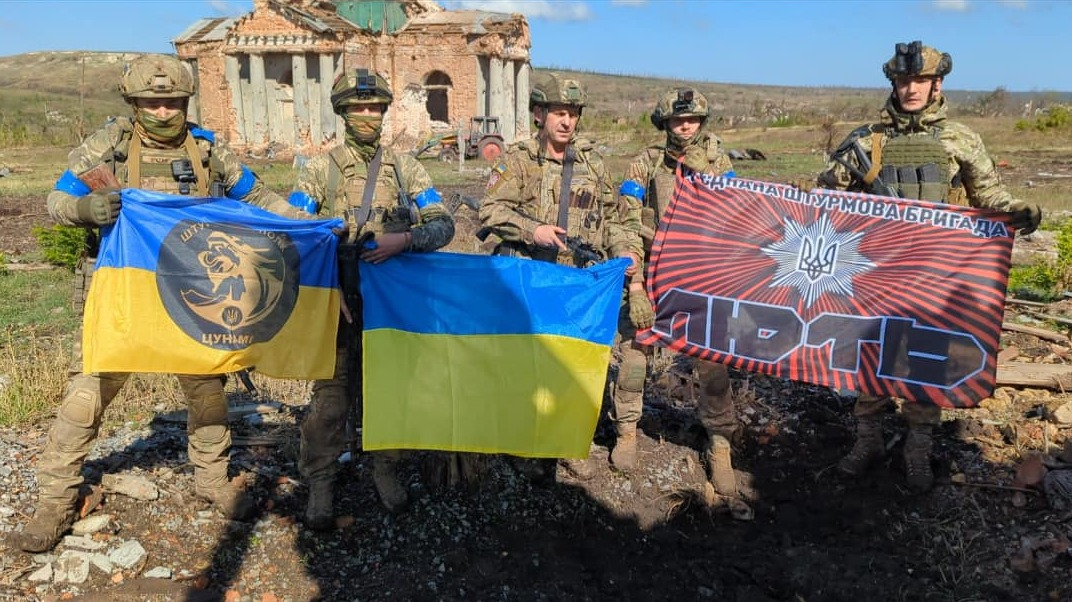
Militares ucranianos na cidade libertada de Klishchiivka.

Em 17 de setembro, uma pessoa foi morta por bombardeio russo no Oblast de Sumy. Outros quatro foram mortos em ataques russos separados no Oblast de Kherson.
Nesse mesmo dia, militares ucranianos afirmaram ter reconquistado a cidade de Klishchiivka. Enquanto isso, explosões foram reportadas em Tokmak e em Sebastopol, com este último acontecendo perto de instalações de inteligência de rádio e defesa aérea russas.
A Rússia afirmou ter abatido cinco drones ucranianos sobre a Crimeia e o Oblast de Moscou, enquanto outro danificou um depósito de petróleo em Oryol.
O Canadá prometeu US$ 24,4 milhões de dólares em ajuda militar à Ucrânia como parte de uma iniciativa conjunta com outros países ocidentais para melhorar as capacidades de defesa aérea do país.

#### 18–30 de Setembro
Em 18 de setembro, o Presidente Zelensky ordenou a demissão de vice-ministros da Defesa Hanna Maliar, Vitalii Deyneha, Denys Sharapov, Volodymyr Havrylov, Andrii Shevchenko e Rostyslav Zamlynskyi, bem como o secretário de estado do ministério, Kostiantyn Vashchenko. Antes de sua demissão, Maliar anunciou que as forças ucranianas haviam retomado dois quilômetros quadrados de território ao redor de Bakhmut e 5,2 quilômetros quadrados de território na frente sul de Zaporíjia na semana anterior. O comandante do exército, general Oleksandr Syrskyi, também alegou que as forças ucranianas violaram as linhas defensivas russas que se estendiam de Bakhmut até Horlivka e que a 72ª Brigada Separada de Fuzileiros Motorizados dos militares russos, a 31ª Brigada de Assalto Aéreo de Guardas e a 83ª Brigada de Assalto Aéreo foram severamente dizimadas e colocadas fora de ação durante os combates.

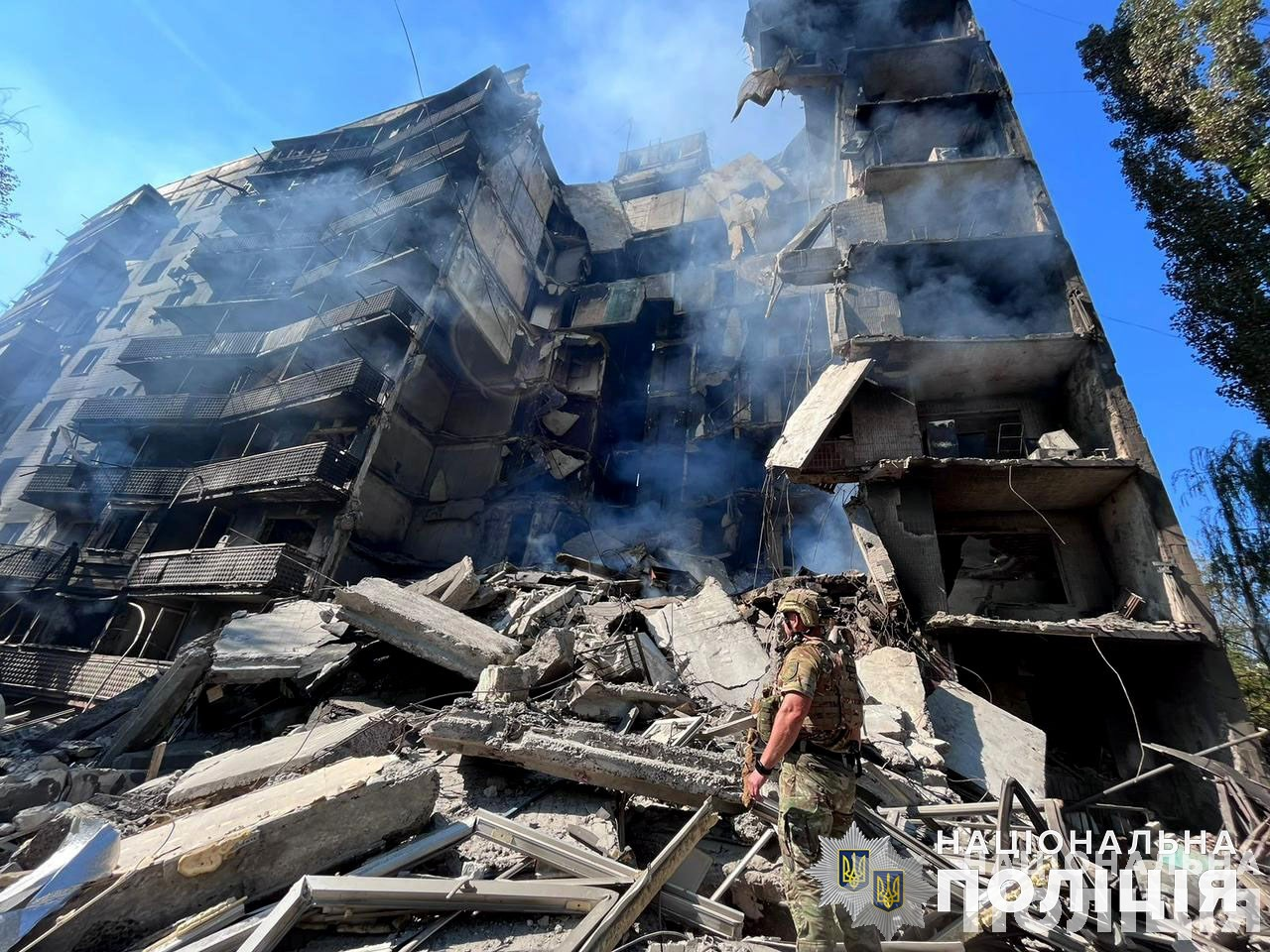
Edifício residencial no Oblast de Donetsk após o ataque

A Ucrânia supostamente lançou um ataque com mísseis HIMARS contra um posto de comando da 70ª Divisão Russa de Rifles Motorizados em Radensk, no Oblast de Kherson, matando oito policiais e ferindo outros sete. A inteligência militar ucraniana afirmou que um avião An-148, um Ilyushin Il-20 e um helicóptero Mil Mi-28 foram destruídos ou danificados em um ataque de sabotagem na Base Aérea de Chkalovsky, próximo de Moscou.
Denis Pushilin, o chefe instalado pela Rússia da República Popular de Donetsk afirmou que os escritórios da administração regional na cidade de Donetsk foram danificados por um ataque aéreo ucraniano.
Ainda neste dia, a Rússia afirmou ter derrubado três projéteis aéreos sobre o Oblast de Belgorod.
Já o governo da Alemanha disse que doaria 400 milhões de euros (US$ 430 milhões de dólares) em um novo pacote de ajuda militar que incluiria explosivos, munições de morteiro, foguetes, veículos blindados, equipamento de desminagem, roupas e geradores de energia para o inverno, enquanto a Coreia do Sul prometeu dois veículos antiminas K600.

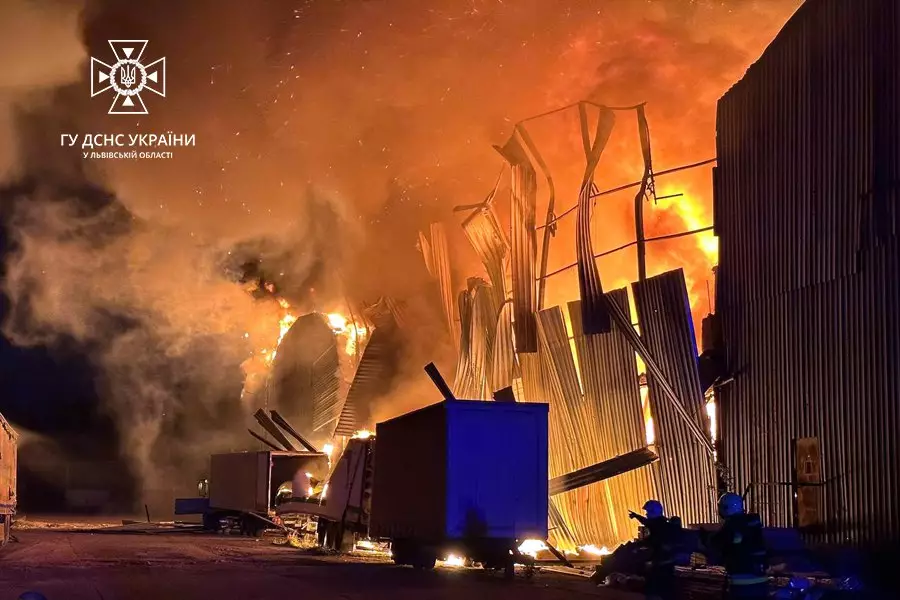
Armazém na região de Lviv destruído após o ataque russo

Em 19 de setembro, a Rússia lançou um ataque com drones contra a cidade de Lviv, matando uma pessoa, ferindo outra e incendiando um armazém. Duas pessoas, incluindo um sargento da polícia, foram mortas num ataque separado a um trólebus em Kherson. Seis civis ucranianos morreram num ataque aéreo russo contra Kupiansk.
A Rússia afirmou que dois drones ucranianos foram abatidos sobre os Oblasts de Belgorod e Oryol.
No seu discurso na 78ª reunião da Assembleia Geral das Nações Unidas em Nova Iorque, o Presidente Zelensky apelou à comunidade internacional para evitar que a Rússia "empurrasse o mundo para a guerra final" e acusou o país de tentar transformar alimentos e energia em armas e de cometer genocídio através do rapto de crianças ucranianas. Ele também criticou os "acordos duvidosos" para tentar encerrar o conflito em condições injustas.
O governo ucraniano afirmou que o navio de carga Resilient Africa deixou o porto em Chornomorsk depois de carregar grãos e agora estava indo para Istambul. Anunciou também que iria proibir a importação de frutas e vegetais polacos para o país em retaliação à proibição contínua de Varsóvia aos cereais ucranianos.
A mídia estatal bielorrussa noticiou a chegada ao país de 48 crianças retiradas dos territórios ocupados pela Rússia na Ucrânia, como parte do que chamou de "feriado" organizado por uma instituição de caridade apoiada pelo presidente Aleksandr Lukashenko.
A Dinamarca afirmou que enviaria quinze tanques T-72EA e trinta Leopard 1 para a Ucrânia.
Em 20 de setembro, uma refinaria de petróleo em Kremenchuk pegou fogo após um ataque com drones russos, enquanto um MiG-29 da força aérea ucraniana foi atingido por um drone Lancet na base aérea de Dolgintsevo, próximo de Kryvyi Rih. Em outro ponto, quatro civis ucranianos foram mortos em um bombardeio russo na área de Toretsk e no assentamento adjacente de Pivnichne, na parte centro-leste do Oblast de Donetsk. Um carro que transportava dois jornalistas suecos foi atacado por um drone no Oblast de Zaporíjia, ferindo o seu oficial ucraniano e duas escoltas policiais.
O governador de Sebastopol instalado pela Rússia, Mikhail Razvozhayev, afirmou que as forças russas interromperam dois ataques à cidade que envolveram drones e mísseis navais ucranianos, respectivamente. Enquanto isso, a Ucrânia afirmou ter atingido um posto de comando da Frota do Mar Negro, próximo da Base Aérea de Belbek.
Na Rússia, um tanque de armazenamento de combustível pegou fogo perto do Aeroporto de Sochi após um suposto ataque de drone ucraniano.
O primeiro-ministro polonês Mateusz Morawiecki anunciou que seu país não forneceria mais armas à Ucrânia em resposta às disputas sobre o fluxo de produtos agrícolas entre os dois países. O governo polaco esclareceu mais tarde que continuaria a honrar os acordos pré-existentes para entregar armas aos ucranianos.

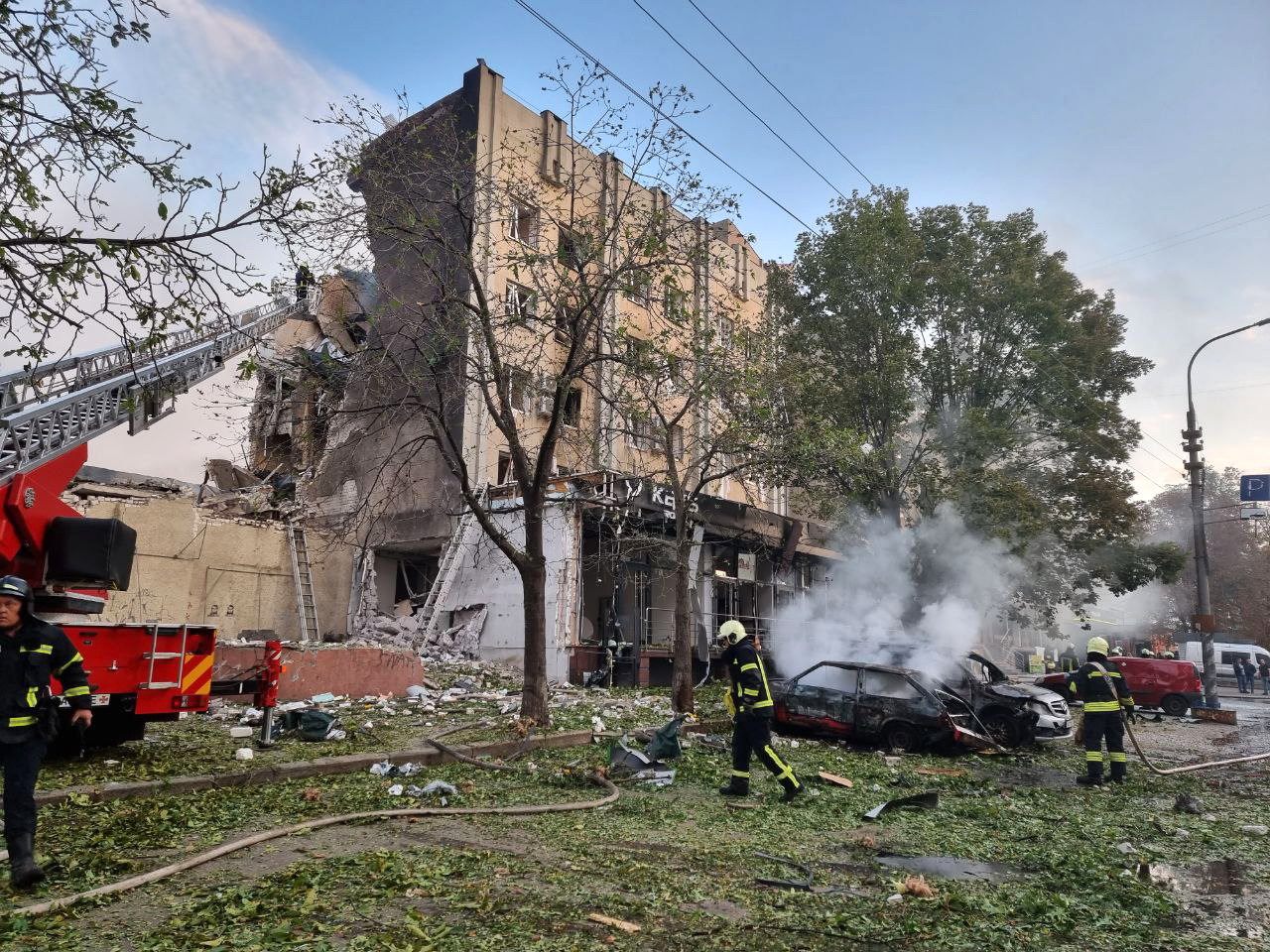
Um hotel destruído na cidade ucraniana de Cherkasy.

Em 21 de setembro, a Rússia lançou uma série de ataques com mísseis em toda a Ucrânia. Em Kiev, a queda de destroços incendiou um edifício residencial e hospitalizou duas pessoas, incluindo uma criança. Em Cherkasy, em um incidente separado, a queda de destroços danificou um hotel e feriu várias pessoas. Outras explosões, resultantes de bombardeios russos, foram relatadas em Kharkiv, Khmelnytskyi, Rivne, Vinnytsia, Lviv e Ivano-Frankivsk. Mais de vinte pessoas ficaram feridas nesses ataques, que foram também os primeiros ataques à infraestrutura energética ucraniana em seis meses. A Força Aérea Ucraniana afirmou ter abatido 36 dos 43 mísseis lançados pelos russos. Sete pessoas morreram e outras 11 ficaram feridas em ataques separados no Oblast de Kherson. Os militares ucranianos alegaram ter danificado equipamento militar russo num ataque aéreo à base aérea de Saky, na Crimeia.
Foi reportado que blindados Stryker e Marder do exército ucraniano haviam cruzado, pela primeira vez, a famosa Linha Surovikin, próximo de Verbove (no Oblast de Zaporíjia), indicando que a principal linha de defesa russa na frente sul foi rompida.
A Rússia afirmou ter abatido dezenove drones ucranianos sobre a Crimeia e nos Oblasts de Kursk, Belgorod e Oryol.
A Suécia entregou dez tanques Stridsvagn 122 para a Ucrânia, enquanto a Alemanha entregou dezessete terminais SatCom, uma estação central de antena, quatro trens-trator 8x8 HX81, quatro semirreboques, doze caminhões Zetros e peças sobressalentes para tanques de remoção de minas WISENT 1 como parte de um pacote de ajuda militar à Ucrânia. Os Estados Unidos prometeram outro pacote de ajuda militar à Ucrânia no valor de US$ 325 milhões de dólares, que incluiria defesas aéreas e munições cluster.
A Ucrânia chegou a um acordo com a Eslováquia para um sistema de licenciamento de grãos que levaria ao cancelamento do processo de Kiev contra o país devido à proibição das importações de grãos e ao fim das proibições eslovacas aos produtos agrícolas ucranianos.

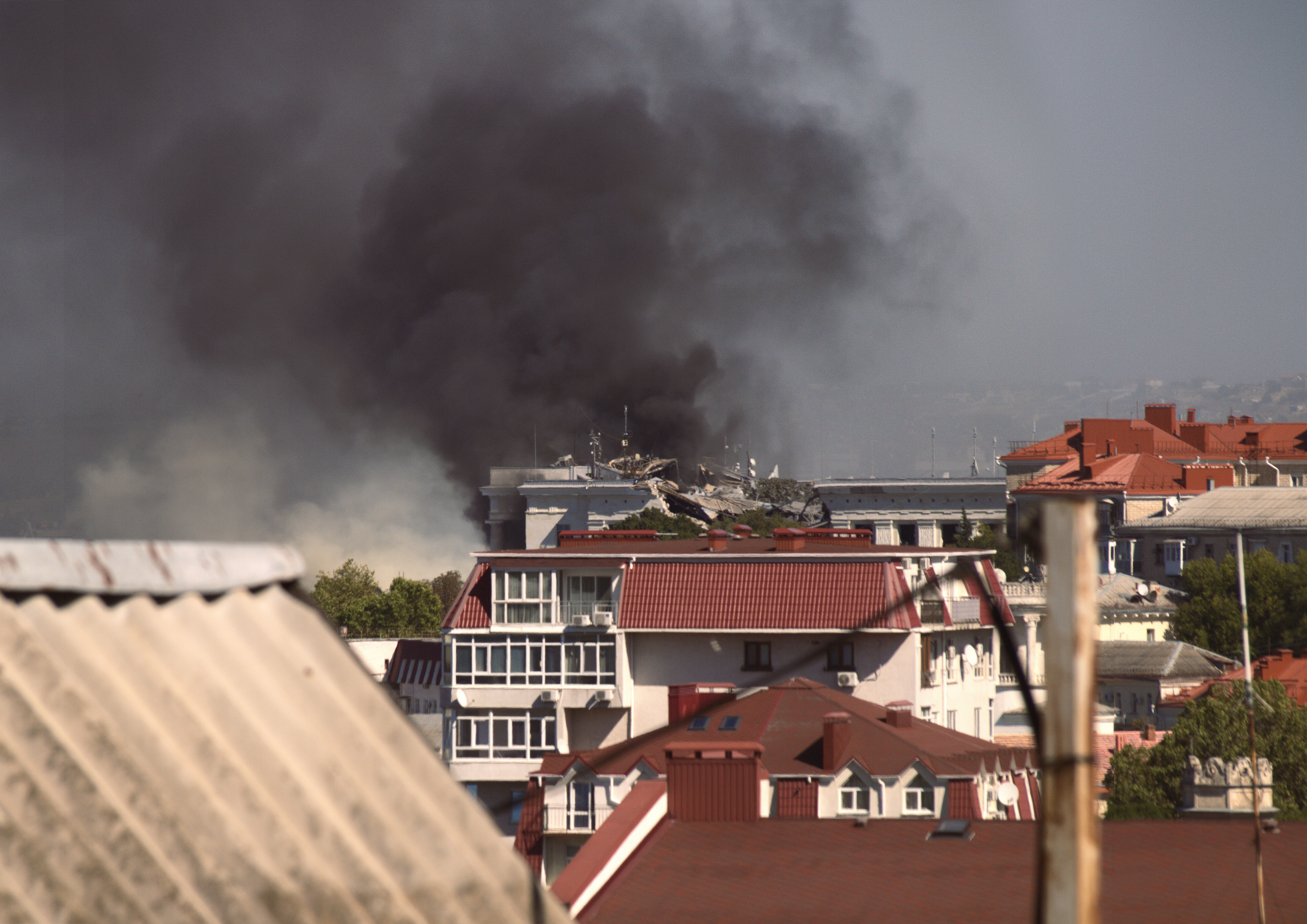
Quartel-general da Frota Russa do Mar Negro em Sebastopol após um ataque ucraniano.

No dia 22 de setembro, o quartel-general da Frota do Mar Negro russa em Sebastopol foi destruída em um ataque de mísseis ucranianos. As autoridades russas afirmaram que pelo menos um oficial estava desaparecido, enquanto autoridades militares ucranianas reivindicaram trinta e quatro oficiais russos mortos, incluindo supostamente o comandante da frota, o almirante Viktor Sokolov, com outros 105 militares sendo feridos, incluindo dois generais e "a alta administração da frota". No entanto, a Rússia divulgou um vídeo que parecia mostrar Sokolov vivo em 26 de setembro. Fontes ucranianas afirmaram que mísseis Storm Shadow foram utilizados, com fontes russas afirmando que até sete mísseis foram disparados pelos ucranianos, incluindo um Neptune, com as defesas antiaéreas russas abatendo pelo menos cinco desses mísseis. Um ataque cibernético massivo também foi relatado por autoridades instaladas pela Rússia na região da Crimeia.
Uma pessoa morreu e outras 55 ficaram feridas em um ataque com mísseis russos contra a cidade de Kremenchuk. Uma outra pessoa foi morta em um bombardeio russo em Kherson.
A Ucrânia e os Estados Unidos anunciaram um programa para fabricar "sistemas de defesa aérea" na Ucrânia.
Durante a visita do presidente Zelensky a Ottawa, o primeiro-ministro Justin Trudeau prometeu 650 milhões de dólares canadenses (US$ 480 milhões de dólares) em ajuda militar à Ucrânia, que incluia 50 veículos blindados e treinamento em caças F-16. O governo canadense também impôs sanções a 63 indivíduos e entidades russas pelo seu papel na invasão e na deportação de crianças ucranianas.
Em 23 de setembro, o governador de Sebastopol nomeado pela Rússia, Mikhail Razvozhayev, afirmou que ocorreu outro ataque de mísseis à cidade, com destroços caindo perto do cais. Explosões também foram reportadas no assentamento de Vilne, no norte da Crimeia.
O chefe do Serviço Estatal de Comunicações Especiais da Ucrânia, Yuriy Shchyhol, afirmou que houve um aumento acentuado de ataques cibernéticos russos e espionagem contra o gabinete do Procurador-Geral ucraniano, que lidera a investigação de alegados crimes de guerra russos na Ucrânia.
Em 24 de setembro, duas pessoas foram mortas em um ataque aérea russo no Oblast de Kherson. Já na Rússia, o governador do Oblast de Kursk afirmou que um edifício governamental foi danificado por um drone ucraniano na cidade de Kursk. A inteligência militar ucraniana afirmou que um ataque de drone no campo aéreo de Khalino, na mesma região, matou ou feriu o comandante e outros oficiais do 14º Regimento de Aviação de Caça de Guardas russo. Um outro drone ucraniano teria sido interceptado no Oblast de Bryansk.
Em 25 de setembro, a Rússia lançou uma série de bombardeios com mísseis contra a cidade de Odessa, danificando a estrutura do importante porto local e um hotel abandonado, causando a morte de duas pessoas na destruição do armazém de grãos na região. Vários edifícios do centro histórico, incluindo o Palácio Vorontsov e oito edifícios na Avenida Prymorskyi, foram danificados, enquanto destroços de mísseis foram encontrados mais tarde em Chiţcani, ao longo da fronteira da região separatista de Transnístria, na Moldávia. Três pessoas morreram em outro ataque aéreo em Beryslav, no Oblast de Kherson, enquanto outros três foram mortos por um ataque de artilharia russo contra a cidade de Kherson.
Outro ataque aéreo ucraniano foi relatado em Sebastopol, com um míssil supostamente abatido sobre a base aérea de Belbek. Um depósito de munição russo localizado em Sorokyne, no Oblast de Luhansk, foi destruído num bombardeio ucraniano.
O presidente Zelensky anunciou a chegada do primeiro lote de um total de trinta e um tanques M1 Abrams prometidos pelos Estados Unidos à Ucrânia, sem especificar o seu número, embora o site Politico relatou que o número na verdade era dez. Esperava-se que mais tanques fossem enviados "durante o outono".
O Ministério do Interior russo colocou o presidente do Tribunal Penal Internacional (TPI), Piotr Hofmański, a sua vice, Luz del Carmen Ibáñez Carranza, e o juiz Bertram Schmitt, na sua lista de pessoas procuradas em resposta ao mandado de detenção do TPI contra o presidente Putin e a sua comissária para os direitos das crianças, Maria Lvova-Belova.
Os Estados Unidos anunciaram sanções contra dezesseis empresas russas e chinesas por fornecerem componentes de tecnologia de drones à Rússia.
Em 26 de setembro, a Rússia lançou um ataque noturno com drones contra a cidade de Izmail, ferindo duas pessoas e danificando a infraestrutura portuária. Uma pessoa foi morta num outro ataque russo separado no Oblast de Zaporíjia.
A Rússia apresentou um pedido para voltar a integrar o Conselho de Direitos Humanos das Nações Unidas depois de ter sido expulsa em abril de 2022 por invadir a Ucrânia.
Em 27 de setembro, os militares ucranianos relataram que cerca de 500 combatentes do Grupo Wagner regressaram para lutar no Oblast de Donetsk como parte da redistribuição do grupo na Ucrânia pela primeira vez desde a sua rebelião falhada contra o sistema militar russo em junho.
O Serviço de Segurança da Ucrânia prendeu dois residentes de Kiev sob suspeita de passarem informações à inteligência russa para serem usados em ataques aéreos contra a capital ucraniana.
A ministra da defesa holandesa Kajsa Ollongren afirmou que os primeiros caças F-16 chegariam à Ucrânia em 2024, com o treinamento de pilotos e tripulação de terra levando aproximadamente de 6 a 8 meses. Enquanto isso, o parlamento búlgaro aprovou a entrega de mísseis S-300 inutilizáveis à Ucrânia.
A Ucrânia transferiu a produção de um sistema de mísseis não especificado para outro país devido aos contínuos ataques russos à sua fábrica.
Em 28 de setembro, a Rússia afirmou ter repelido um ataque de um grupo de sabotagem ucraniano nas áreas fronteiriças do Oblast de Belgorod.
O Gabinete Federal Alemão de Cartéis aprovou uma joint venture entre a Rheinmetall e a Indústria de Defesa Ucraniana (Ukroboronprom) para abrir uma instalação de manutenção para veículos militares em Kiev.
A União Europeia prorrogou o estatuto de proteção temporária concedido aos refugiados ucranianos até 2025.
Em 29 de setembro, um míssil S-300 russo derrubou um caça Su-35, também russo, perto da cidade de Tokmak, matando o piloto, em mais um caso de fogo amigo.
Autoridades russas alegaram que drones ucranianos lançaram explosivos sobre uma subestação elétrica na vila de Belaya, no Oblast de Kursk, cortando a energia em cinco assentamentos. Uma dúzia de outros drones teriam sido abatidos sobre os Oblasts de Belgorod, Kursk e Kaluga. Uma estação de radar russa perto da cidade de Giryi, ainda no Oblast de Kursk, foi destruído por um drone ucraniano.
Foi anunciado que o fotografo de guerra ucraniano Volodymyr Myroniuk foi morto enquanto filmava a luta em Kurdiumivka, na frente de Donetsk.
O presidente Putin nomeou o ex-comandante do Grupo Wagner e coronel aposentado Andrei Troshev (nom de guerre Sedoi) para supervisionar unidades de combate voluntários na Ucrânia.
O Ministério da Defesa russo anunciou que submeteria os residentes das áreas ocupadas do sul e leste da Ucrânia ao recrutamento pela primeira vez desde a sua anexação não reconhecida pela Rússia em 2022. O ministério também disse que esperava recrutar 130 mil pessoas em todo o país no outono.
A Polícia Nacional da Ucrânia recuperou um número não revelado de mísseis TOR numa casa no Raion de Brovary, no Oblast de Kiev. Acredita-se que os mísseis tenham sido abandonados pelas forças russas após a sua retirada da área na primavera de 2022 e valiam "cerca de 30 milhões de grívnias (cerca de US$ 811 000 dólares)" cada.
A Bulgária impôs uma proibição à importação de produtos de girassol ucranianos para o país que duraria até ao final de novembro de 2023.
Em 30 de setembro, autoridades ucranianas alegaram ter abatido trinta dos quarenta drones russos. Vinte visavam o centro da Ucrânia e alguns "romperam" as defesas ucranianas para atacar a cidade de Kalynivka, no Oblast de Vinnytsia, iniciando um "fogo poderoso". A Romênia também afirmou que o radar detectou uma entrada "não autorizada" no seu espaço aéreo em direção a Galați.
A Marinha Ucraniana anunciou que conduziu uma operação bem-sucedida para extrair dois operadores de assalto aerotransportados que ficaram presos e forçados a esconder-se em território ocupado pela Rússia durante mais de um ano e meio após terem sido feridos. A operação foi conduzida pela unidade de forças especiais "Angels" da Marinha, enquanto um destacamento de assalto aerotransportado forneceu cobertura de fogo durante a extração. A inteligência militar ucraniana afirmou que um soldado russo recrutado em julho desertou para a Ucrânia depois de convencer outros onze soldados a desertarem também.
Na Rússia, um ataque de drone ucraniano no povoado de Pogar, no Oblast de Bryansk, supostamente causou uma queda de energia na área.
O Presidente Zelensky realizou um fórum para 250 fabricantes de armas ocidentais de trinta países em Kiev, como parte dos esforços para aumentar a produção nacional de armas e fabricar mais armas ocidentais. O Ministério das Relações Exteriores da Ucrânia afirmou que foram assinados vinte acordos entre a Ucrânia e empresas ocidentais.